# 1998 dans les parcs de loisirs
| Années des parcs de loisirs : 1995 - 1996 - 1997 - 1998 - 1999 - 2000 - 2001    |
| Décennies des parcs de loisirs : 1960 - 1970 - 1980 - 1990 - 2000 - 2010 - 2020 |

## Parcs d'attractions

### Ouverture
- Disney's Animal Kingdom ( États-Unis) ouvert au public le 22 avril.
- Ravensburger Spieleland ( Allemagne) ouvert au public le 5 avril.
- Terra Encantada ( Brésil) ouvert au public le 16 janvier.
- VisionLand ( États-Unis) ouvert au public le 23 mai.
- Happy Valley (Shenzhen) ( Chine) ouvert au public le 1er octobre.

### Changement de nom
- American Adventure devient American Adventure World ( États-Unis)
- Frontier City devient Six Flags Frontier City ( États-Unis)
- Marine World Africa USA devient New Marine World Theme Park ( États-Unis)
- Kentucky Kingdom devient Six Flags Kentucky Kingdom ( États-Unis)

## Événements
- Silver Dollar City ( États-Unis) reçoit l'Applause Award au titre de meilleur parc de loisirs du monde.
- Création du groupe Palace Entertainment.

- Mars
  - 14 mars -  Royaume-Uni - Ouverture au public d'Oblivion, à Alton Towers ; le premier modèle de machine plongeante au monde[1].

- Avril
  - Le 1er avril 1998 la société Premier Parks, basée à Oklahoma City, rachète l'intégralité de Six Flags Theme Parks Inc. pour la somme de 1,9 milliard de dollars[2]. Premier Parks achète aussi les parcs européens du groupe Walibi.

- Juin
  - 23 juin -  Espagne - Tussauds Group vend sa participation dans Port Aventura pour 58 millions de livres sterling[3]. Ses 40,5 % sont achetés par Universal Studios à hauteur de 37 % et par Acesa, contrôlée par La Caixa, à hauteur de 3,5%[4]. Universal devient à la fois investisseur et exploitant du parc[5].
  - 24 juin -  États-Unis - Walt Disney World Resort accueille son 600 millionième visiteur.

## Analyse économique de l'année

### Classement des 11 parcs de loisirs et aquariums les plus visités en France
| Rang | Site                                 | Ville / Département / Pays                 | Fréquentation |
| ---- | ------------------------------------ | ------------------------------------------ | ------------- |
| 1    | Disneyland Paris                     | Chessy / Seine-et-Marne / France           | 12 051 000    |
| 2    | Futuroscope                          | Poitiers / Vienne / France                 | 2 650 000     |
| 3    | Aquaboulevard                        | Paris / Paris / France                     | 2 100 000     |
| 4    | Parc Astérix                         | Plailly / Oise / France                    | 1 710 000     |
| 5    | Musée océanographique de Monaco      | Monaco-Ville / Monaco                      | 794 907       |
| 6    | Nausicaá - Centre national de la mer | Boulogne-sur-Mer / Pas-de-Calais / France  | 783 528       |
| 7    | La Géode                             | Paris / Paris / France                     | 740 800       |
| 8    | OK Corral                            | Cuges-les-Pins / Bouches-du-Rhône / France | 460 000       |
| 9    | Nigloland                            | Dolancourt / Aube / France                 | 450 000       |
| 10   | Parc Bagatelle                       | Merlimont / Pas-de-Calais / France         | 421 400       |
| 11   | Sportica                             | Gravelines / Nord / France                 | 418 250       |

## Attractions
Cette liste est non exhaustive.

### Montagnes russes

#### Délocalisations
| Nom             | Type/Modèle      | Constructeur      | Parc                                   | Pays        | Anciennement                                     |
| --------------- | ---------------- | ----------------- | -------------------------------------- | ----------- | ------------------------------------------------ |
| Alpine Bobsled  | Bobsleigh        | Intamin           | The Great Escape & Splashwater Kingdom | États-Unis  | Rolling Thunder à Six Flags Great America        |
| Figure of Eight | E-Powered        | Pinfari           | Brean Leisure Park                     | Royaume-Uni | Tokaydo Express à Pleasure Beach, Blackpool      |
| Firecracker     | Assises / Zyklon | Pinfari           | Jolly Roger Amusement Park             | États-Unis  | Firecracker à Holiday World                      |
| Flying Trapese  | Assises          | Zierer            | Flamingo Land Theme Park & Zoo         | Royaume-Uni | Four Man Bob à Pleasure Island Family Theme Park |
| Kong            | Inversées / SLC  | Vekoma            | New Marine World Theme Park            | États-Unis  | Hangman à Opryland USA                           |
| Texas Tornado   | Assises          | Anton Schwarzkopf | Six Flags Astroworld                   | États-Unis  | Thriller à Gröna Lund                            |

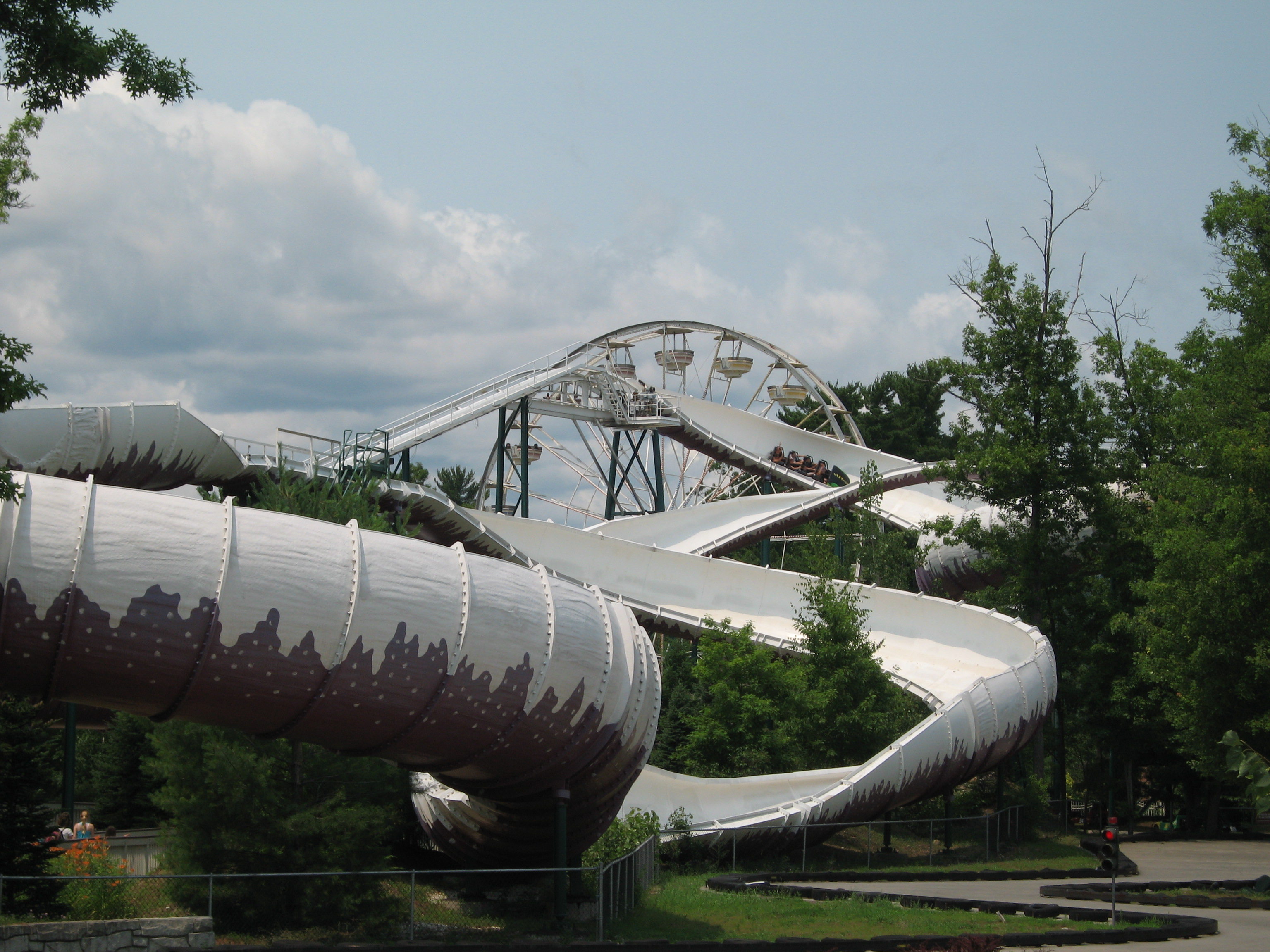
Alpine Bobsled à The Great Escape & Splashwater Kingdom
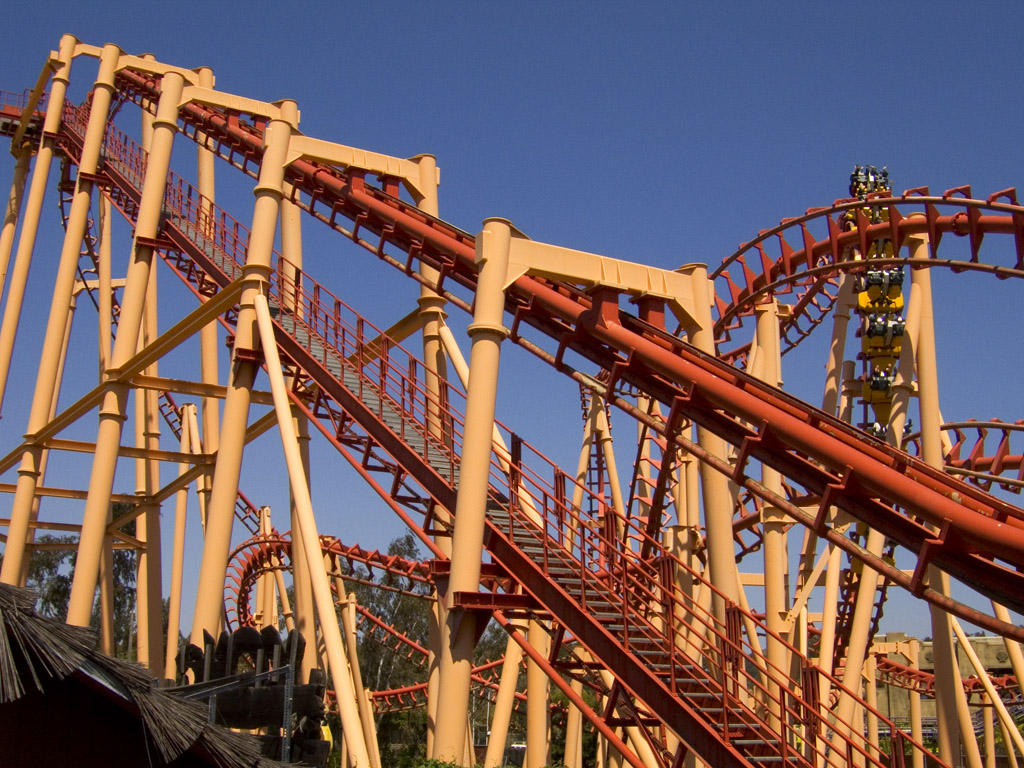
Kong à New Marine World Theme Park

#### Nouveau thème
| Nom           | Type / Modèle    | Constructeur | Parc         | Pays     | Anciennement           |
| ------------- | ---------------- | ------------ | ------------ | -------- | ---------------------- |
| Calamity Mine | Train de la mine | Vekoma       | Walibi Wavre | Belgique | Colorado (1992 à 1997) |

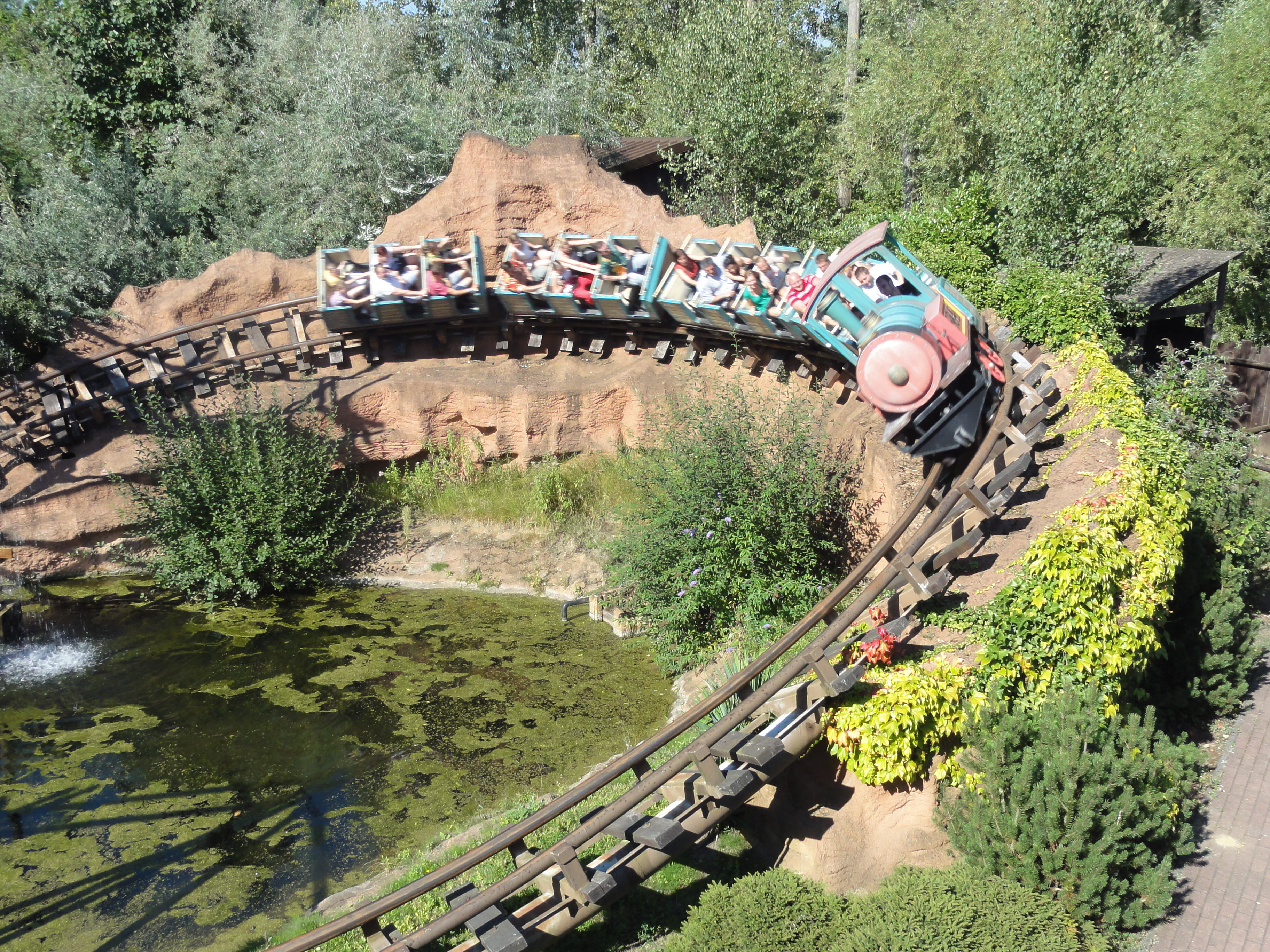
Calamity Mine à Walibi Wavre

#### Nouveautés
| Nom                                          | Type / Modèle                                | Constructeur                     | Parc                            | Pays        |
| -------------------------------------------- | -------------------------------------------- | -------------------------------- | ------------------------------- | ----------- |
| Aska                                         | Bois                                         | Intamin                          | Nara Dreamland                  | Japon       |
| Batman and Robin: The Chiller                | Méga montagnes russes lancées navette duel   | Premier Rides                    | Six Flags Great Adventure       | États-Unis  |
| Blue Tornado                                 | Inversées / SLC                              | Vekoma                           | Gardaland                       | Italie      |
| Boomerang                                    | Navette / Boomerang                          | Vekoma                           | Wild Adventures                 | États-Unis  |
| Boomerang Coast to Coaster                   | Navette / Boomerang                          | Vekoma                           | Darien Fun Country              | États-Unis  |
| Boomerang Coast to Coaster                   | Navette / Boomerang                          | Vekoma                           | Six Flags Marine World          | États-Unis  |
| Brucomela                                    | Junior / Big Apple                           | Far Fabbri                       | Minitalia Leolandia Park        | Italie      |
| Crazy Mouse                                  | Wild Mouse tournoyantes                      | Reverchon Industries             | Jetée Sud de Blackpool          | Royaume-Uni |
| Dark Ride                                    | Assise en intérieur / Enigma                 | Reverchon Industries             | Dream Park                      | Égypte      |
| Dizzy Mouse                                  | Wild Mouse tournoyante                       | Reverchon Industries             | Prater de Vienne                | Autriche    |
| Doo Wopper                                   | Wild Mouse / Zig Zag Coaster                 | Zamperla                         | Morey's Piers                   | États-Unis  |
| Dragon                                       | Junior                                       | WGH Transportation               | Legoland Windsor                | Royaume-Uni |
| Excalibur                                    | Bois                                         | Custom Coasters International    | Funtown Splashtown USA          | États-Unis  |
| Family Coaster                               | Junior / Vekoma Junior Coaster               | Vekoma                           | Dream Park                      | Égypte      |
| GhostRider                                   | Bois                                         | Custom Coasters International    | Knott's Berry Farm              | États-Unis  |
| Gletscherblitz                               | Montagnes russes E-Powered                   | Mack Rides                       | Steinwasen Park                 | Allemagne   |
| Great Bear                                   | Montagnes russes inversées                   | Bolliger & Mabillard \| Inverted | Hersheypark                     | États-Unis  |
| G'sengte Sau                                 | Assises / Bobsled Coaster                    | Gerstlauer                       | Erlebnispark Tripsdrill         | Allemagne   |
| Il Bruco Magico                              | Junior / Big Apple                           |                                  | Mirabilandia                    | Italie      |
| Imorinth                                     | Junior / Big Apple                           | Pinfari                          | Himeji Central Park             | Japon       |
| Invertigo                                    | Navette inversées / Invertigo                | Vekoma                           | Paramount's Great America       | États-Unis  |
| Journey to Atlantis                          | Aquatiques                                   | Mack Rides                       | SeaWorld Orlando                | États-Unis  |
| Joust                                        | Assises / Big Dipper                         | Chance Rides                     | Dutch Wonderland                | États-Unis  |
| Kukomotív                                    | Junior / Big Apple                           | D.P.V. Rides                     | Vidámpark                       | Hongrie     |
| Linear Gale                                  | Inversées, lancées navette / Impulse Coaster | Intamin                          | Tokyo Dome City Attractions     | Japon       |
| Mad Mouse                                    | Wild Mouse                                   | Sansei Yusoki (en)               | Fuji-Q Highland                 | Japon       |
| Mad Mouse                                    | Wild Mouse                                   | Arrow Dynamics                   | Myrtle Beach Pavilion           | États-Unis  |
| Mamba                                        | Hyper montagnes russes                       | Morgan                           | Worlds of Fun                   | États-Unis  |
| Marvel Mania                                 | Junior                                       | Miler Coaster (en)               | VisionLand                      | États-Unis  |
| Miner Mike                                   | Junior / Miner Mike                          | Wisdom Rides                     | Gillian's Wonderland Pier (en)  | États-Unis  |
| Monte Makaya                                 | Assises / Looping Coaster                    | Intamin                          | Terra Encantada                 | Brésil      |
| Mr Freeze                                    | Navette lancées                              | Premier Rides                    | Six Flags Over Texas            | États-Unis  |
| Mr Freeze                                    | Navette lancées                              | Premier Rides                    | Six Flags St. Louis             | États-Unis  |
| Oblivion                                     | Machine plongeante                           | Bolliger & Mabillard             | Alton Towers                    | Royaume-Uni |
| Orient Express                               | Assises                                      | Wisdom Rides                     | Santa Cruz Beach Boardwalk      | États-Unis  |
| Orient Express                               | Junior / Orient Express                      | Wisdom Rides                     | Martin's Fantasy Island (en)    | États-Unis  |
| Piuí                                         | E-Powered / Dragon                           | Zamperla                         | Terra Encantada                 | Brésil      |
| Rampage                                      | Bois                                         | Custom Coasters International    | VisionLand                      | États-Unis  |
| Rattlesnake                                  | Wild Mouse                                   | Maurer Rides                     | Chessington World of Adventures | Royaume-Uni |
| The Riddler's Revenge                        | Debout                                       | Bolliger & Mabillard             | Six Flags Magic Mountain        | États-Unis  |
| Roar                                         | Bois                                         | Great Coasters International     | Adventure World                 | États-Unis  |
| Scooby's Ghoster Coaster                     | À véhicules suspendus / Batflyer             | Caripro                          | Paramount's Kings Island        | États-Unis  |
| Serial Thriller Devenu Thunderhawk en 2004   | Inversées                                    | Vekoma                           | Geauga Lake                     | États-Unis  |
| Shivering Timbers                            | Bois                                         | Custom Coasters International    | Michigan's Adventure            | États-Unis  |
| Spacely's Sprocket Rockets                   | Junior / Vekoma Junior Coaster               | Vekoma                           | Six Flags Great America         | États-Unis  |
| Spatiale Expérience                          | En intérieur                                 | Mack Rides                       | Nigloland                       | France      |
| Speedy Bob                                   | Wild Mouse                                   | Mack Rides                       | Bobbejaanland                   | Belgique    |
| Tami-Tami                                    | Junior / Vekoma Junior Coaster               | Vekoma                           | Port Aventura                   | Espagne     |
| Taxi Jam Devenu Wilderness Run en 2018       | Junior                                       | Miler Coaster (en)               | Paramount Canada's Wonderland   | Canada      |
| Tiger Terror                                 | Junior / Dragon Wagon                        | Wisdom Rides                     | Wild Adventures                 | États-Unis  |
| Tiny Toot                                    | Train de la mine E-Powered                   | Zamperla                         | Silverwood Theme Park           | États-Unis  |
| Tornado                                      | Assises                                      | Pinfari                          | M&Ds Scotland's Theme Park      | Royaume-Uni |
| Twisted Sisters Devenu Twisted Twins en 2002 | Bois                                         | Custom Coasters International    | Six Flags Kentucky Kingdom      | États-Unis  |
| Vogel Rok                                    | Assises en intérieur                         | Vekoma                           | Efteling                        | Pays-Bas    |
| Volcano, The Blast Coaster                   | Montagnes russes inversées lancées           | Intamin                          | Paramount's Kings Dominion      | États-Unis  |
| Wild Mouse Devenu Pakal en 2000.             | Wild Mouse                                   | L&T Systems                      | Mirabilandia                    | Italie      |
| Wild Mouse                                   | Wild Mouse                                   | Maurer Rides                     | Lagoon                          | États-Unis  |

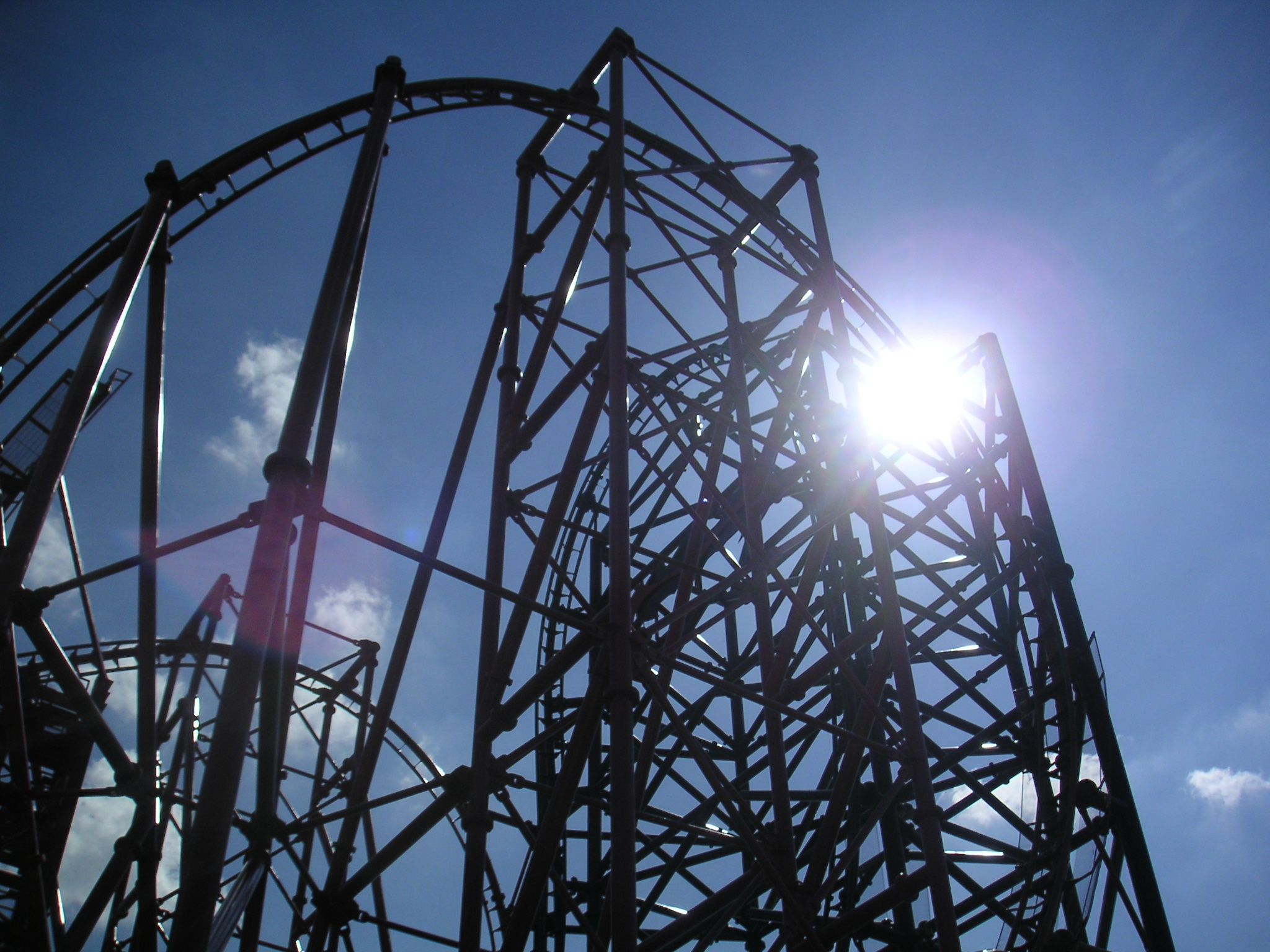
Batman and Robin: The Chiller à Six Flags Great Adventure
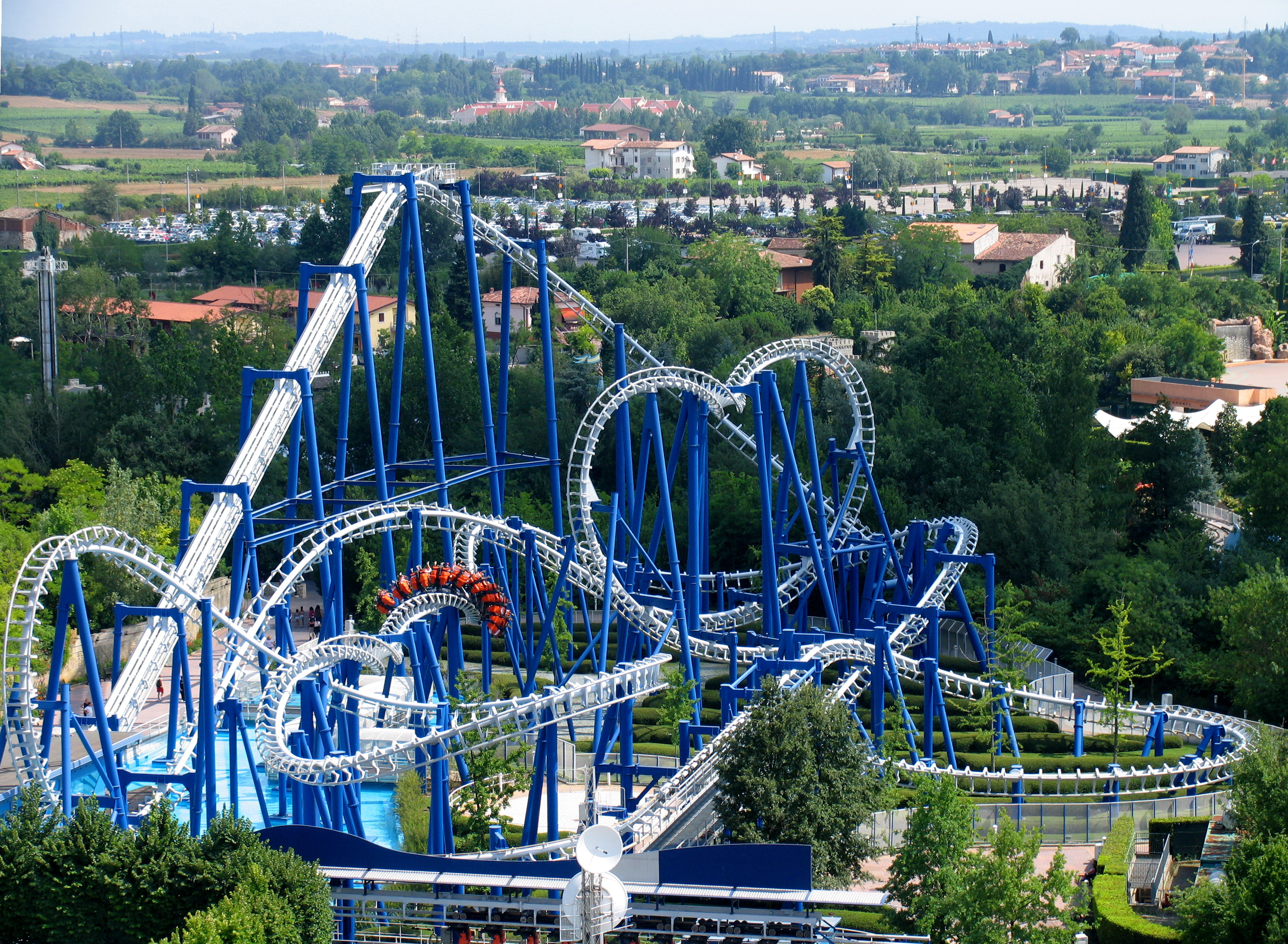
Blue Tornado à Gardaland
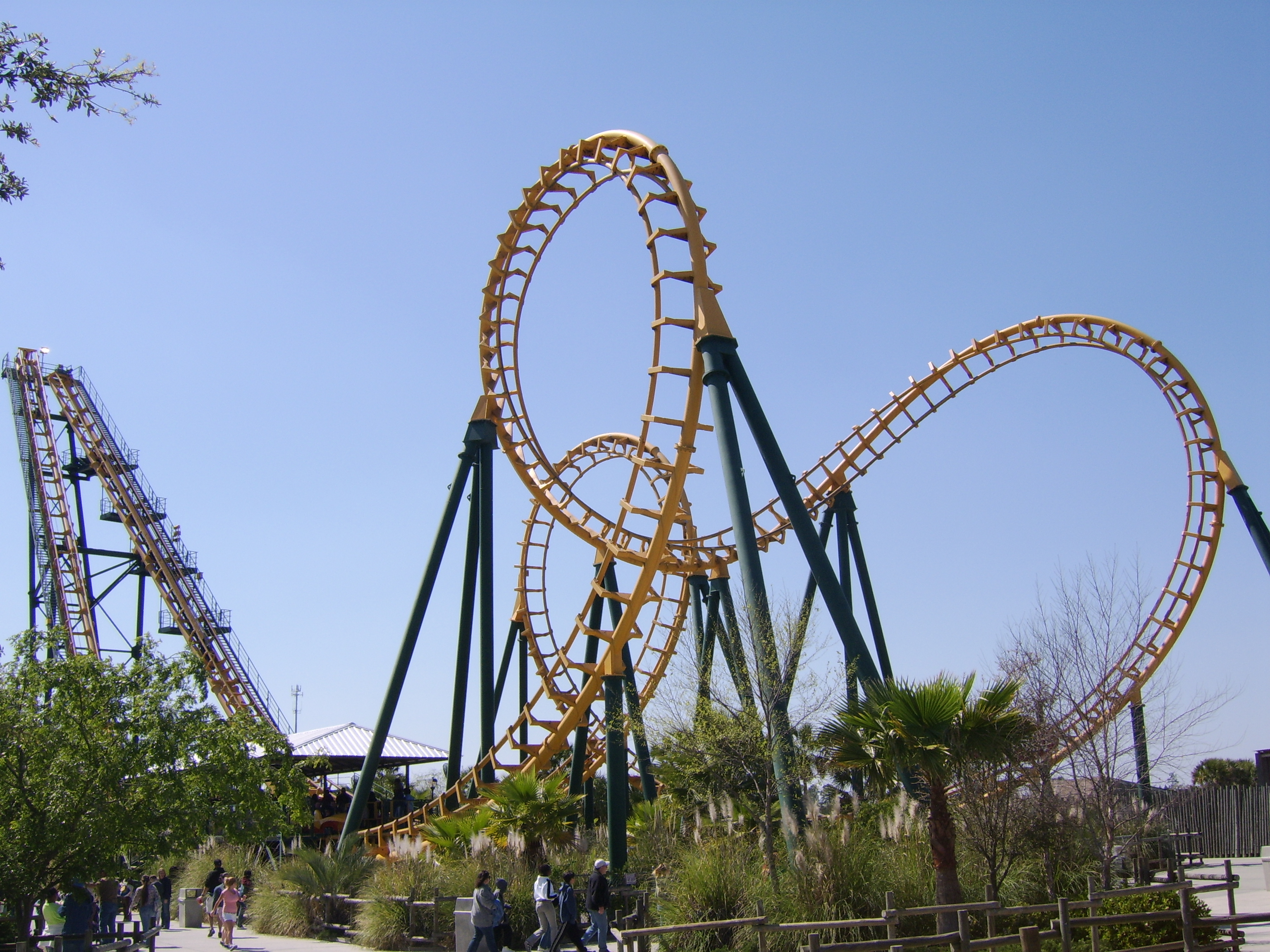
Boomerang à Wild Adventures
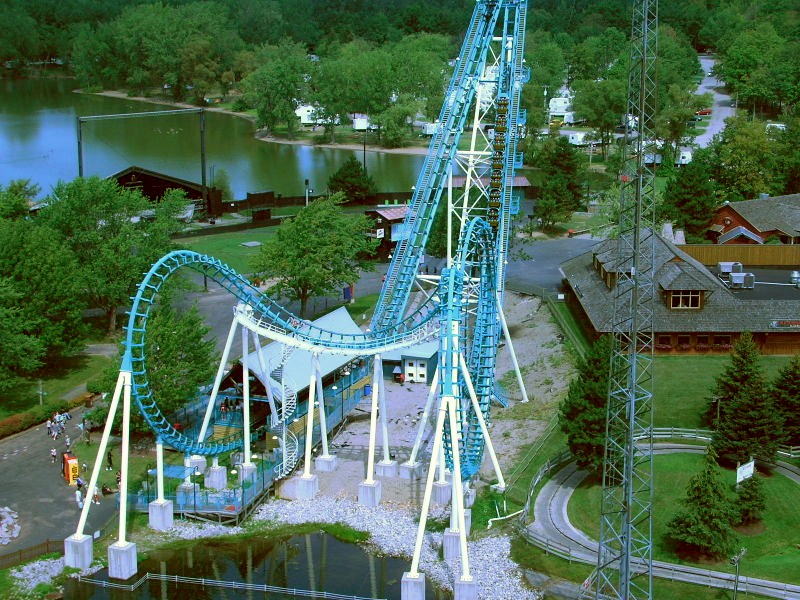
Boomerang Coast to Coaster à Darien Fun Country
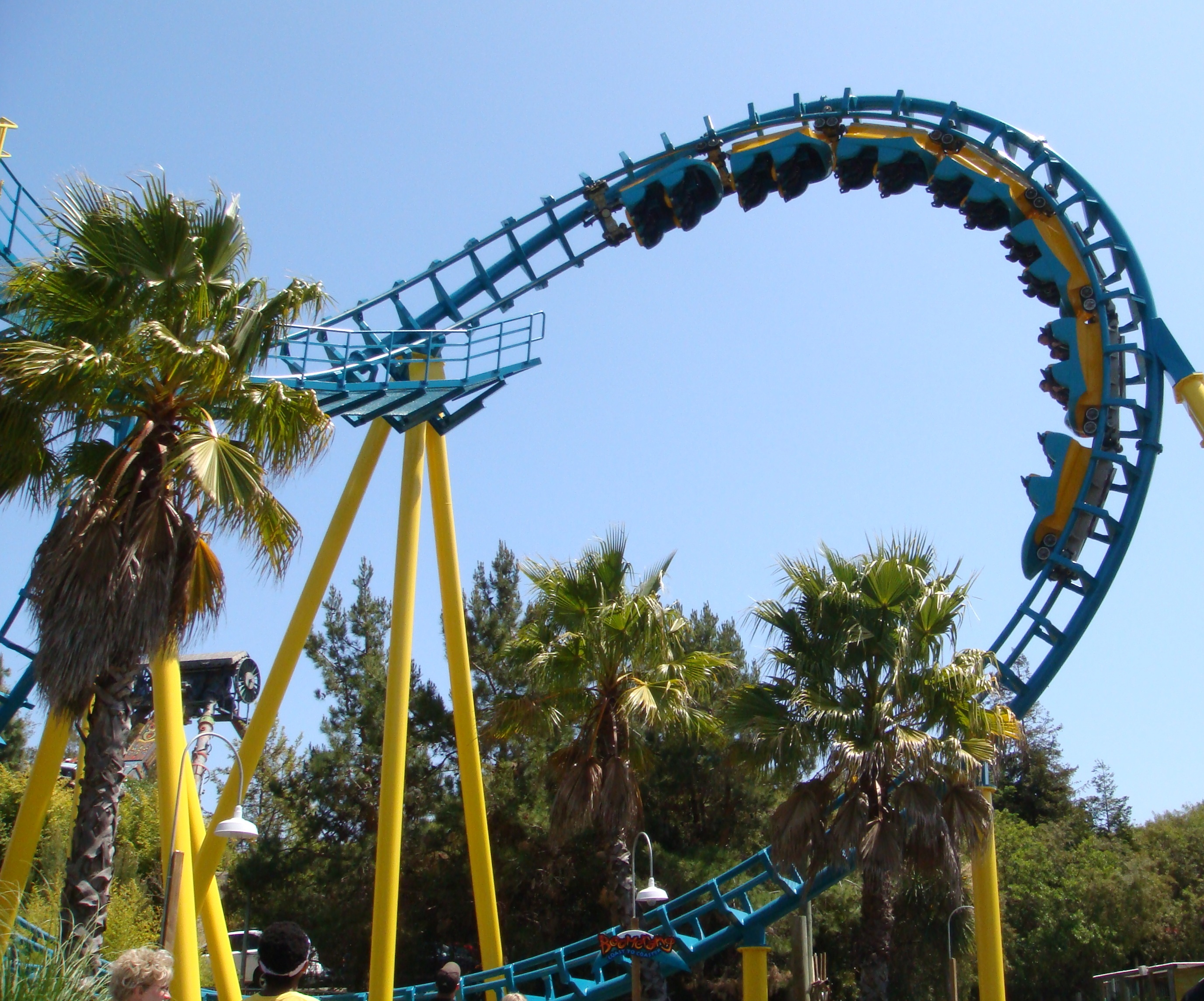
Boomerang Coast to Coaster à Six Flags Marine World
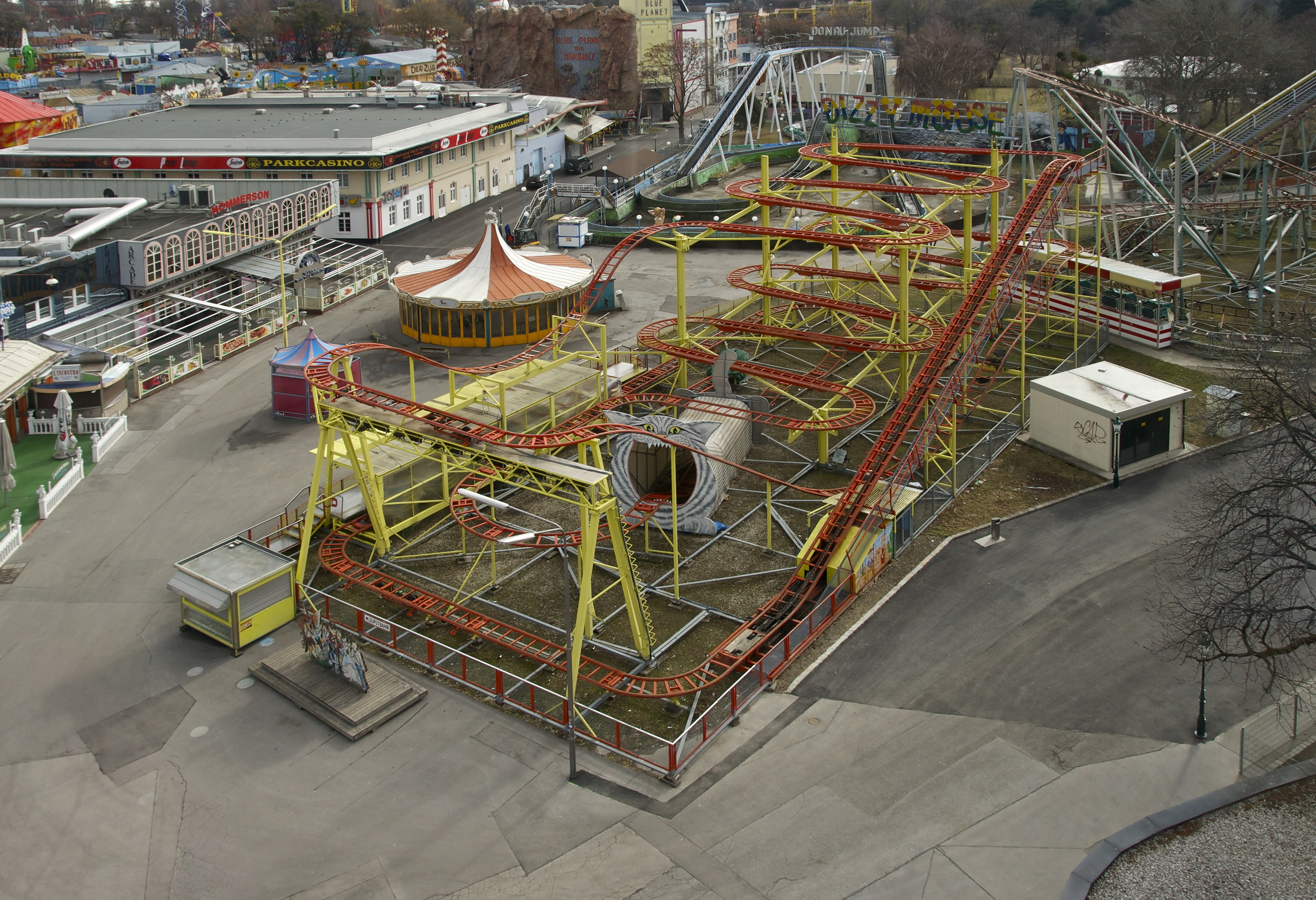
Dizzy Mouse au Prater de Vienne
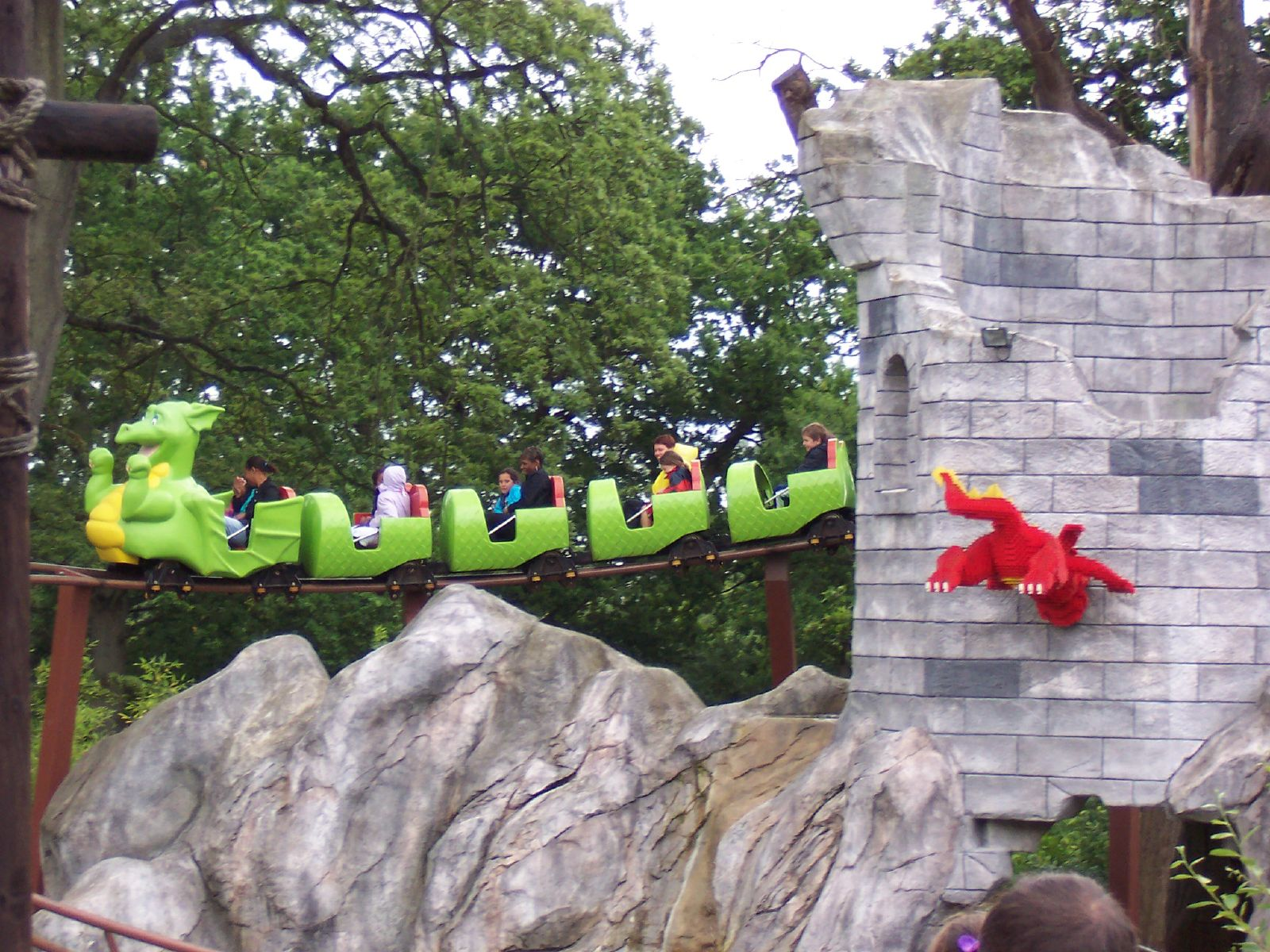
Dragon à Legoland Windsor
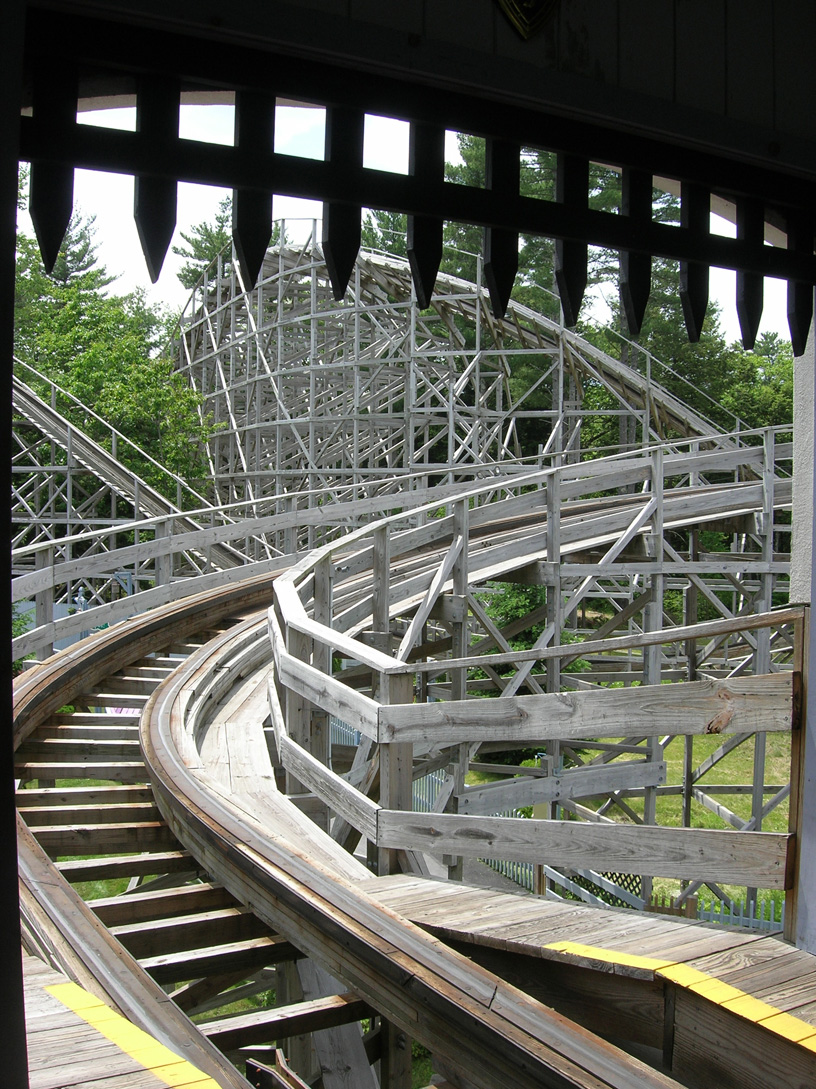
Excalibur à Funtown Splashtown USA
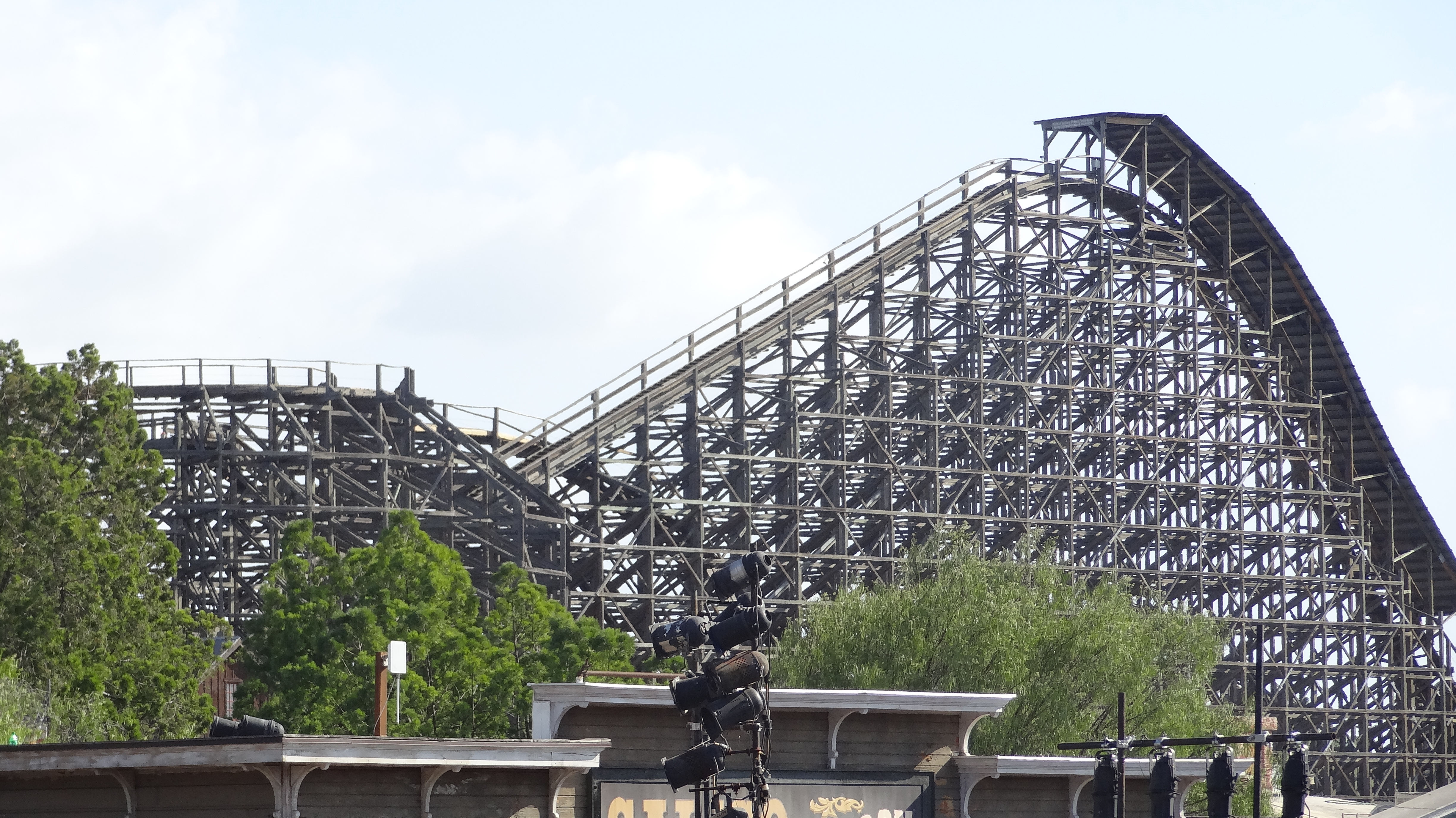
GhostRider à Knott's Berry Farm
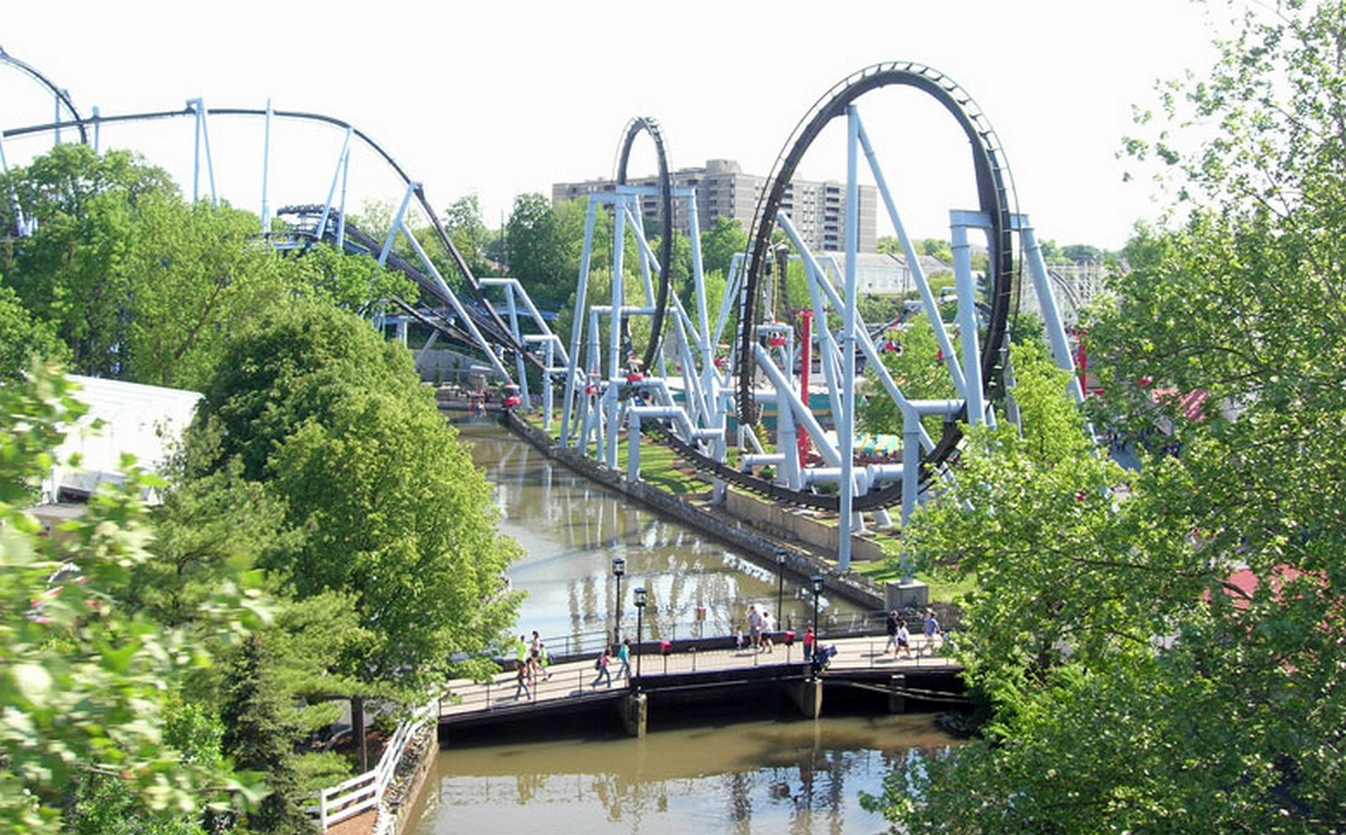
Great Bear à Hersheypark
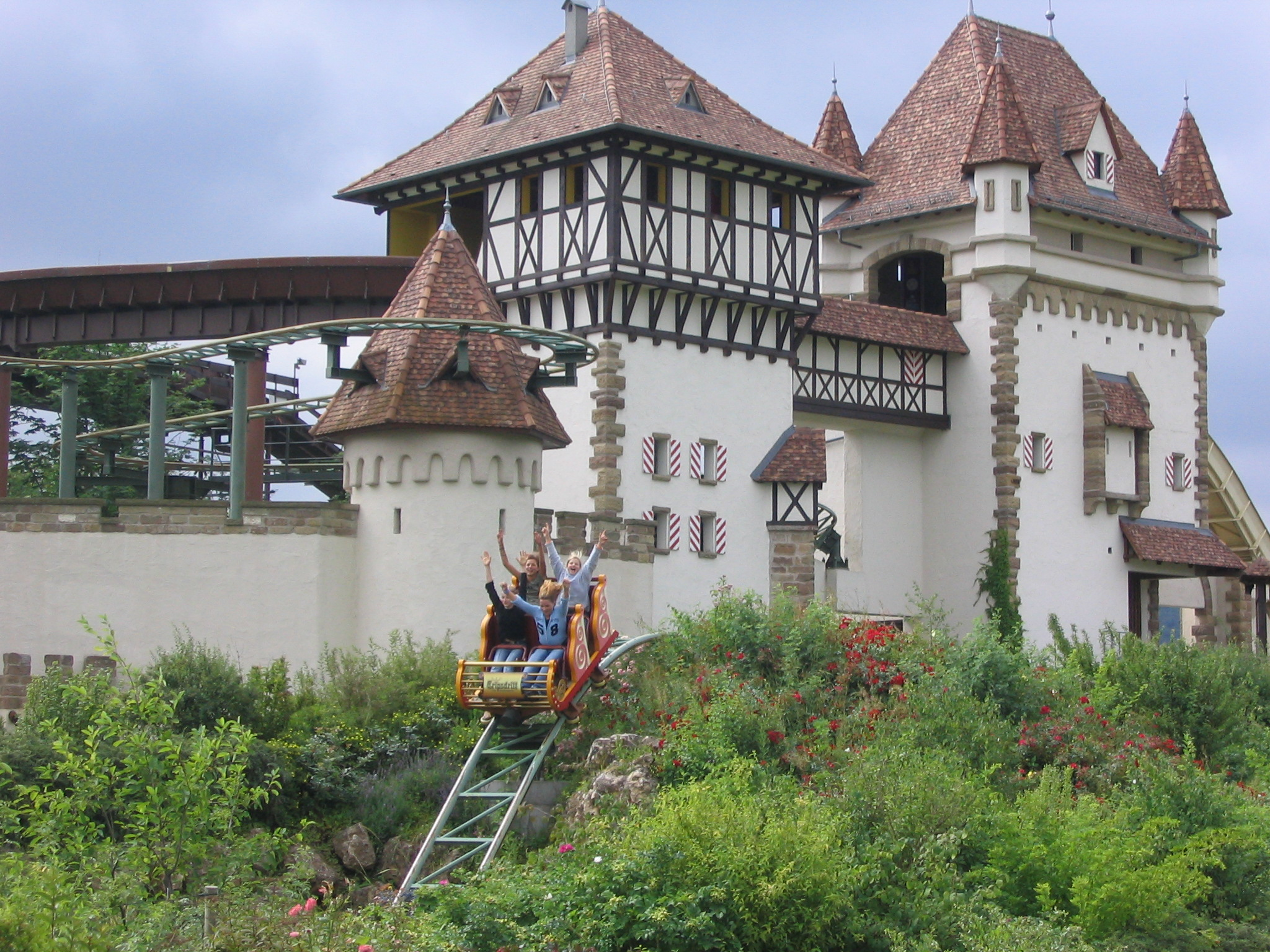
G'sengte Sau à Erlebnispark Tripsdrill
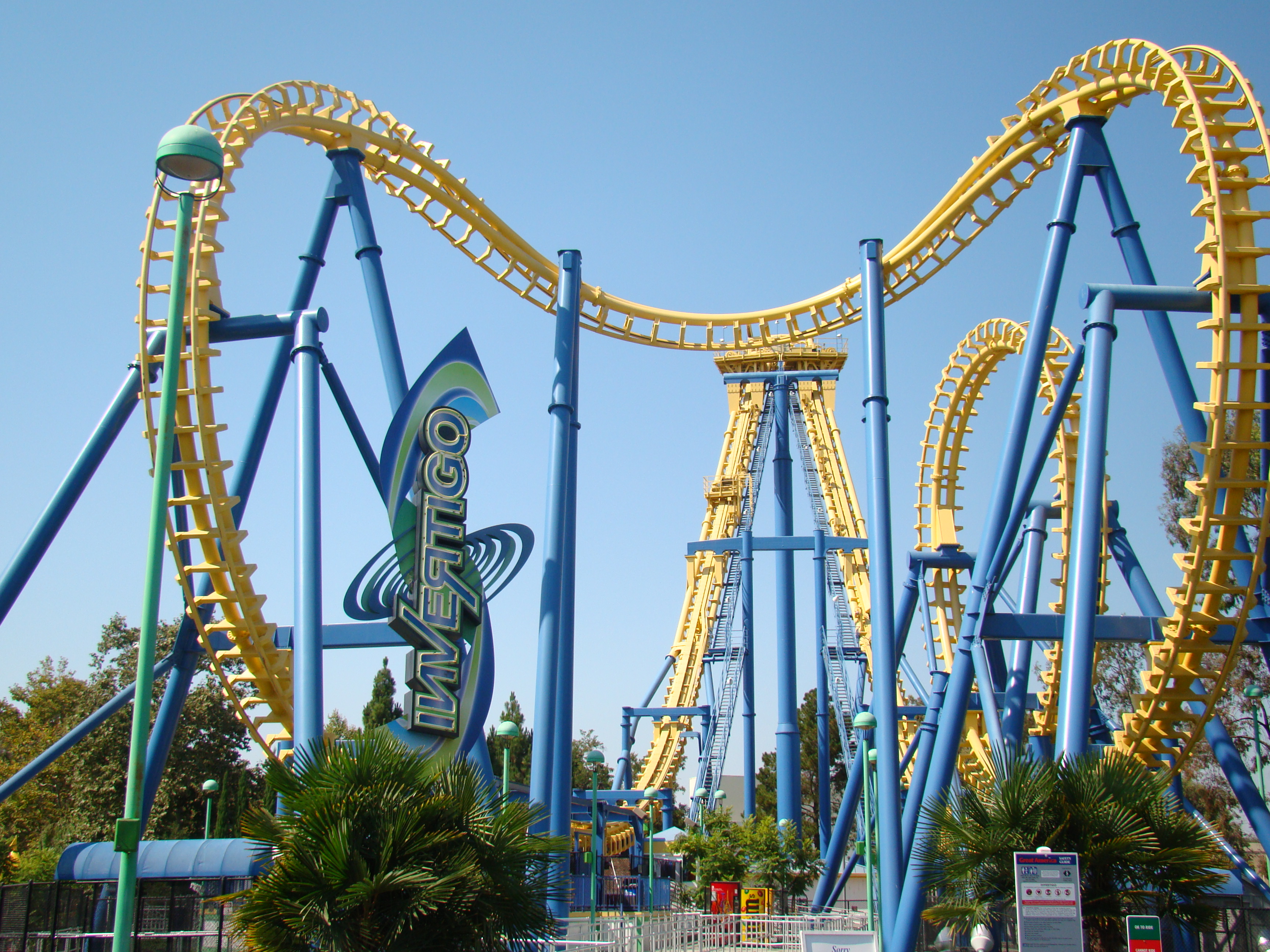
Invertigo à Paramount's Great America
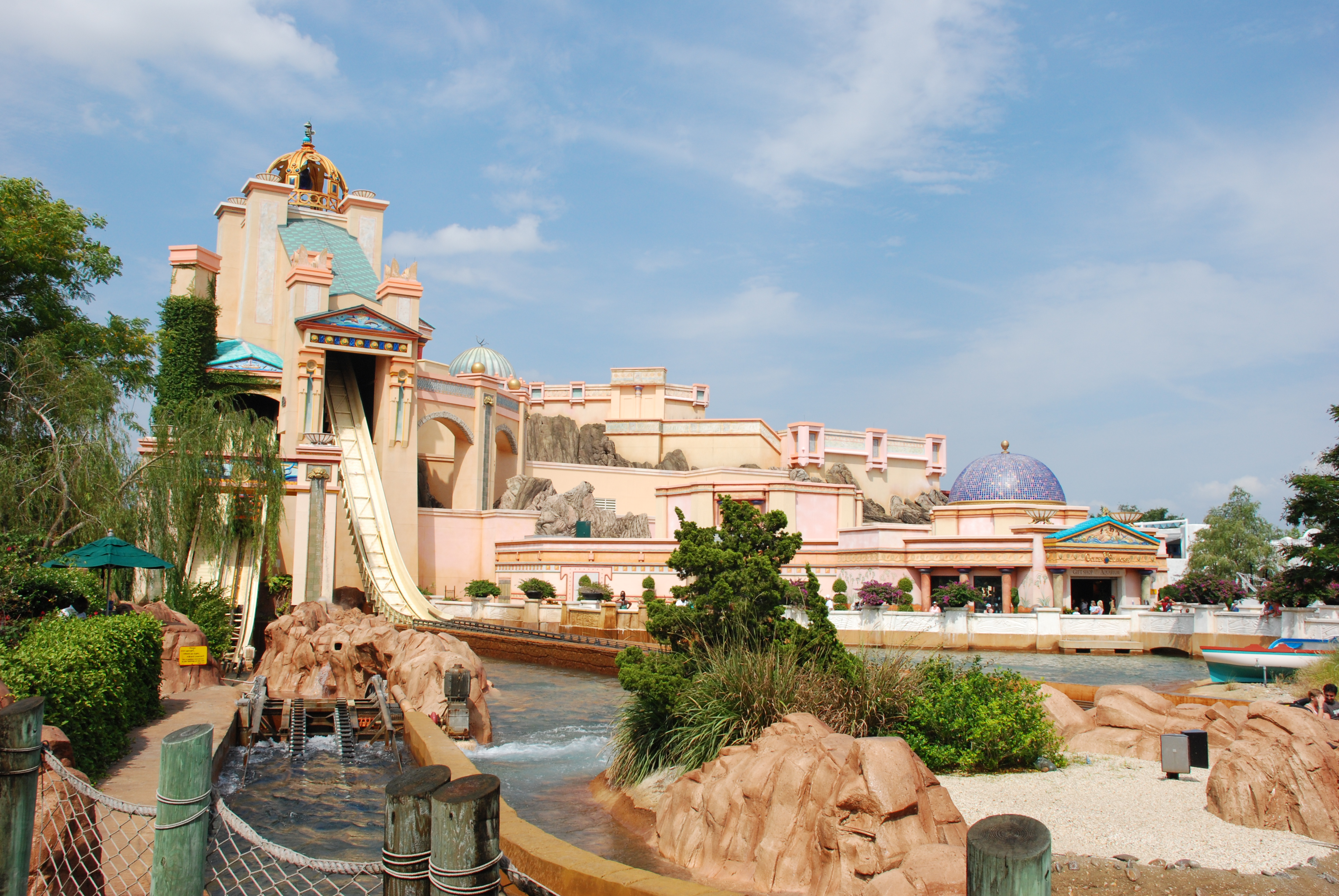
Journey to Atlantis à SeaWorld Orlando
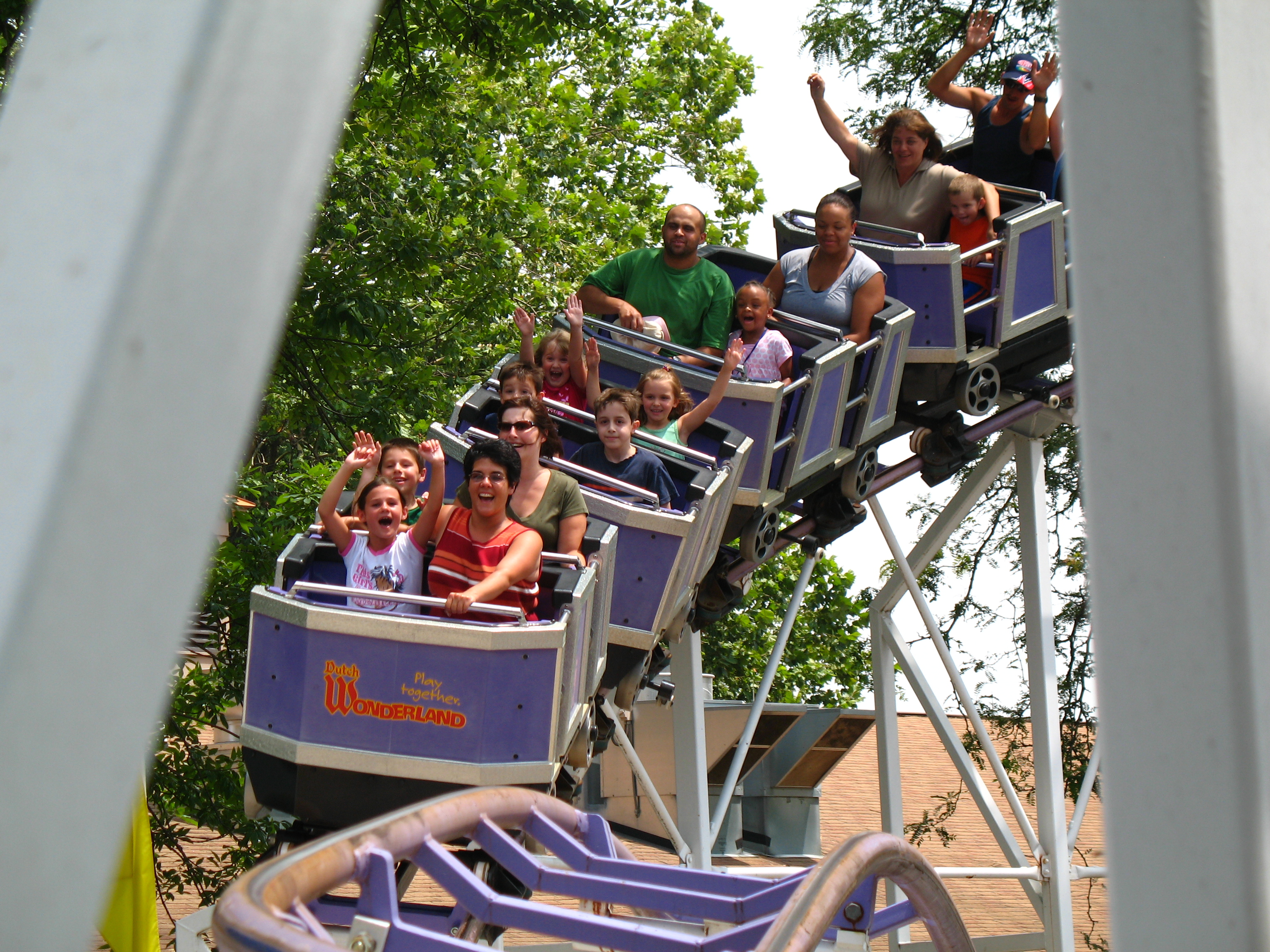
Joust à Dutch Wonderland
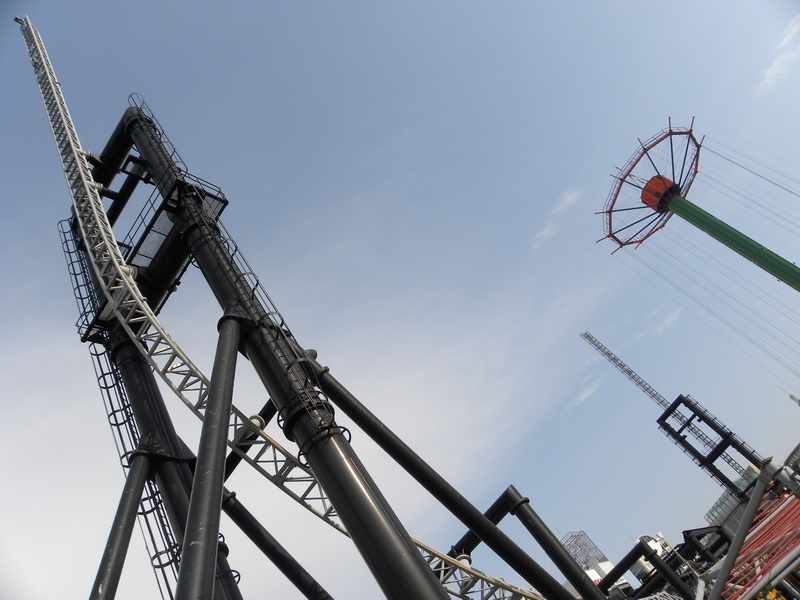
Linear Gale à Tokyo Dome City Attractions
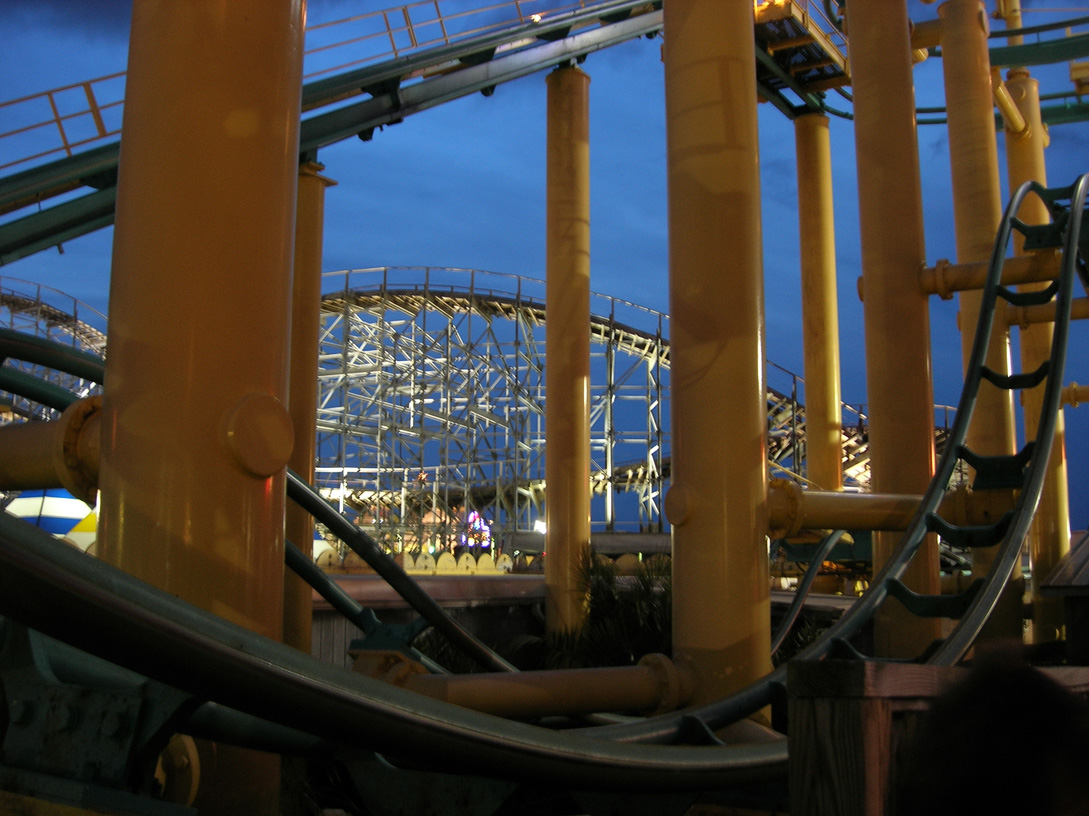
Mad Mouse à Myrtle Beach Pavilion
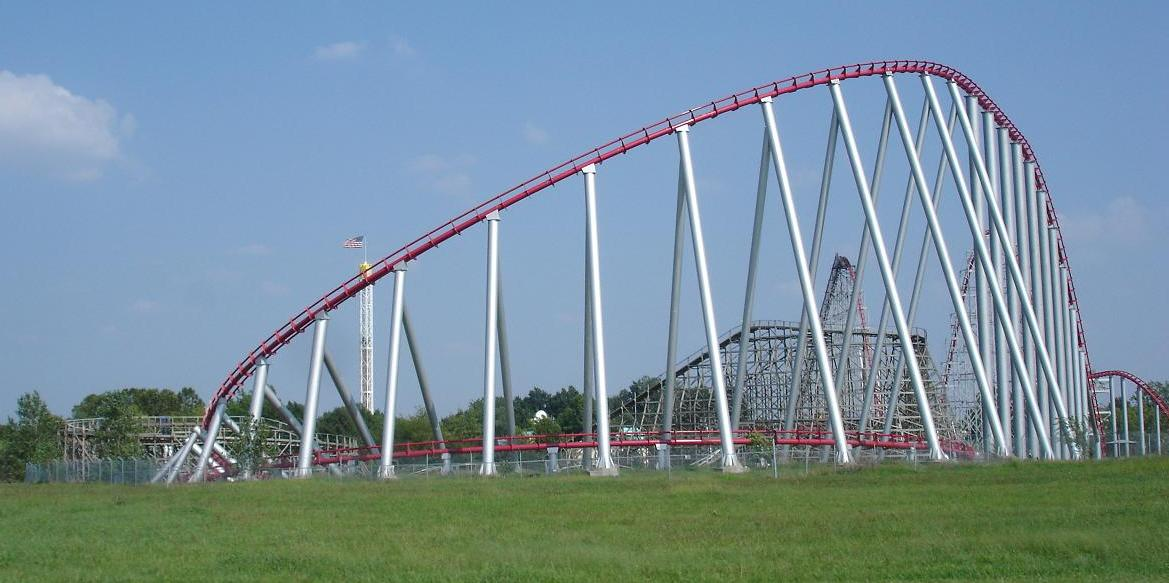
Mamba à Worlds of Fun
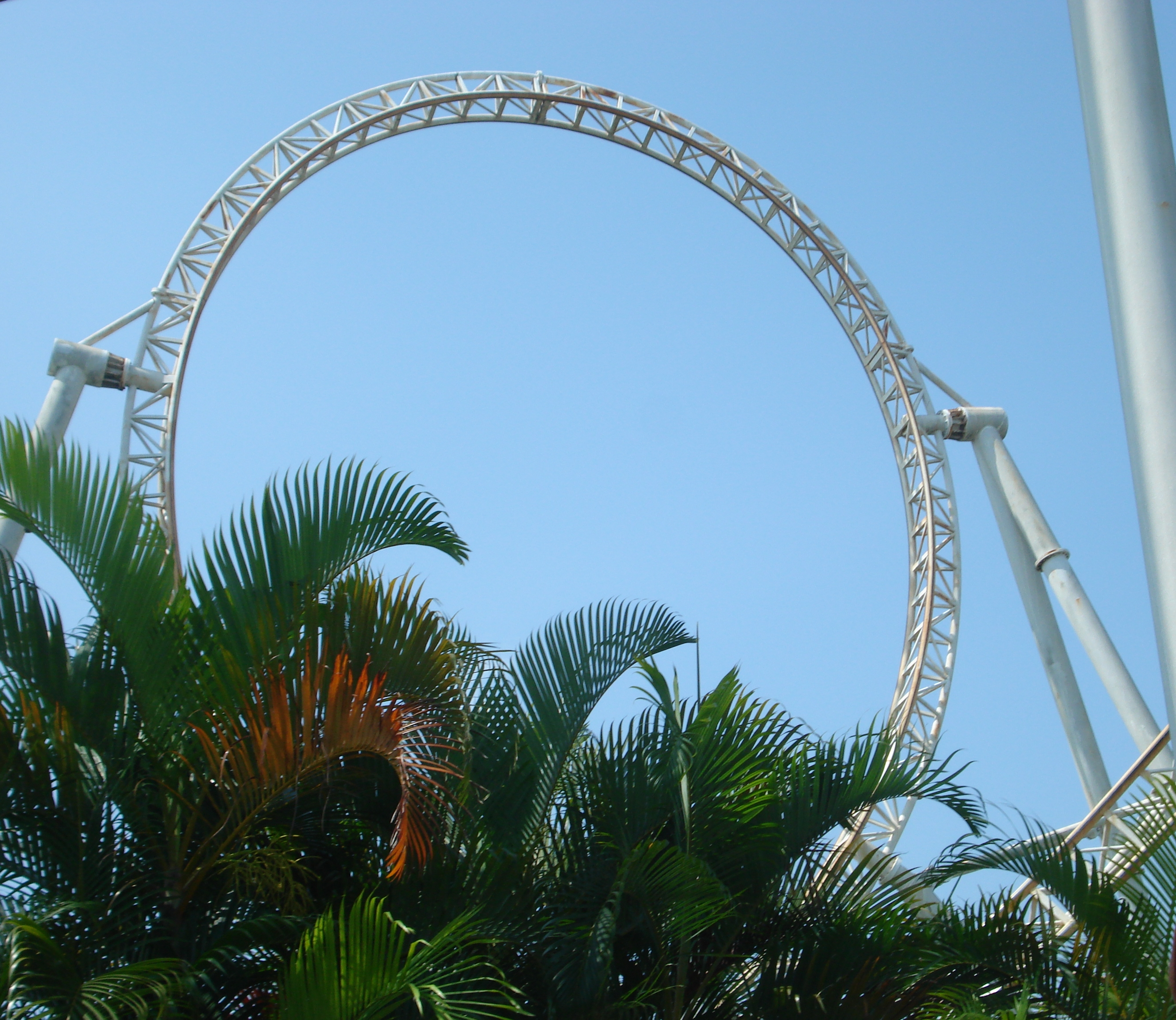
Monte Makaya à Terra Encantada
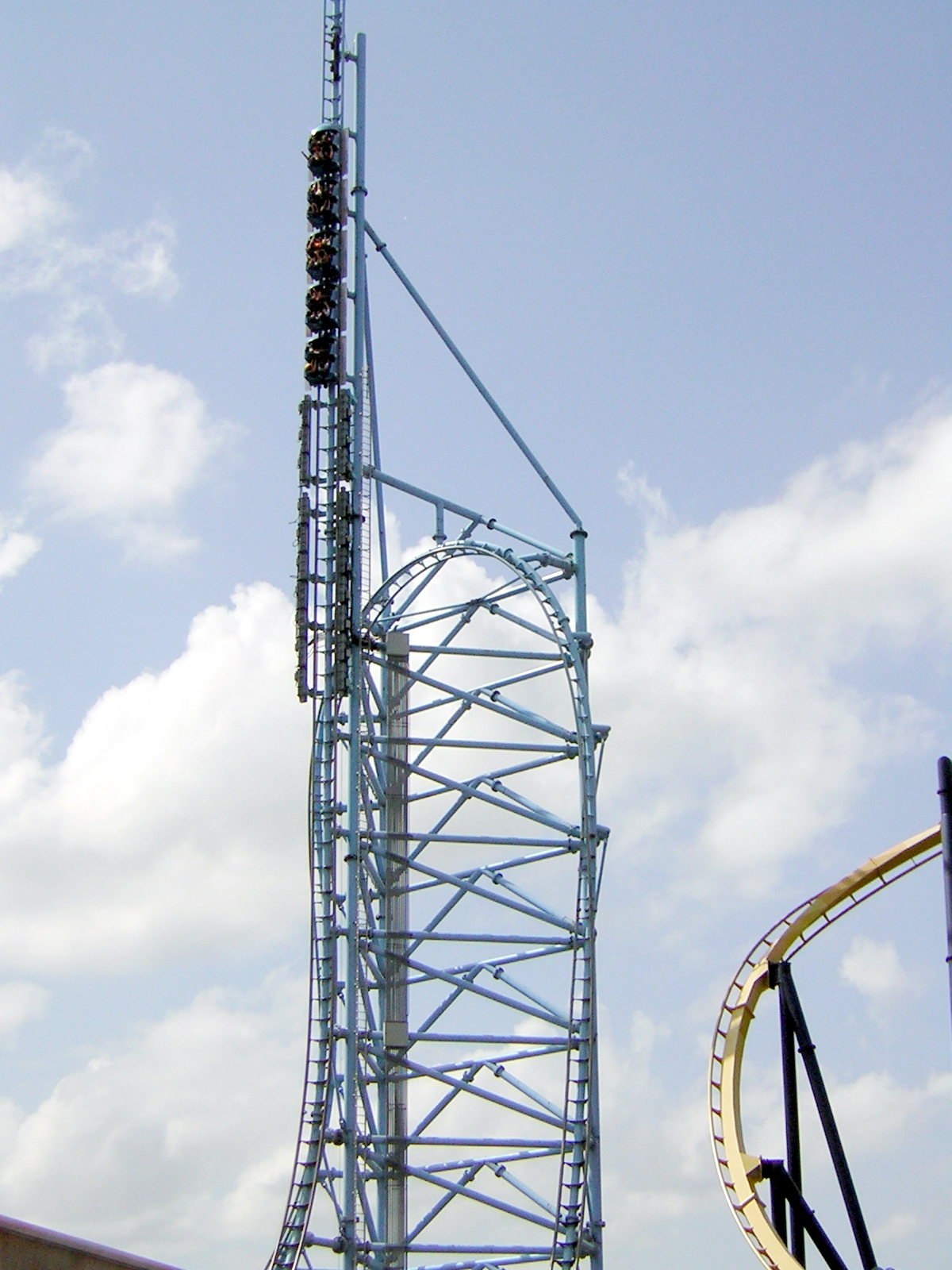
Mr. Freeze à Six Flags Over Texas
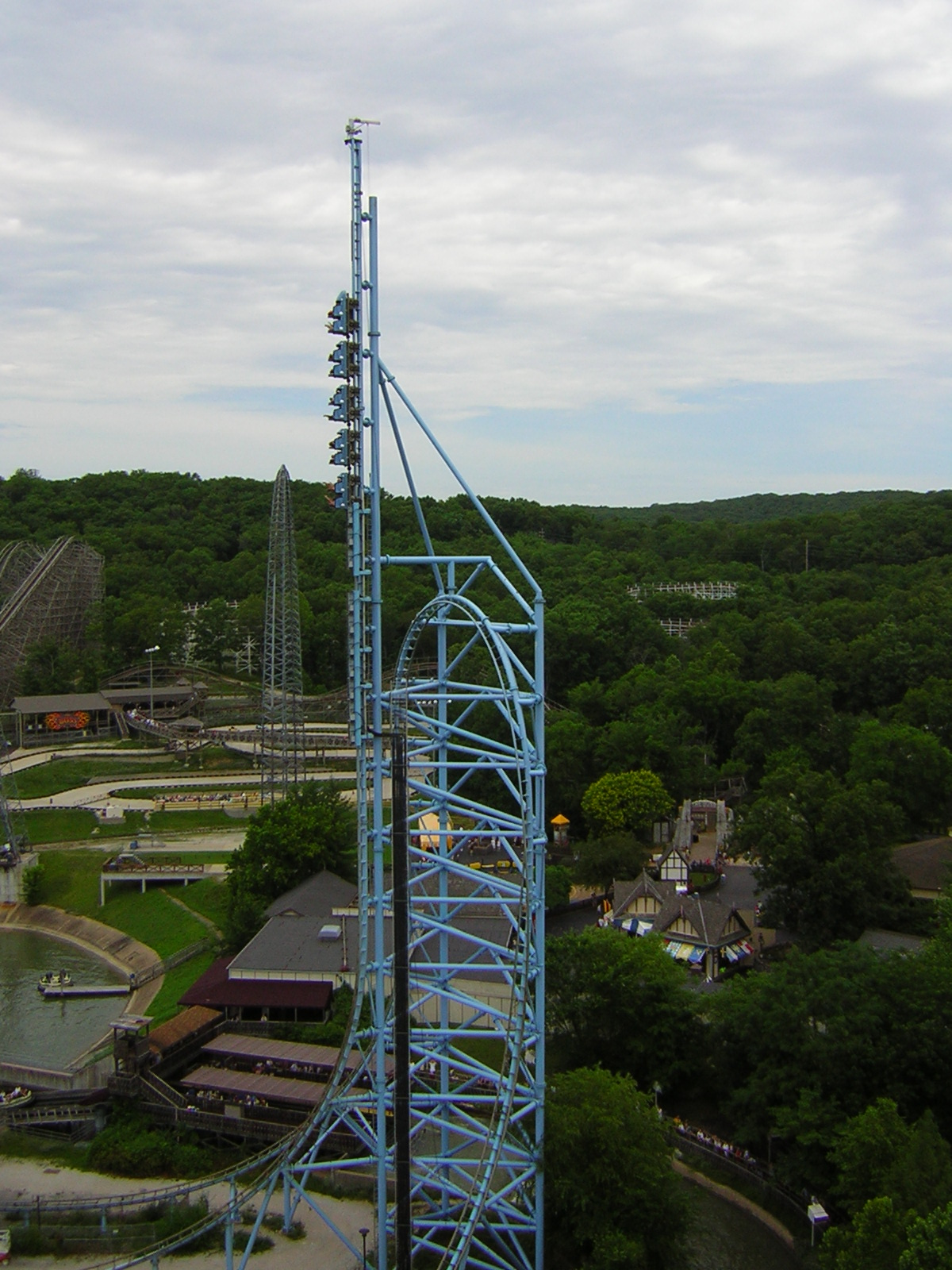
Mr. Freeze à Six Flags St. Louis
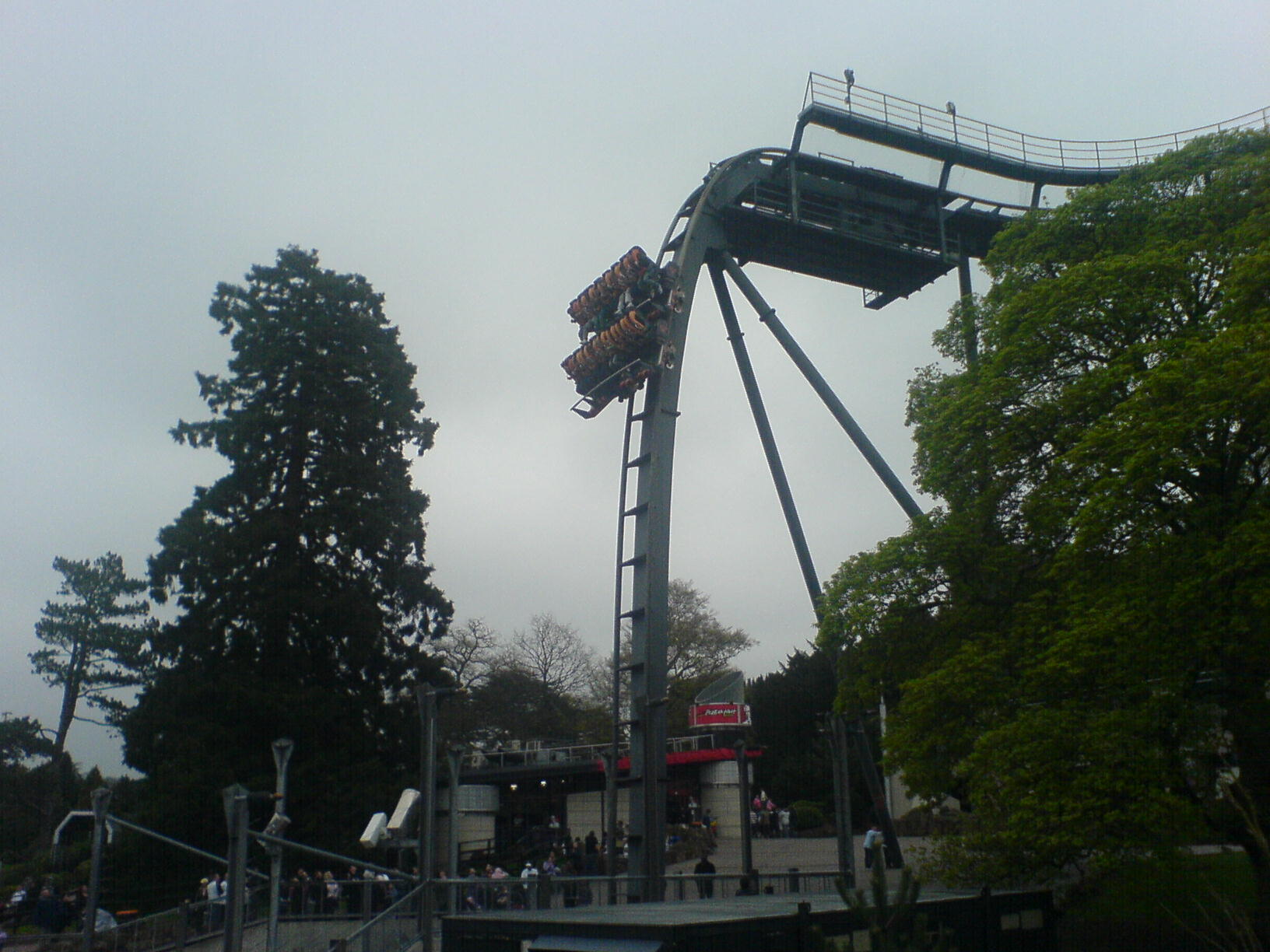
Oblivion à Alton Towers
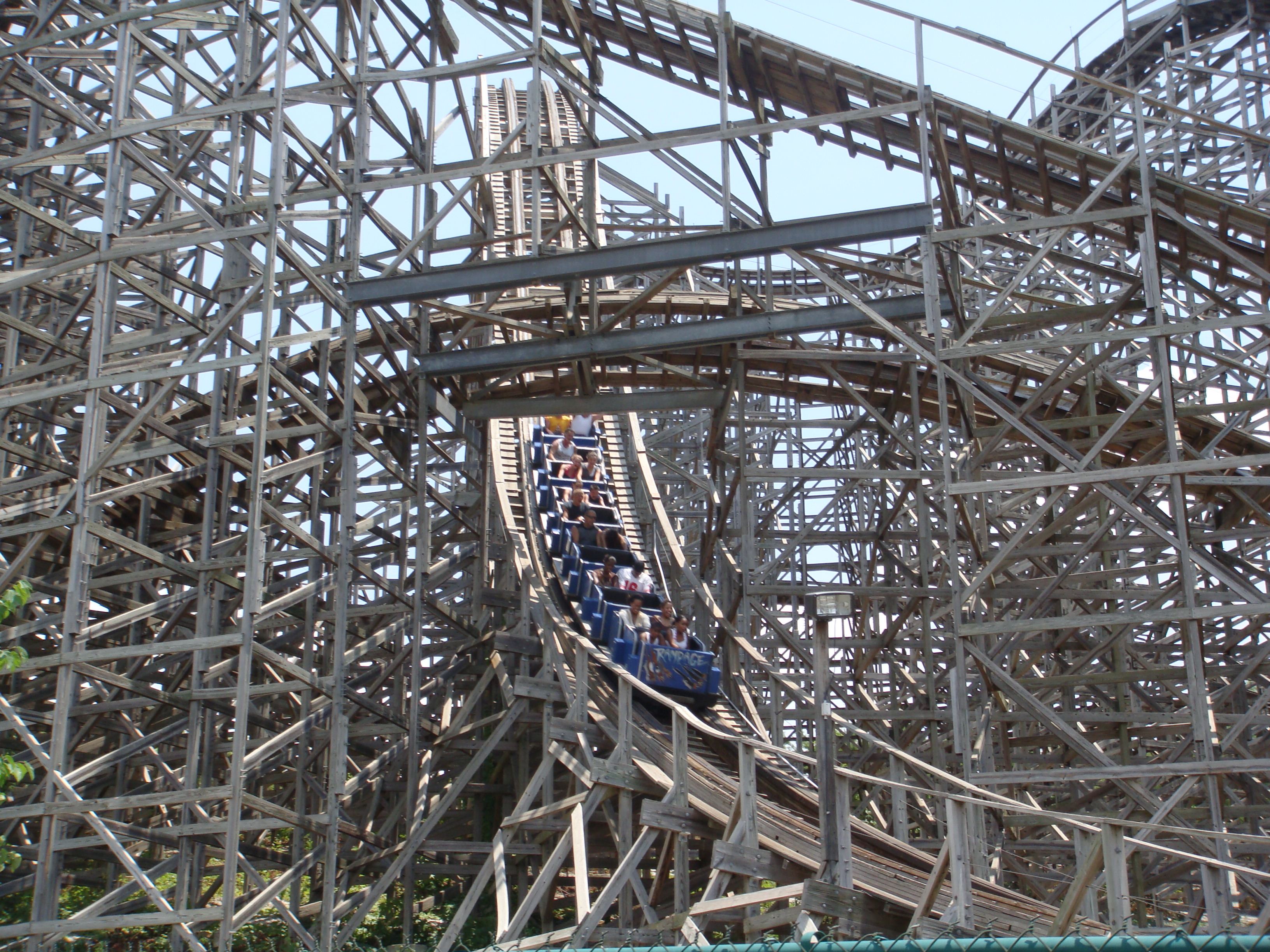
Rampage à VisionLand
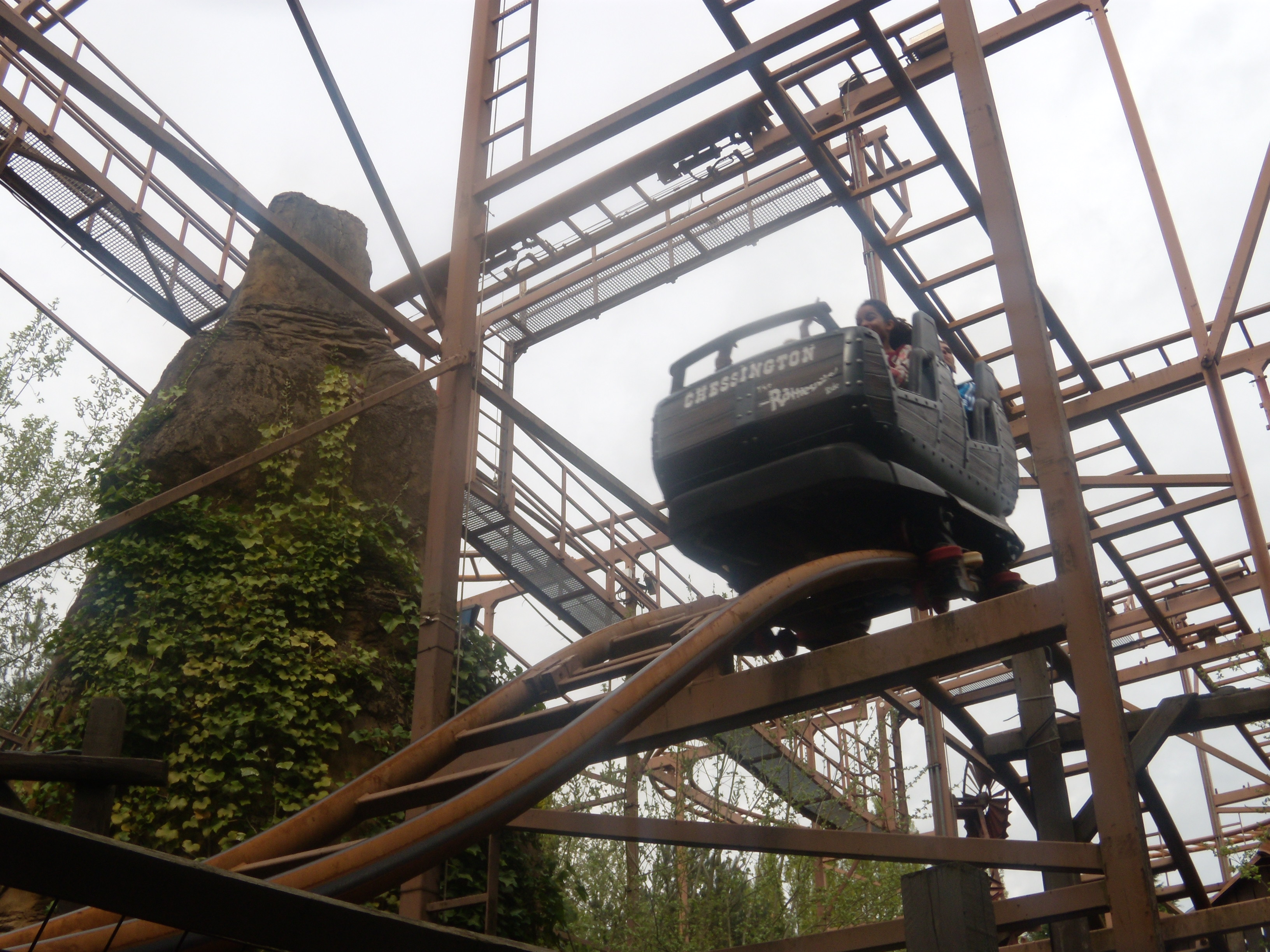
Rattlesnake à Chessington World of Adventures
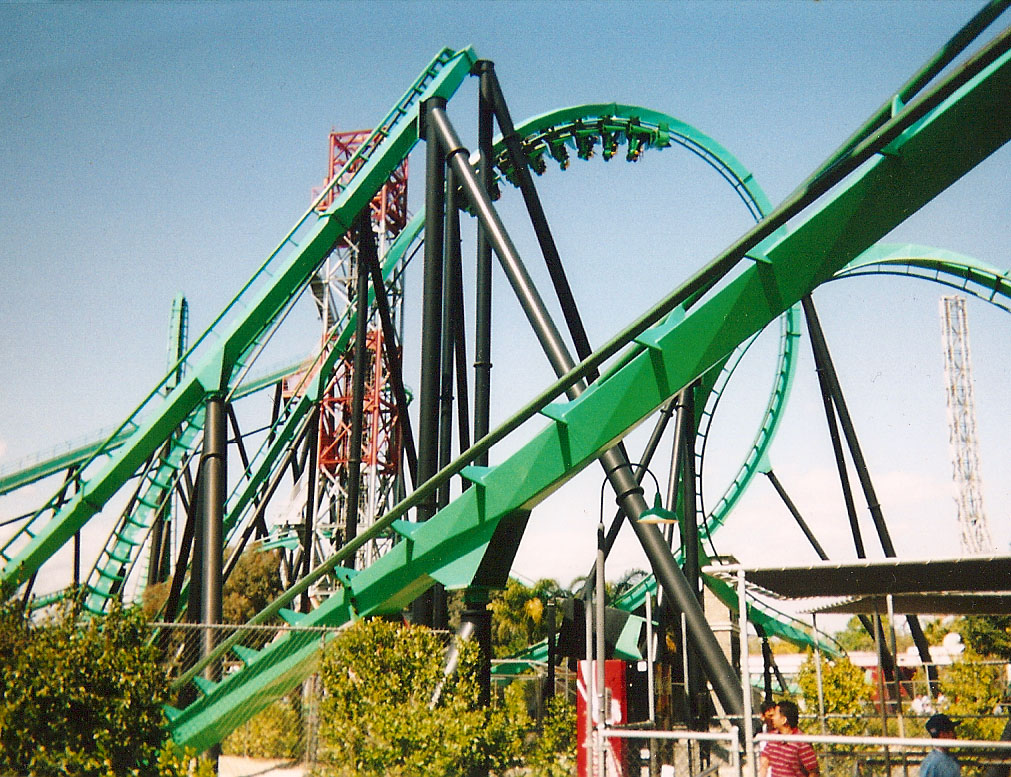
The Riddler's Revenge à Six Flags Magic Mountain
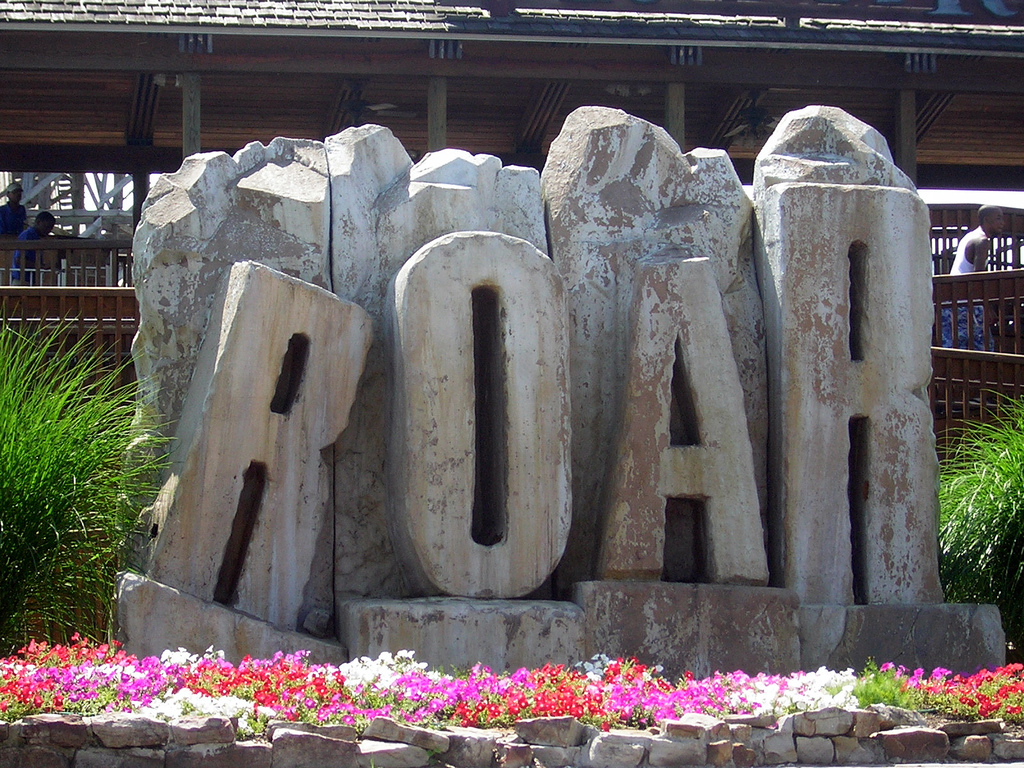
Enseigne de Roar à Adventure World
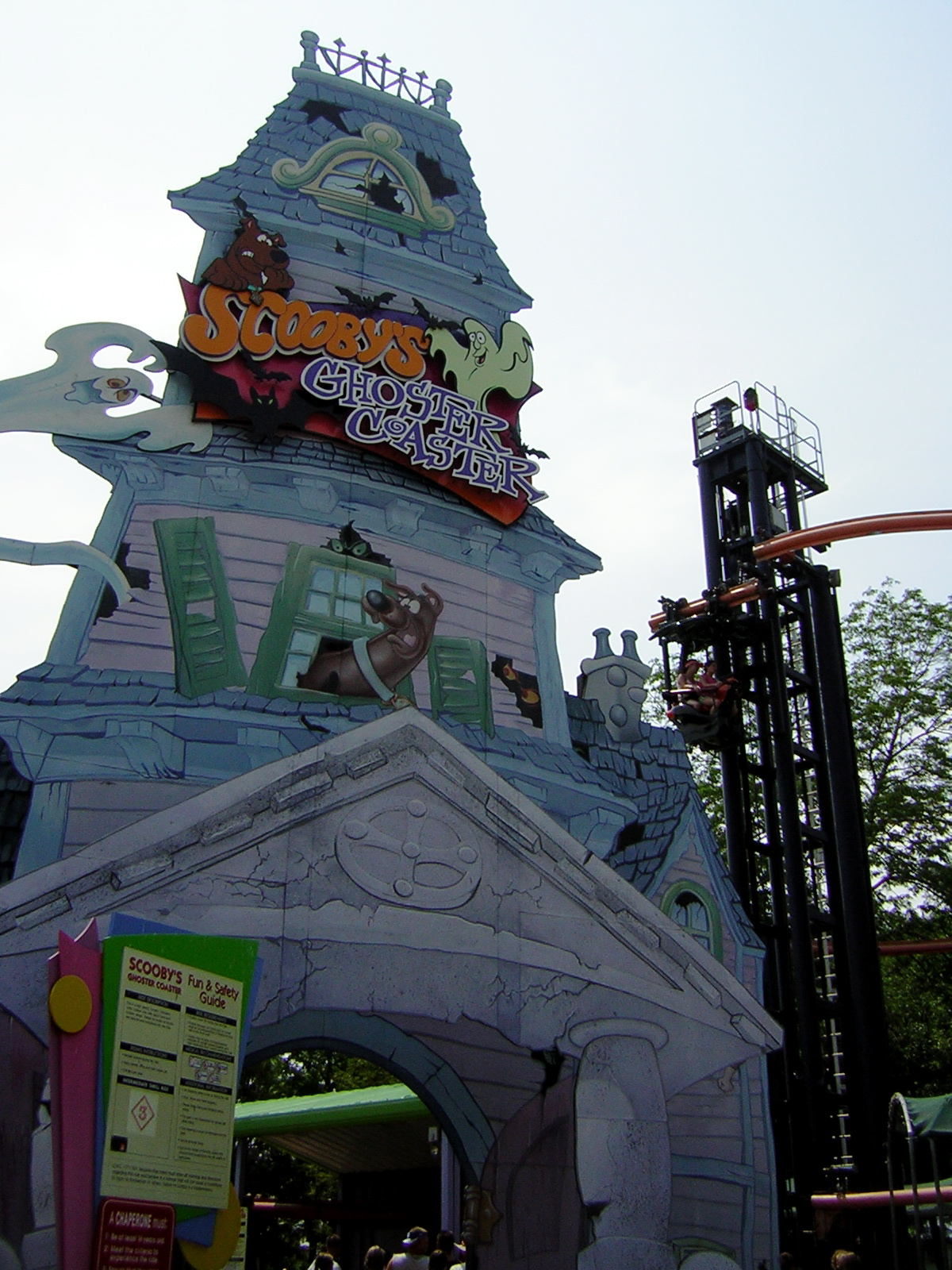
Scooby's Ghoster Coaster à Paramount's Kings Island
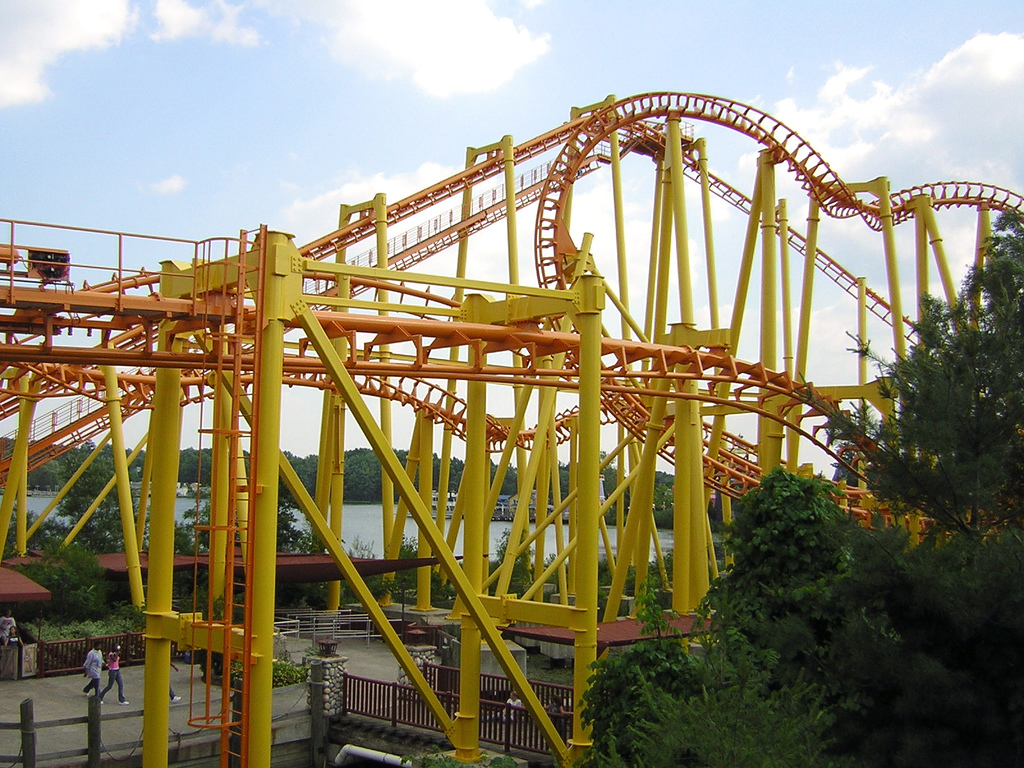
Serial Thriller à Geauga Lake
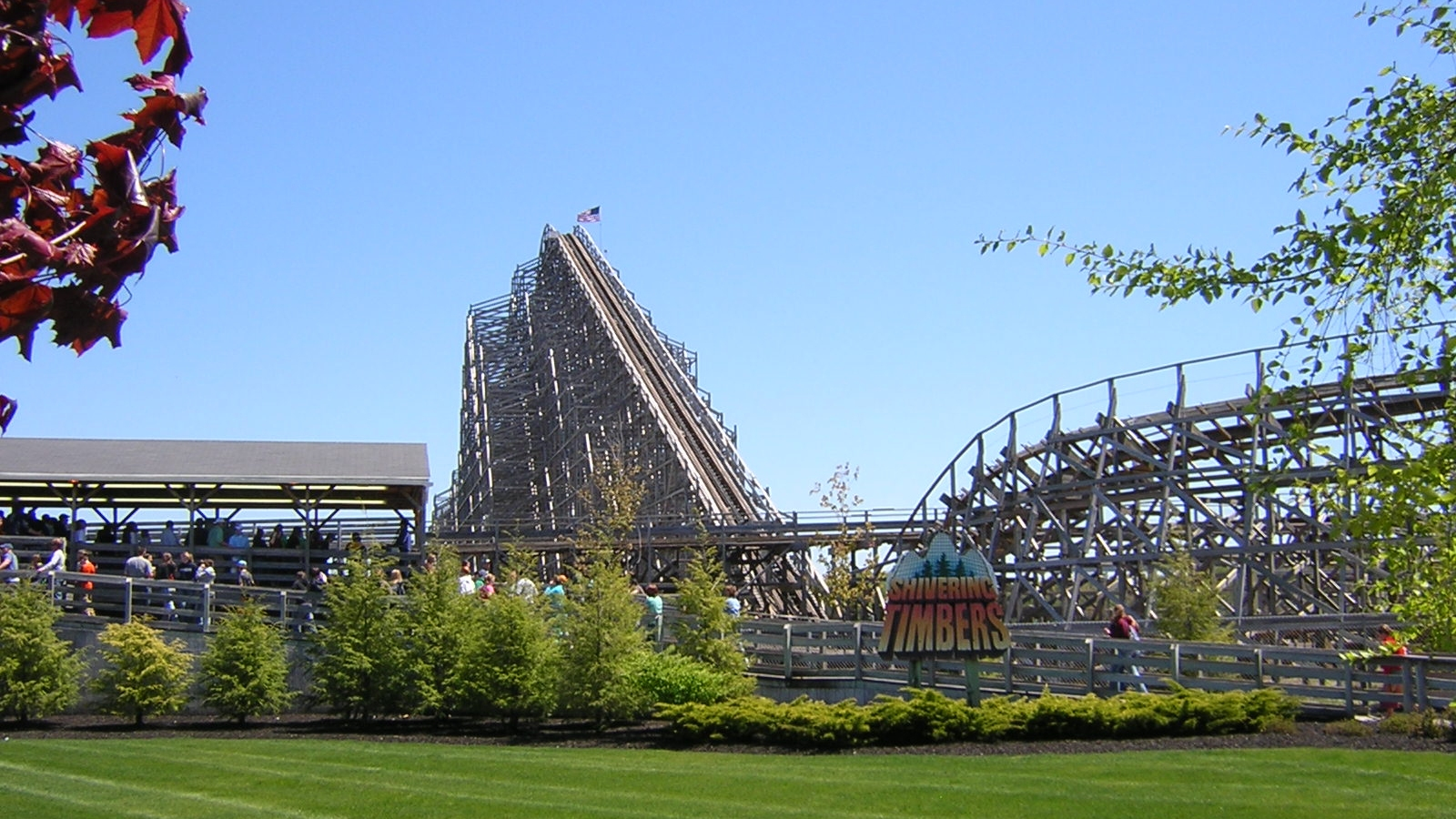
Shivering Timbers à Michigan's Adventure
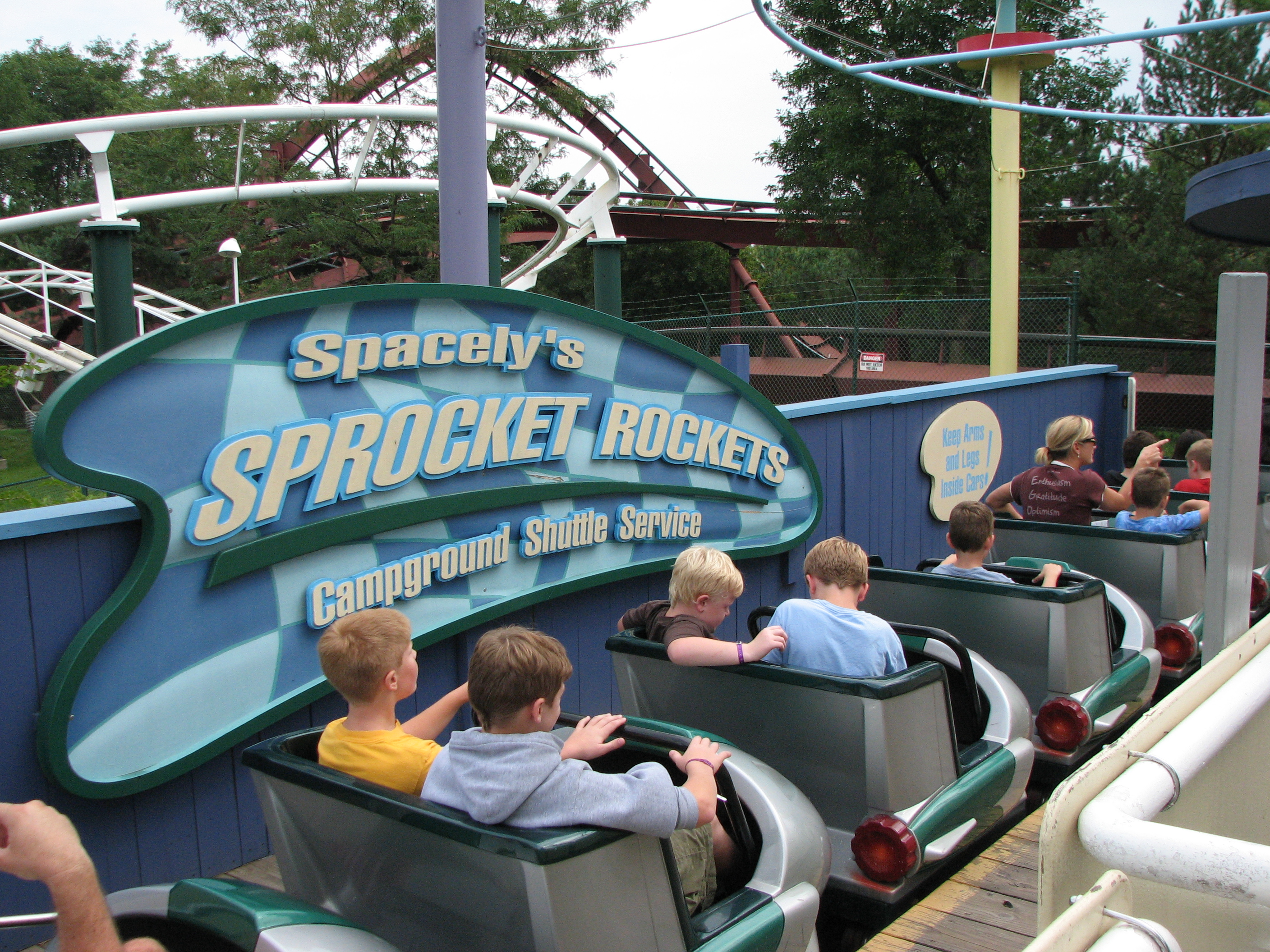
Spacely's Sprocket Rockets à Six Flags Great America
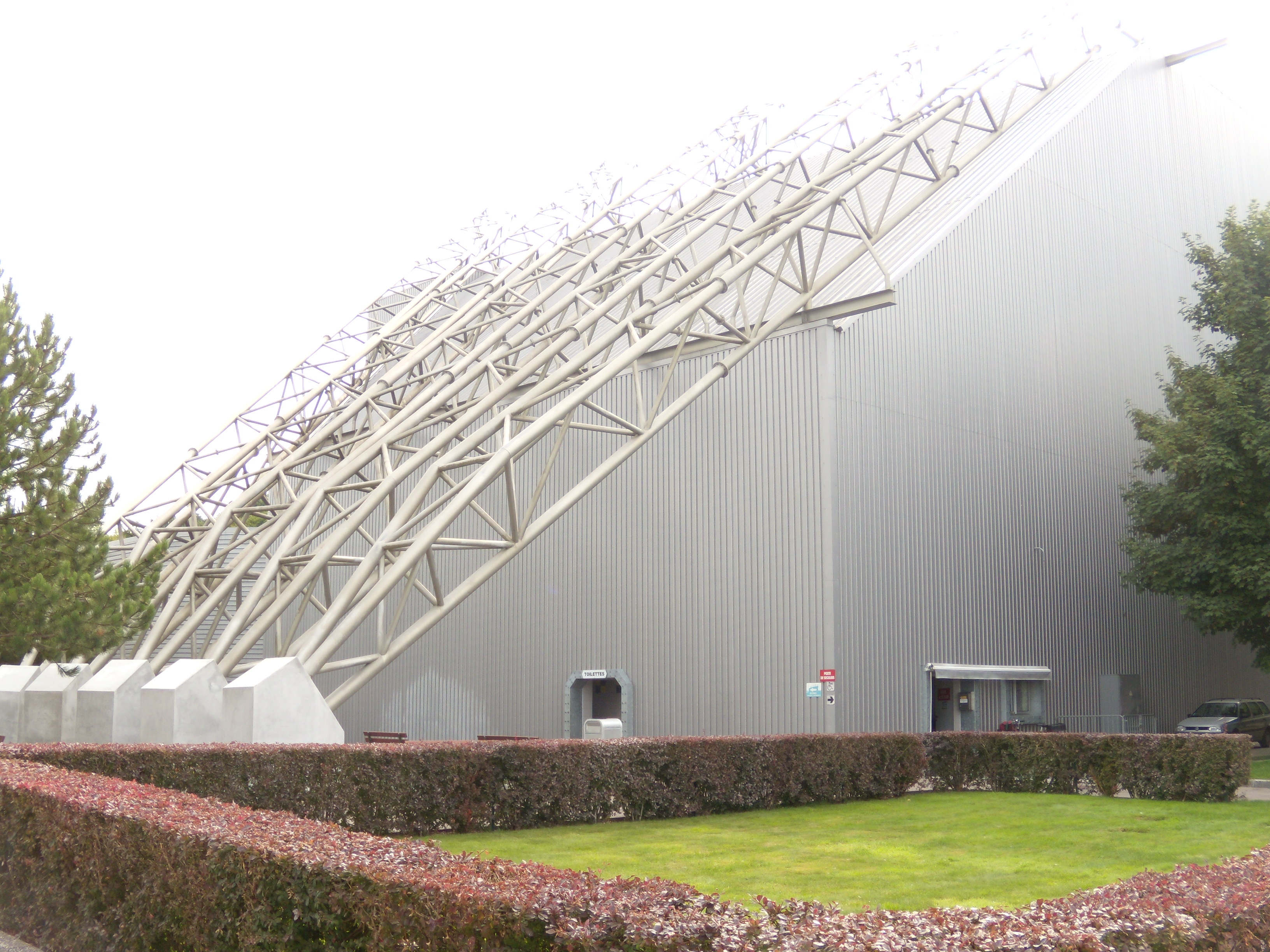
Spatiale Expérience à Nigloland
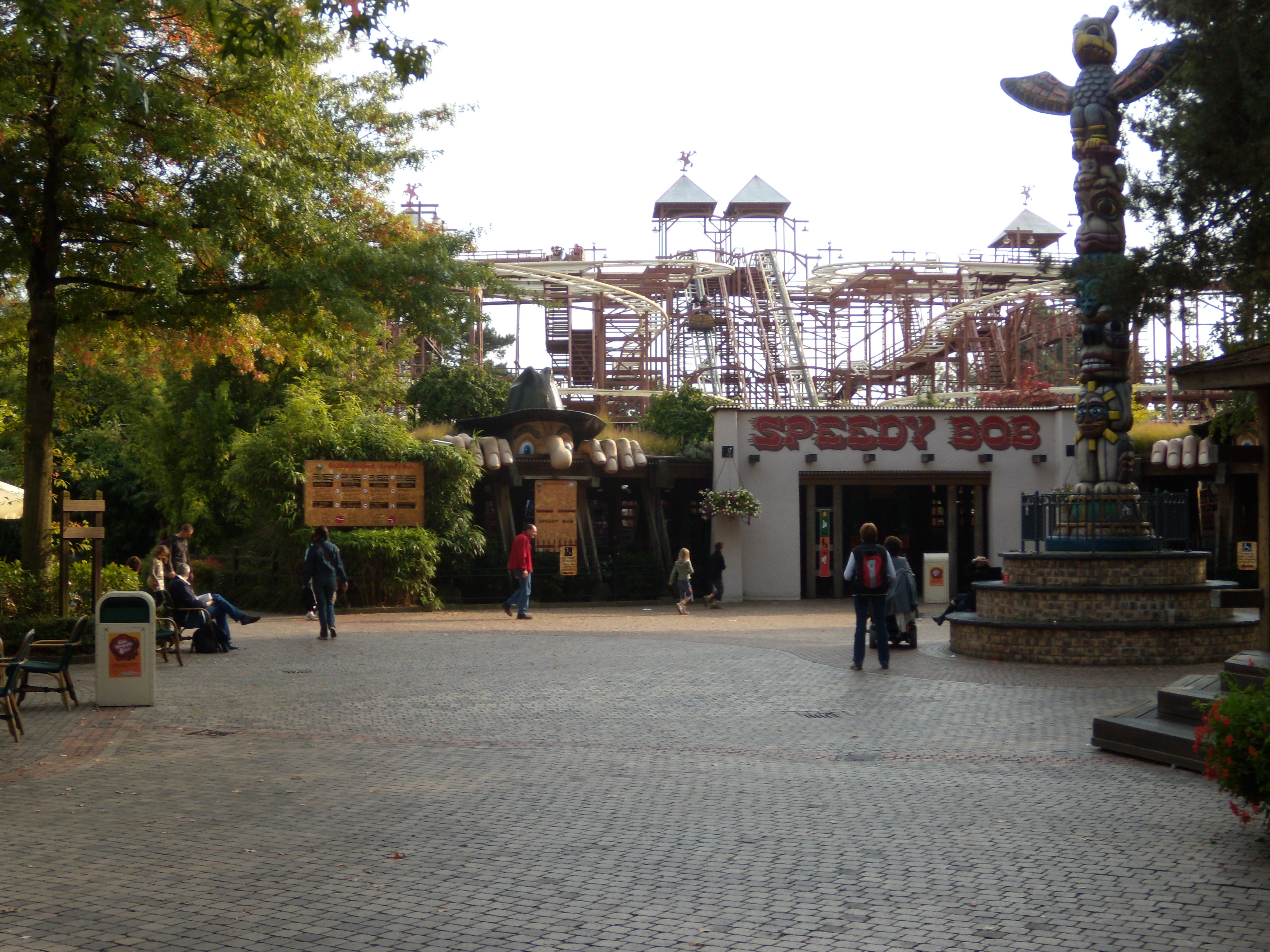
Speedy Bob à Bobbejaanland
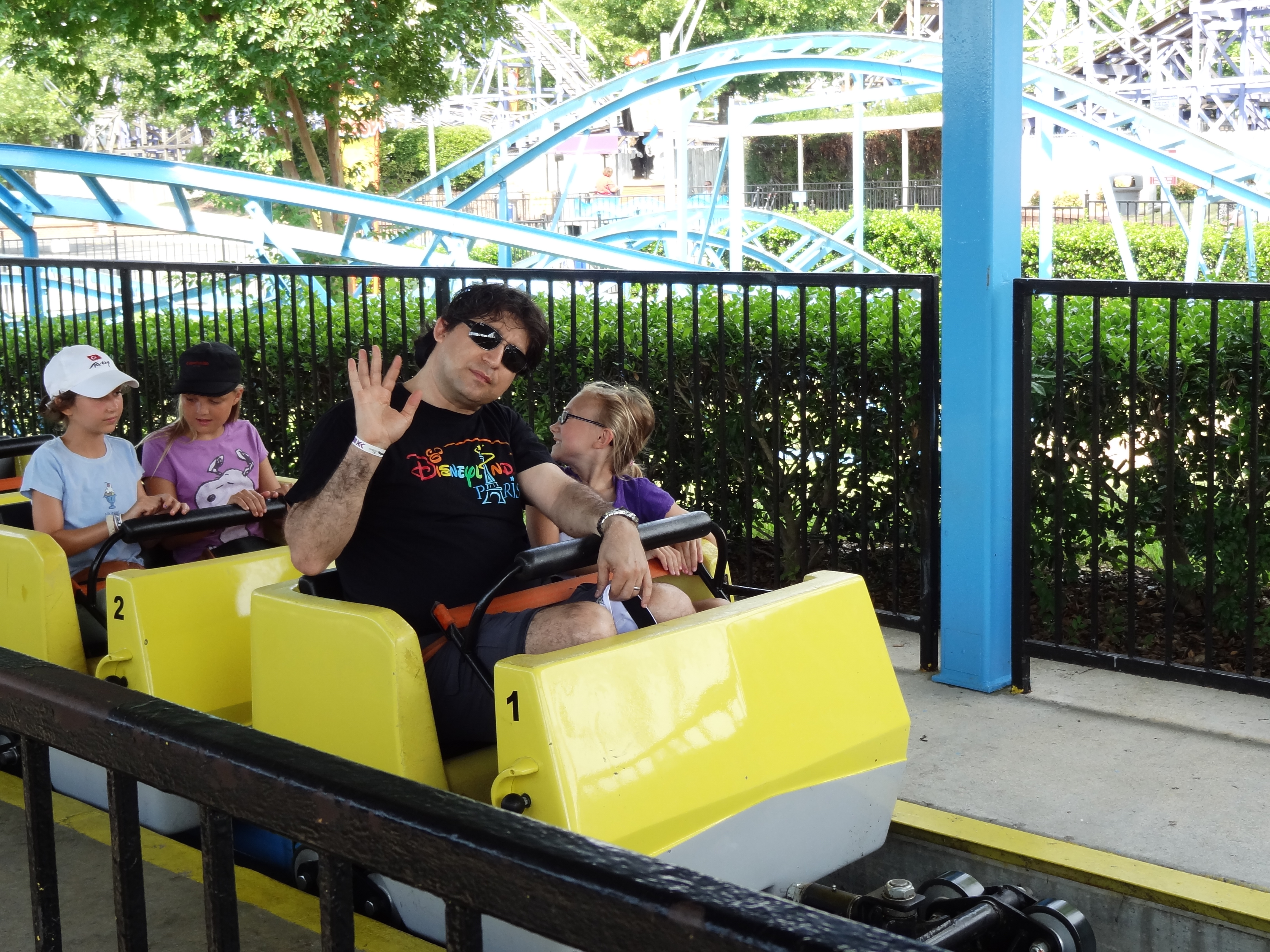
Taxi Jam à Paramount's Carowinds
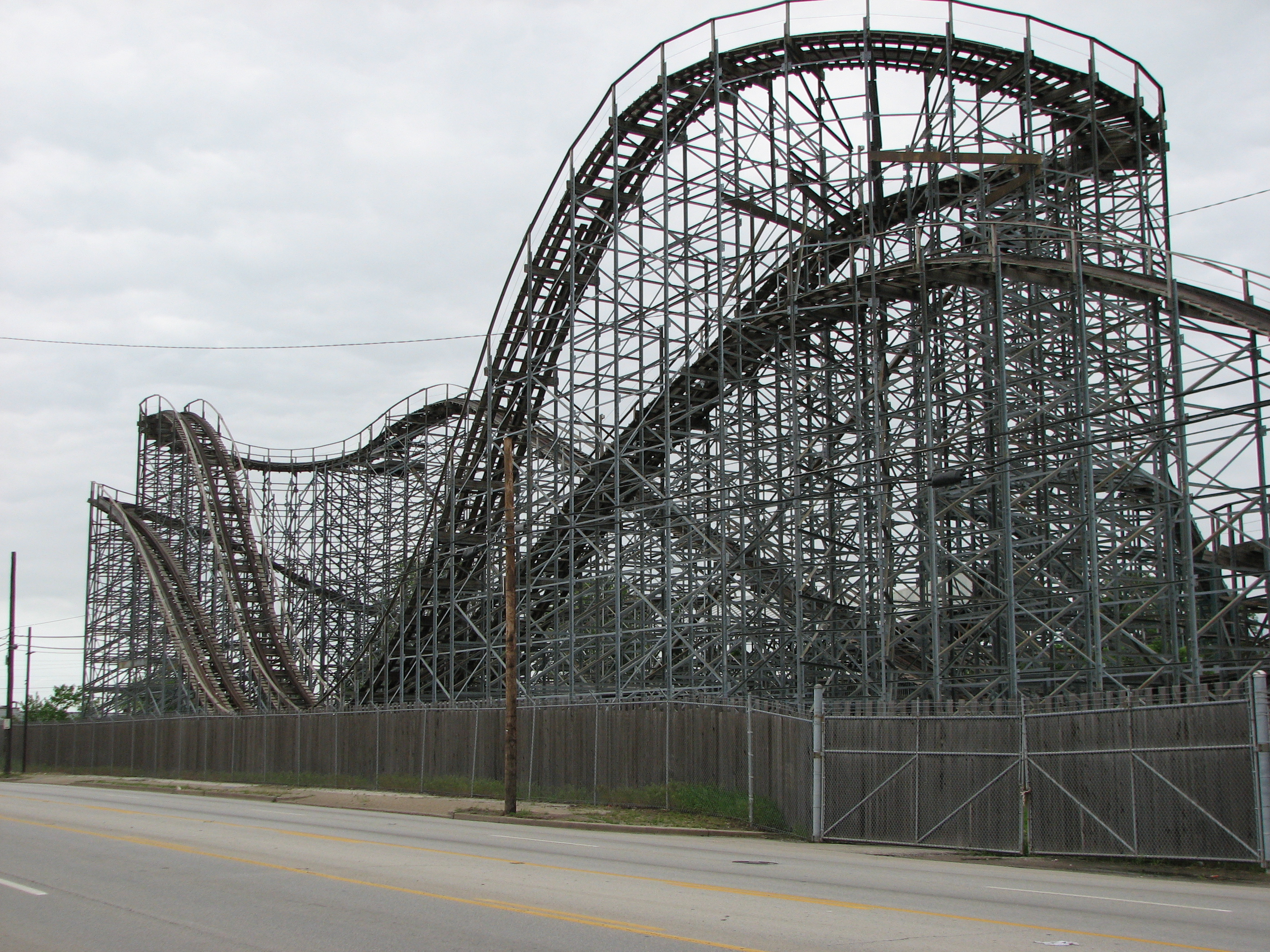
Twisted Sisters à Six Flags Kentucky Kingdom
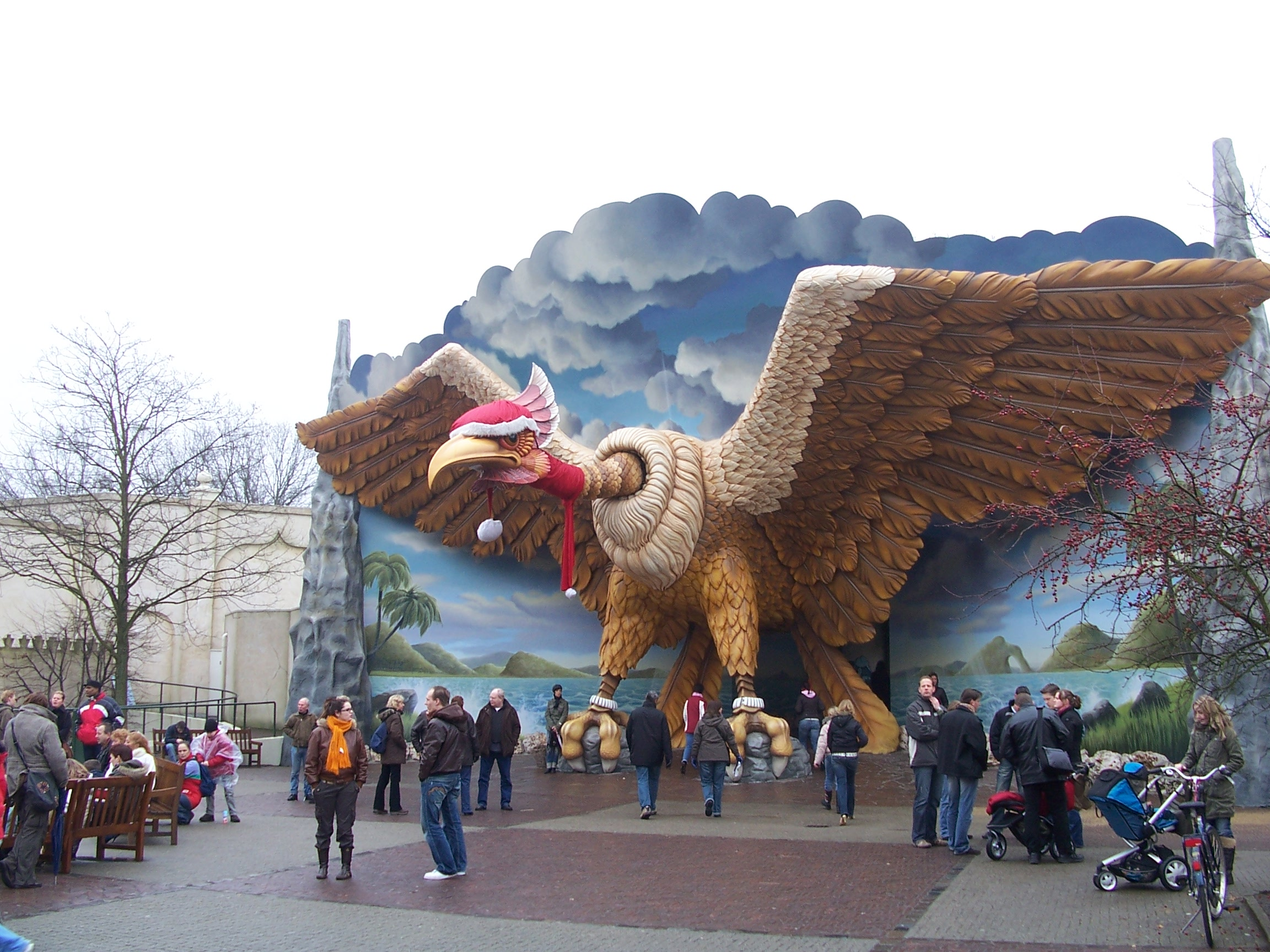
Vogel Rok à Efteling
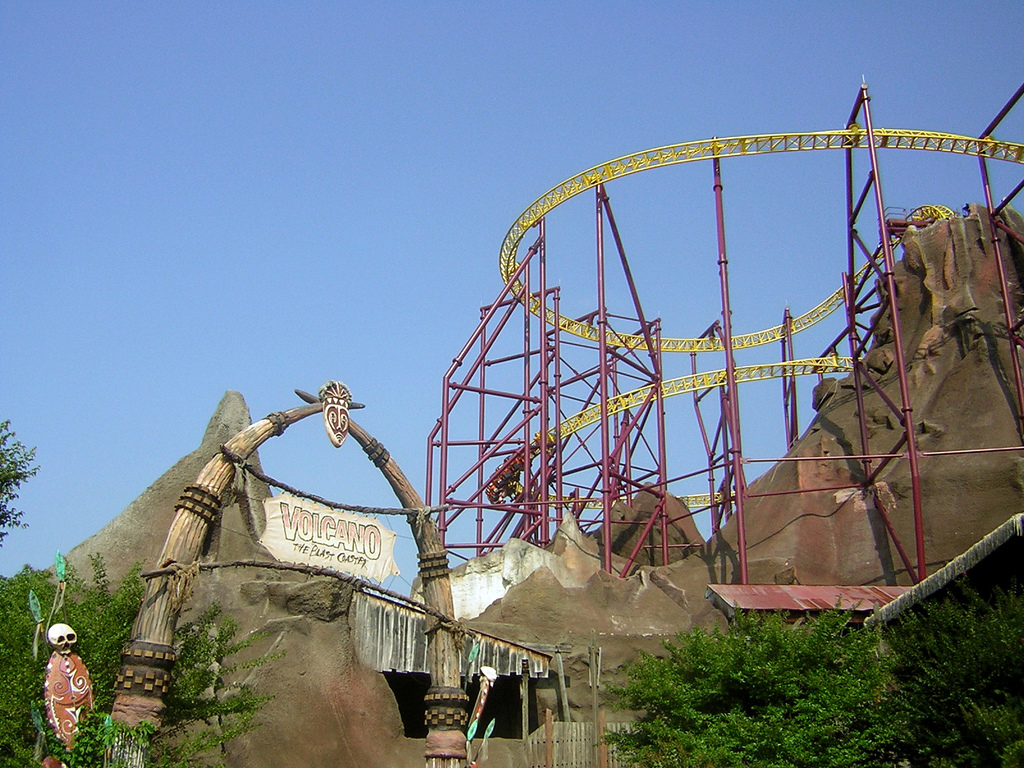
Volcano, The Blast Coaster à Paramount's Kings Dominion
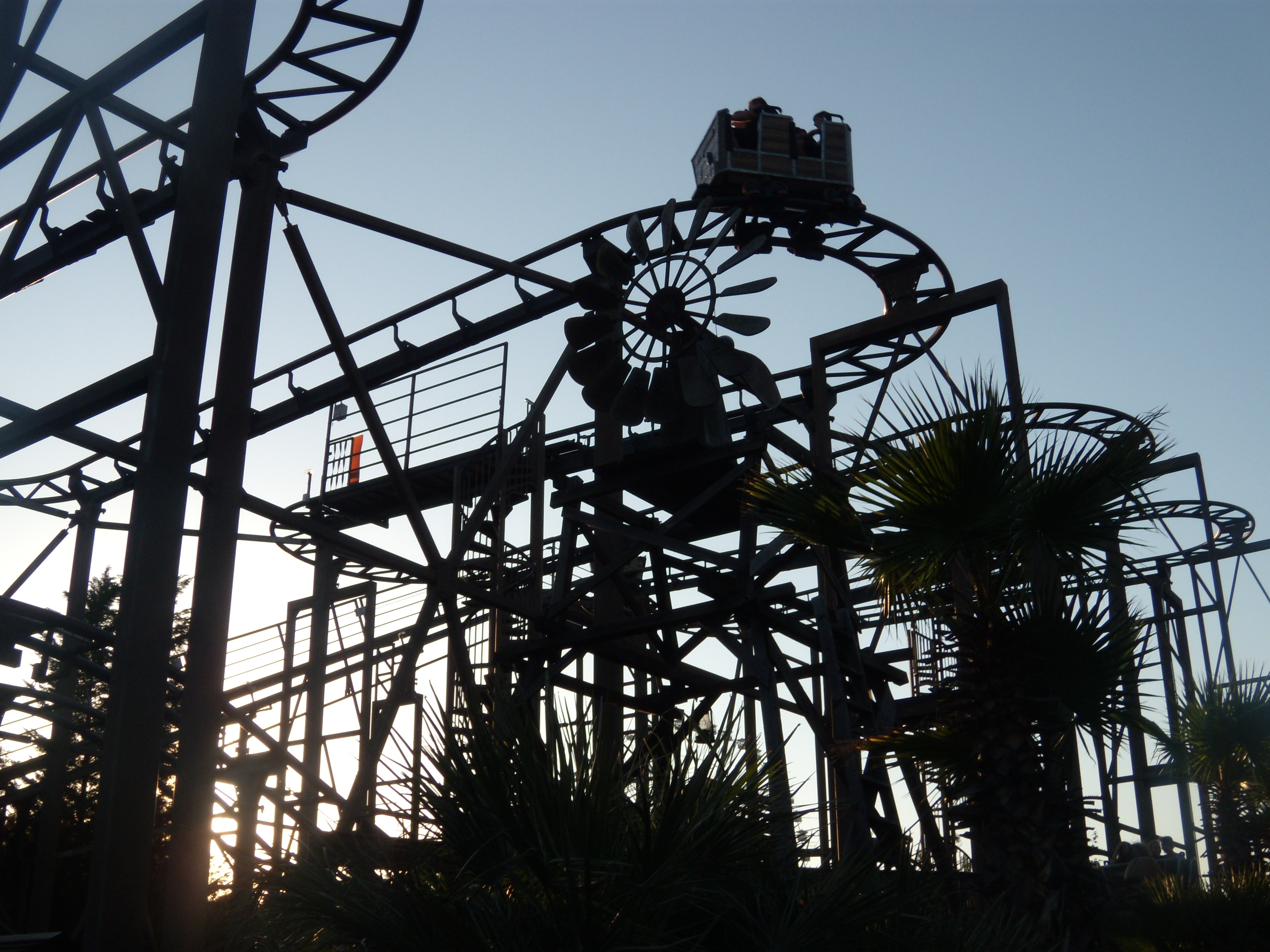
Wild Mouse à Mirabilandia
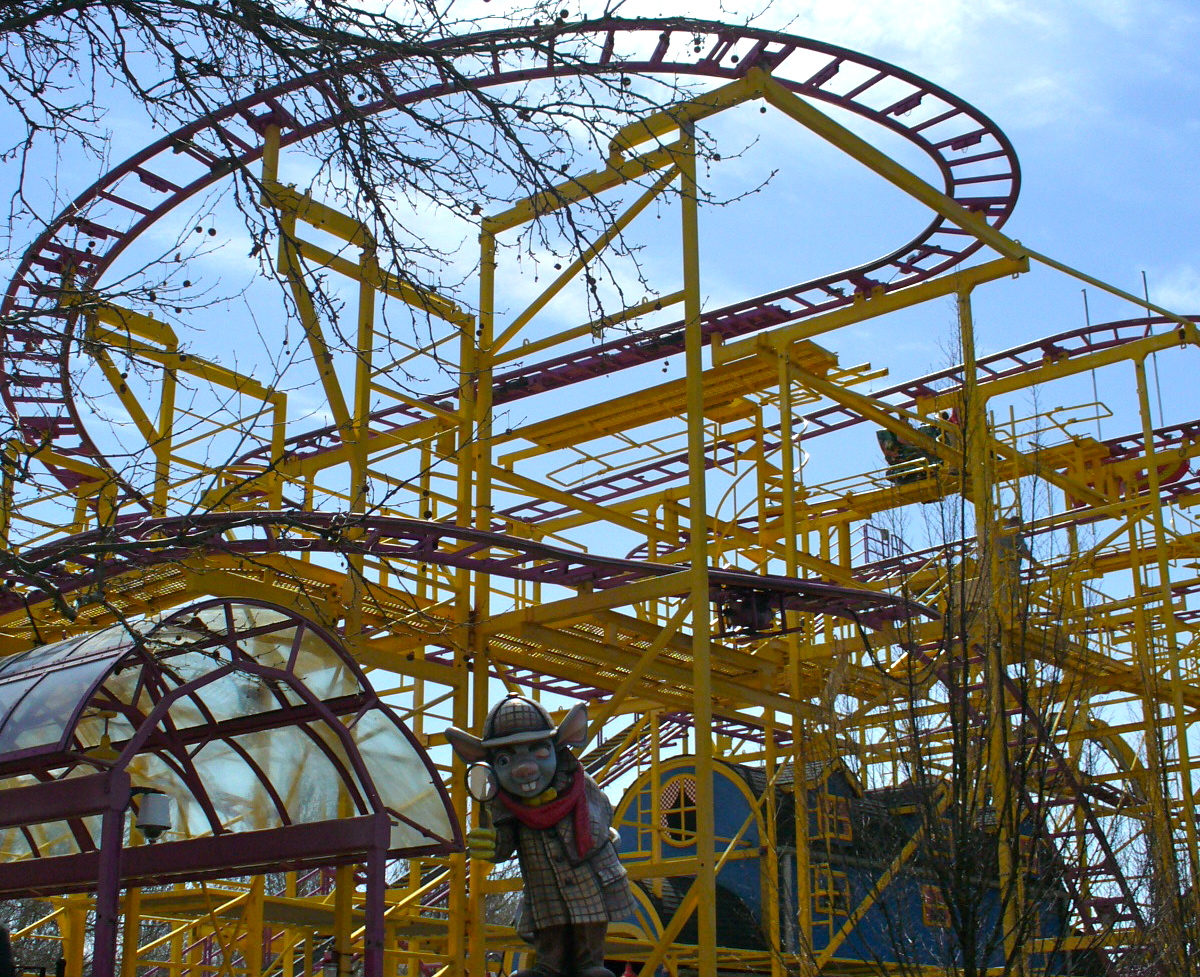
Wild Mouse à Lagoon

### Autres attractions
Cette liste est non exhaustive.
| Nom                                                                                                  | Type/Modèle                  | Constructeur             | Parc                                     | Pays       |
| --- | ---------------------------- | ------------------------ | ---------------------------------------- | ---------- |
| Astro Orbitor                                                                                        | Manège d'avions              | Walt Disney Imagineering | Disneyland                               | États-Unis |
| Boston Tea Party                                                                                     | Shoot the Chute              | Hopkins Rides            | Canobie Lake Park                        | États-Unis |
| Bugs' White Water Rapids                                                                             | Bûches                       | Hopkins Rides            | Six Flags Fiesta Texas                   | États-Unis |
| Buzz Lightyear's Space Ranger Spin                                                                   | Parcours scénique interactif | Walt Disney Imagineering | Magic Kingdom                            | États-Unis |
| Cahaba Falls                                                                                         | Bûches                       | Arrow Dynamics           | VisionLand                               | États-Unis |
| Cancan                                                                                               | Music Express                | Zamperla                 | Parc du Bocasse                          | France     |
| Ciné Dynamik                                                                                         | Cinéma dynamique             | Thompson                 | Parc Bagatelle                           | France     |
| Crazy Horse                                                                                          | Carrousel                    | Huss Park Attractions    | OK Corral                                | France     |
| Crocodile Ride                                                                                       | Mega Drop                    | Zierer                   | Zoo Safari-und Hollywoodpark Stukenbrock | Allemagne  |
| Countdown to Extinction Renommé Dinosaur en 2000.                                                    | Parcours scénique            | Intamin                  | Disney's Animal Kingdom                  | États-Unis |
| Dalton Terror                                                                                        | Tour de chute                | Intamin                  | Walibi Wavre                             | Belgique   |
| Daredevil Falls                                                                                      | Bûches                       | Hopkins Rides            | Dollywood                                | États-Unis |
| Der Twister                                                                                          | Top Spin                     | Huss Rides               | Six Flags Fiesta Texas                   | États-Unis |
| Fårup Rafting                                                                                        | Rivière rapide en bouées     | Bear Rides               | Fårup Sommerland                         | Danemark   |
| Fritt Fall Power Tower                                                                               | Tour de chute                | Intamin                  | Gröna Lund                               | Suède      |
| G-Force                                                                                              | Enterprise                   | Huss Park Attractions    | Walibi Flevo                             | Pays-Bas   |
| Giraffe Tower                                                                                        | Mega Drop                    | Far Fabbri               | Zoo Safari-und Hollywoodpark Stukenbrock | Allemagne  |
| Hang Time                                                                                            | Top Spin                     | Huss Rides               | Dorney Park & Wildwater Kingdom          | États-Unis |
| Honey, I Shrunk The Audience                                                                         | Cinéma 3D                    | Walt Disney Imagineering | Disneyland                               | États-Unis |
| Hotel Gasten                                                                                         | Walkthrough                  |                          | Liseberg                                 | Suède      |
| Innoventions                                                                                         | Pavillon                     | Walt Disney Imagineering | Disneyland                               | États-Unis |
| It's Tough to be a Bug!                                                                              | Cinéma en relief             | Walt Disney Imagineering | Disney's Animal Kingdom                  | États-Unis |
| Käpt'n Blaubärs Abenteuerfahrt                                                                       | Tow boat ride                | Mack Rides               | Ravensburger Spieleland                  | Allemagne  |
| Kilimanjaro Safaris                                                                                  | Safari                       | Walt Disney Imagineering | Disney's Animal Kingdom                  | États-Unis |
| Montezuma's Revenge                                                                                  | Top Spin                     | Vekoma                   | Avonturenpark Hellendoorn                | Pays-Bas   |
| Moonsoon Falls                                                                                       | Shoot the Chute / Spillwater | Intamin                  | New Marine World Theme Park              | États-Unis |
| Mystery Castle                                                                                       | Tour de chute                | Intamin                  | Phantasialand                            | Allemagne  |
| Pagoda's Revenge                                                                                     | Tour de chute                | Intamin                  | Leofoo Village Theme Park                | Taïwan     |
| Pharaoh's Fury                                                                                       | Bateau à bascule             | Chance Rides             | Wild Adventures                          | États-Unis |
| Power Tower                                                                                          | Space Shot et Turbo Drop     | S&S Worldwide            | Cedar Point                              | États-Unis |
| Rocket Rods                                                                                          |                              | Walt Disney Imagineering | Disneyland                               | États-Unis |
| Schlittenfahrt Scheenflöckchen                                                                       | Parcours scénique            | Mack Rides               | Europa-Park                              | Allemagne  |
| Scream                                                                                               | Space Shot/Turbo Drop        | S&S Worldwide            | Six Flags New England                    | États-Unis |
| Space Loop renommé Kwal en 2011.                                                                     | Enterprise                   | Huss Rides               | Drievliet                                | Pays-Bas   |
| Space Shot                                                                                           | Space Shot                   | S&S Worldwide            | Walibi Flevo                             | Pays-Bas   |
| Space Vertigo                                                                                        | Tour de chute                | Intamin                  | Gardaland                                | Italie     |
| Supreme Scream                                                                                       | Turbo Drop                   | S&S Worldwide            | Knott's Berry Farm                       | États-Unis |
| The Eagle                                                                                            | Condor                       | Huss Rides               | Attractiepark Slagharen                  | Pays-Bas   |
| The Giant Drop                                                                                       | Tour de chute                | Intamin                  | Dreamworld                               | Australie  |
| Totem infernal Devenu Totem en 2019.                                                                 | Space Shot                   | S&S Worldwide            | Walibi Rhône-Alpes                       | France     |
| Traktorfahrt                                                                                         | Parcours en tracteurs        | Metallbau Emmeln         | Ravensburger Spieleland                  | Allemagne  |
| Twister… Ride it Out                                                                                 | Spectacle d'effets spéciaux  |                          | Universal Studios Florida                | États-Unis |
| Valhalla Borgen                                                                                      | Vekoma                       | Mad House                | Jardins de Tivoli                        | Danemark   |
| Voo Doo                                                                                              | Top Spin                     | Huss Rides               | New Marine World Theme Park              | États-Unis |
| Vengeance de Gargamel (la) Devenu Space Shot en 2003 puis Dark Tower en 2007 et Space Shoot en 2014. | Space Shot                   | S&S Worldwide            | Walibi Schtroumpf                        | France     |
| Los Fiordos Vikingos                                                                                 | Shoot the Chute / Spillwater | Intamin                  | Parque de Atracciones de Madrid          | Espagne    |
| Vuelo del Halcón                                                                                     | Chaises volantes             | Zamperla                 | Isla Mágica                              | Espagne    |
| White Water Safari                                                                                   | Rivière rapide de bouées     | Intamin                  | New Marine World Theme Park              | États-Unis |
| Wikinger-Bootsfahrt                                                                                  | Manège                       | Mack Rides               | Hansa-Park                               | Allemagne  |
| Wildlife Express Train                                                                               | Train                        | Severn Lamb              | Disney's Animal Kingdom                  | États-Unis |
| Wild Wild West Devenu Wild West Falls Adventure Ride en 2001.                                        | Bûches                       | Hopkins Rides            | Warner Bros. Movie World Australia       | Australie  |

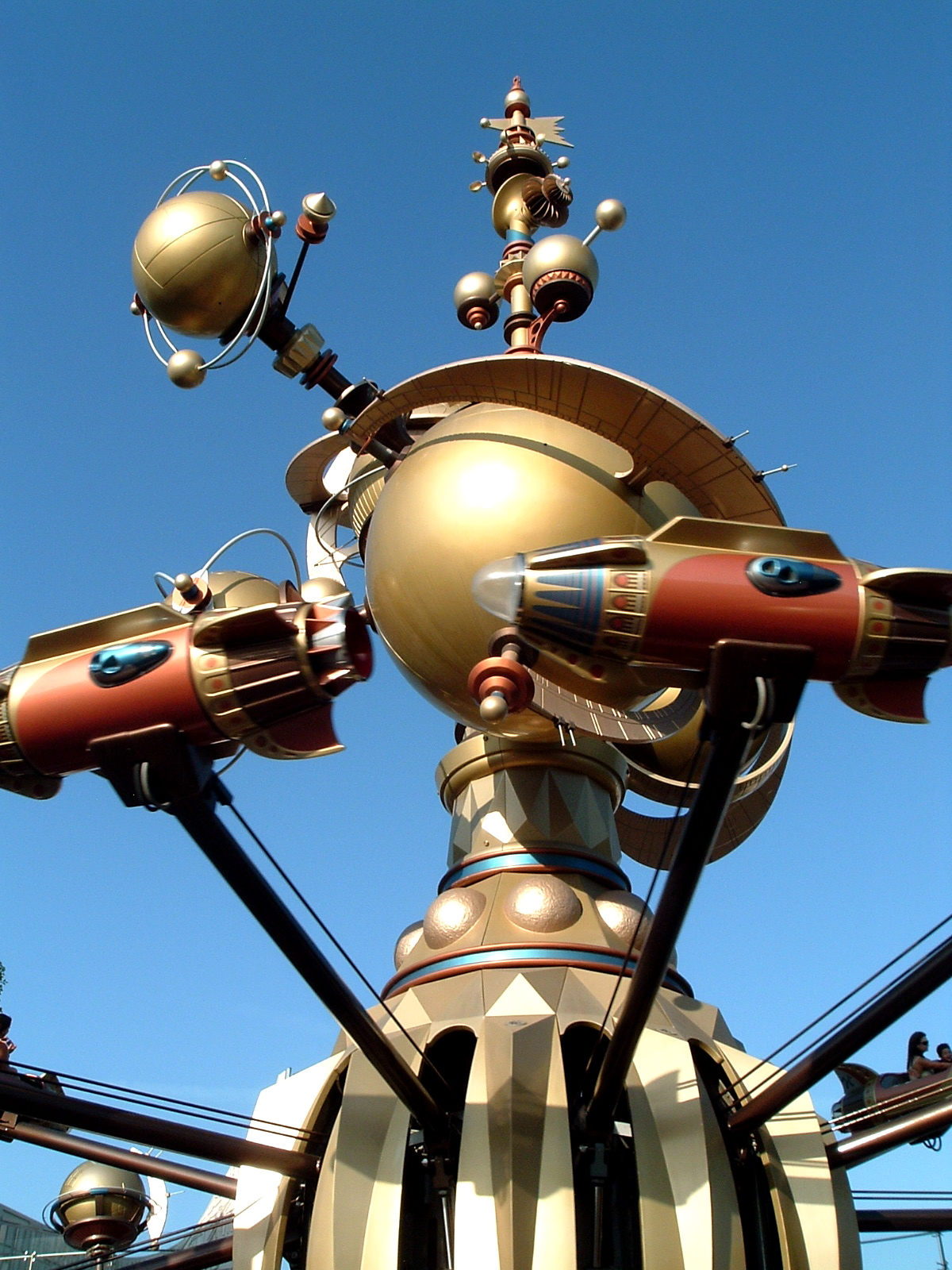
Astro Orbitor à Disneyland
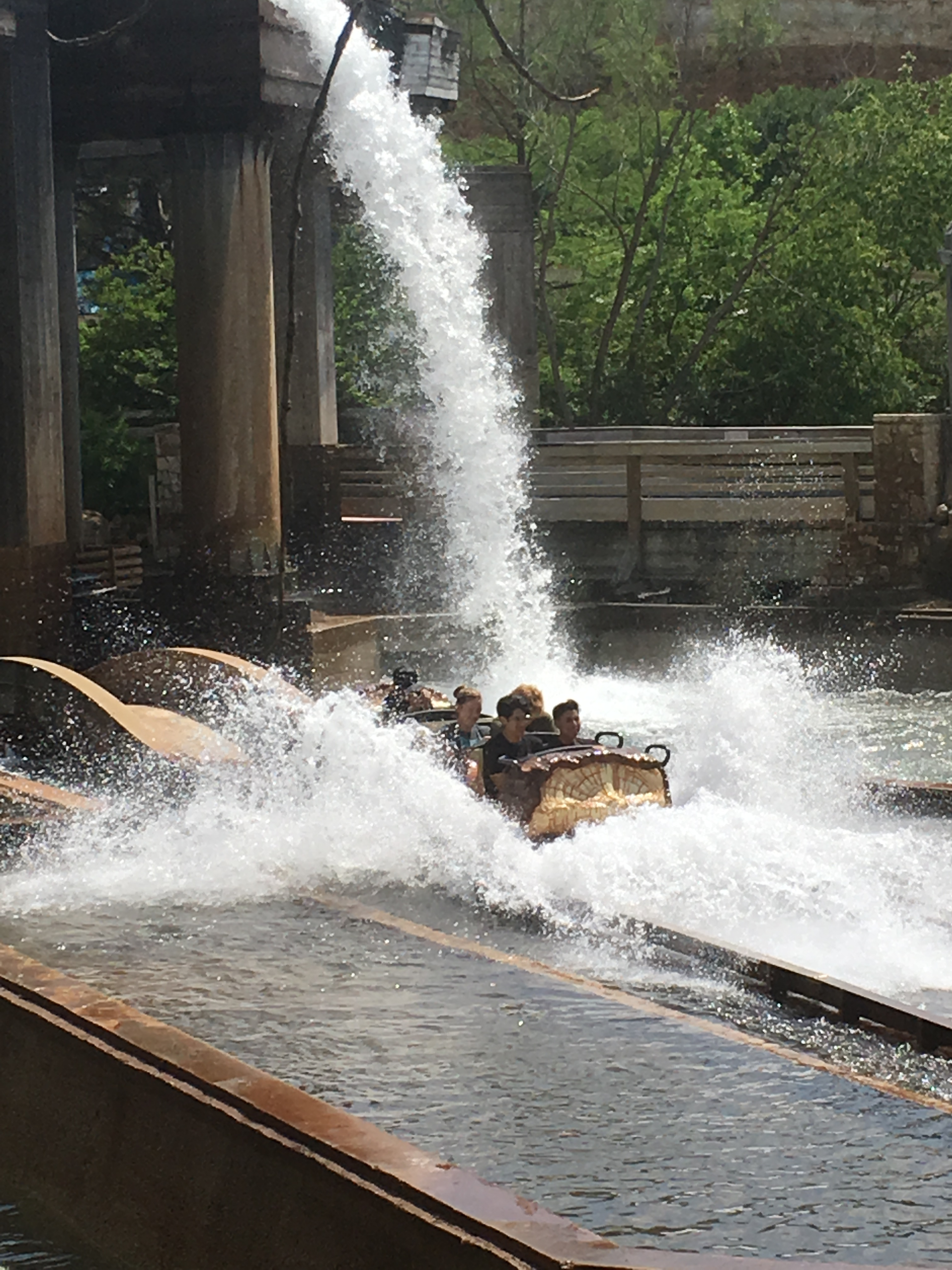
Bugs' White Water Rapids à Six Flags Fiesta Texas
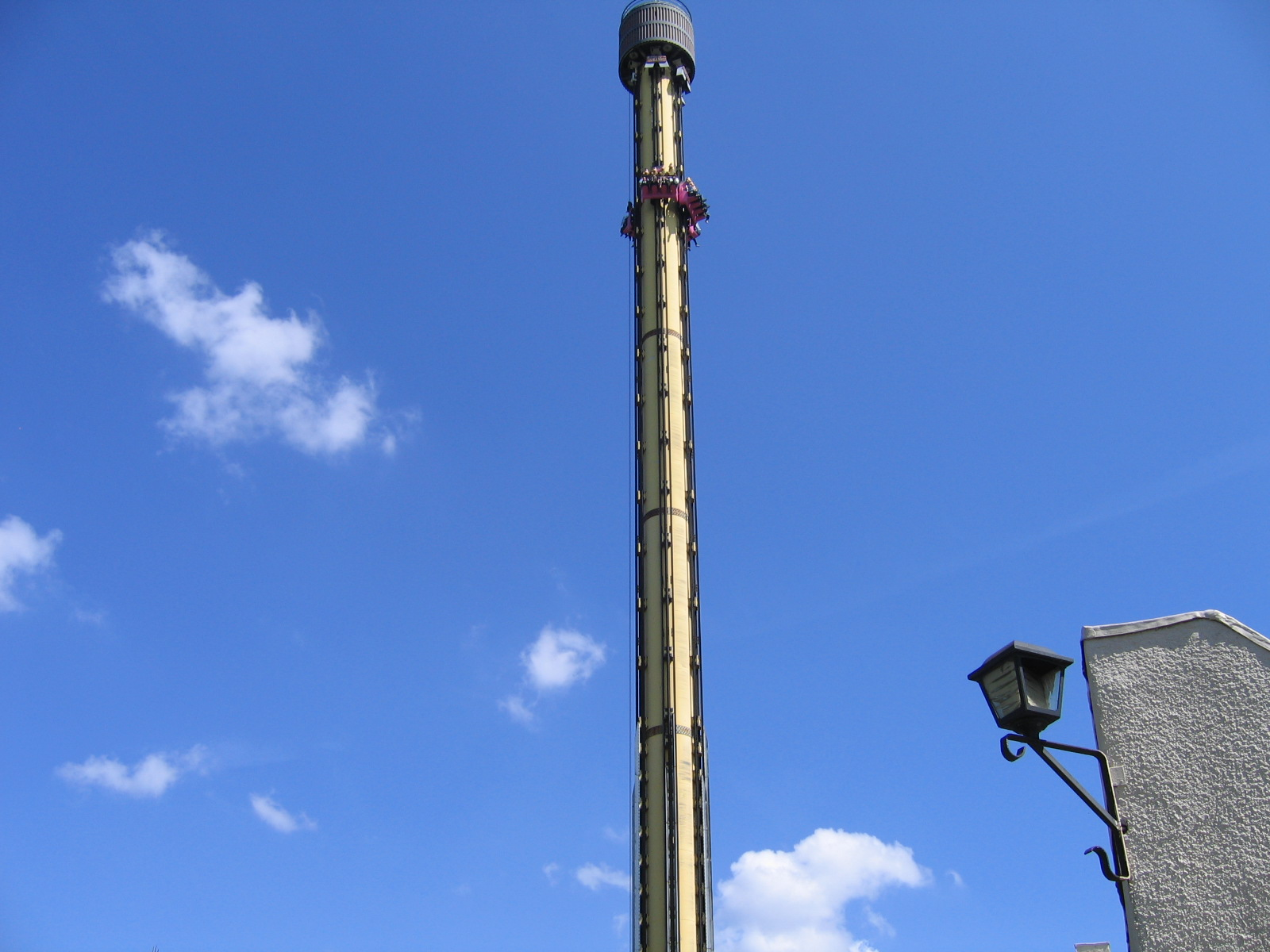
Dalton Terror à Walibi Wavre
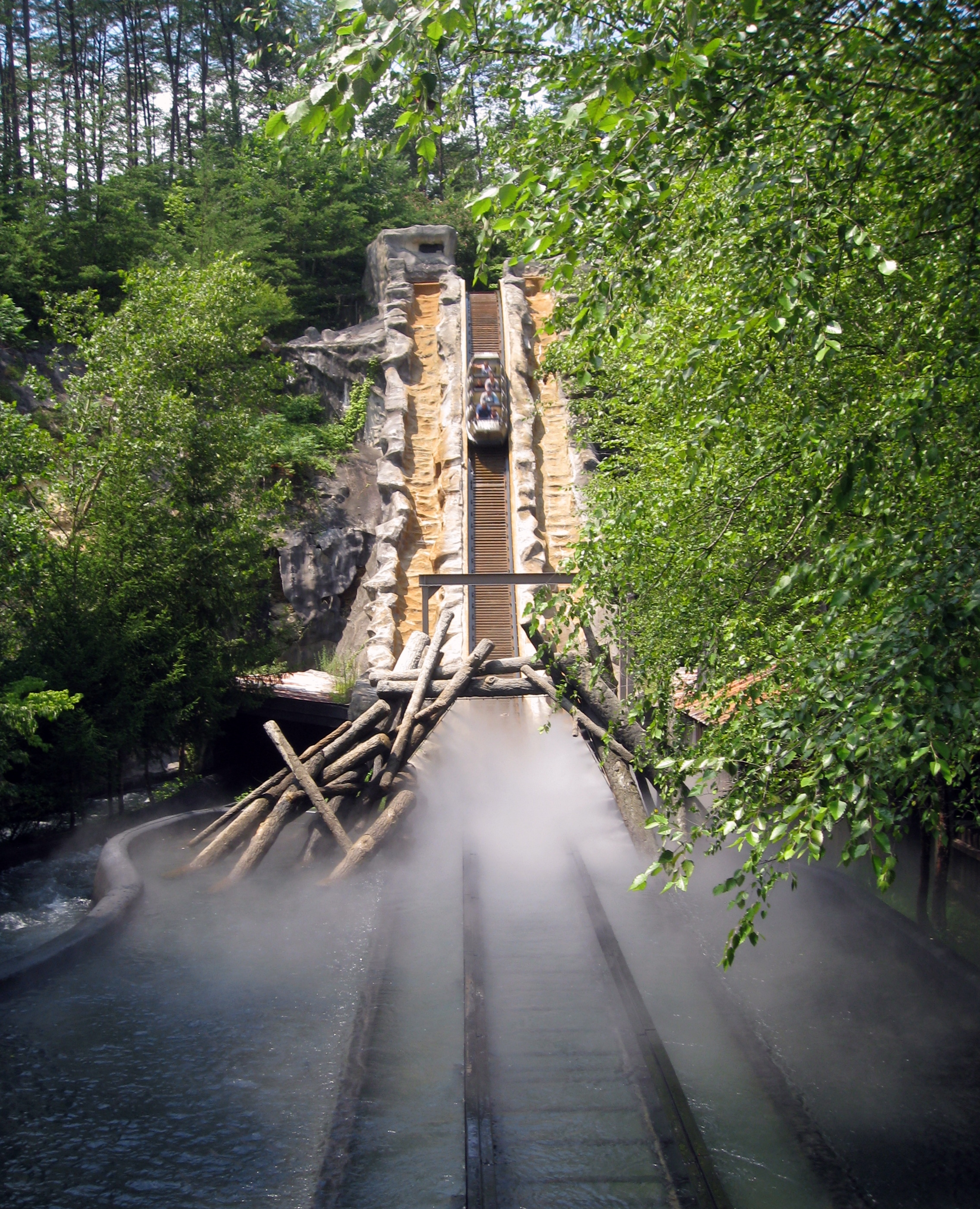
Daredevil Falls à Dollywood
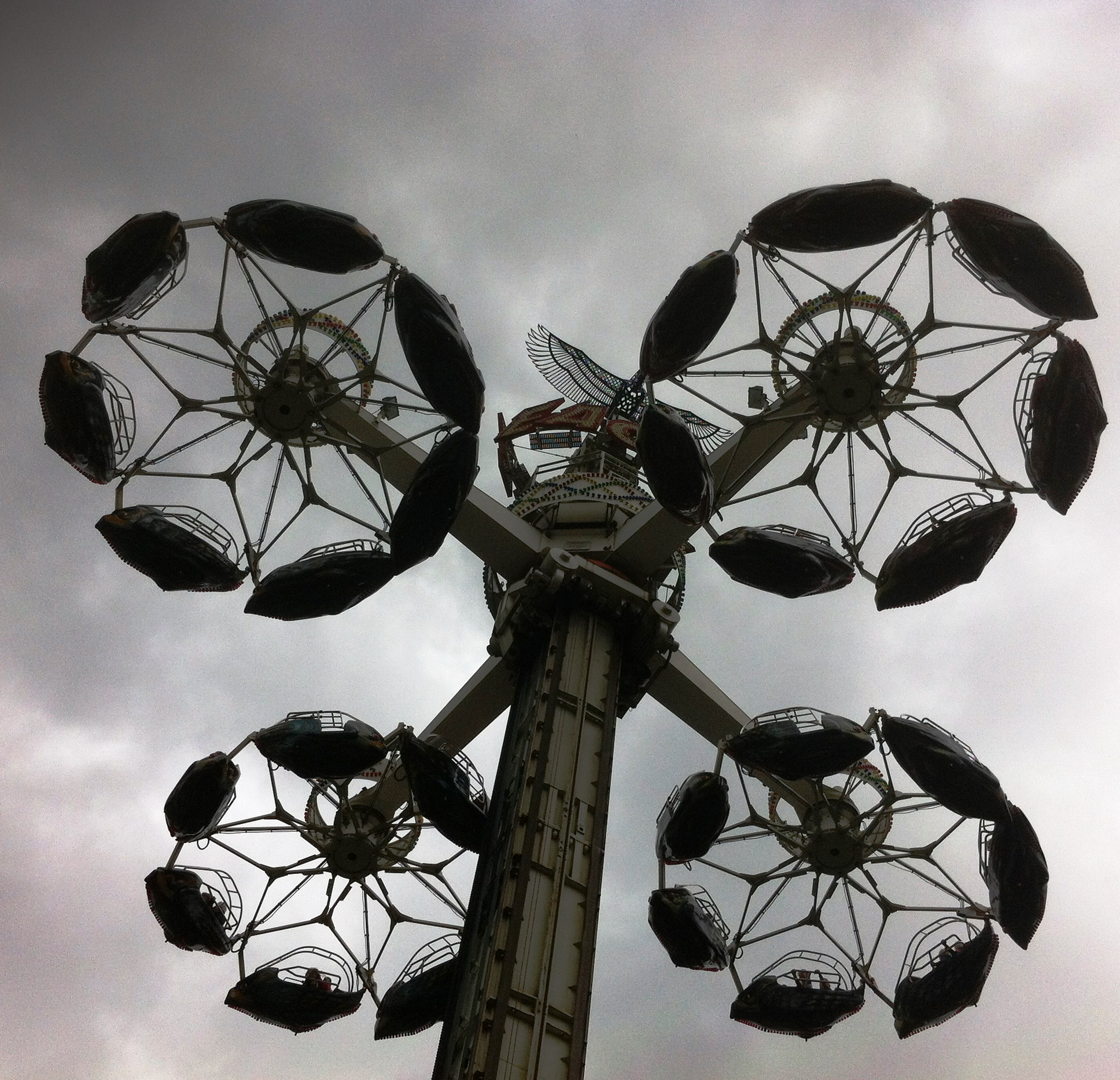
Eagle à Attractiepark Slagharen
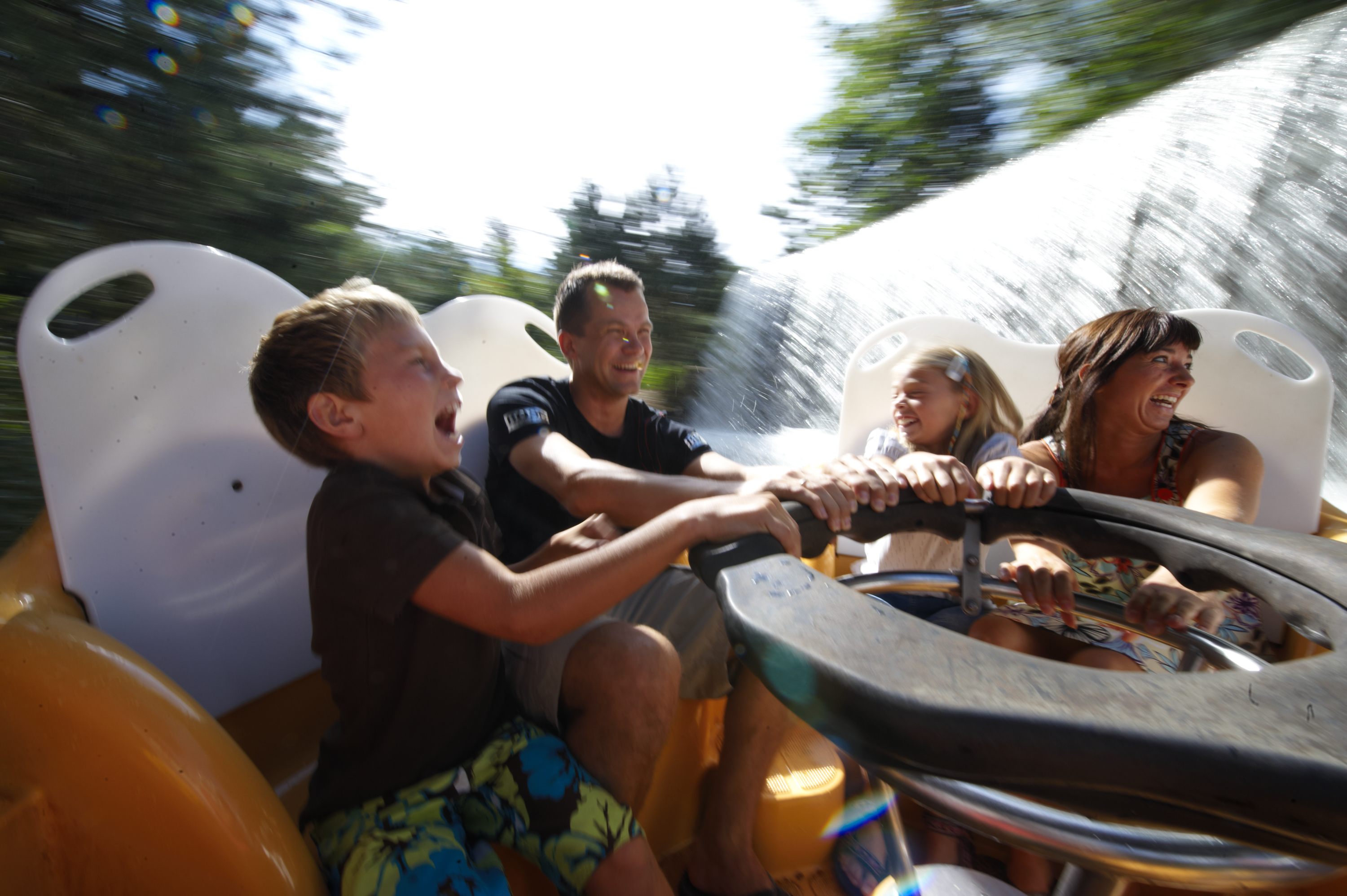
Fårup Rafting
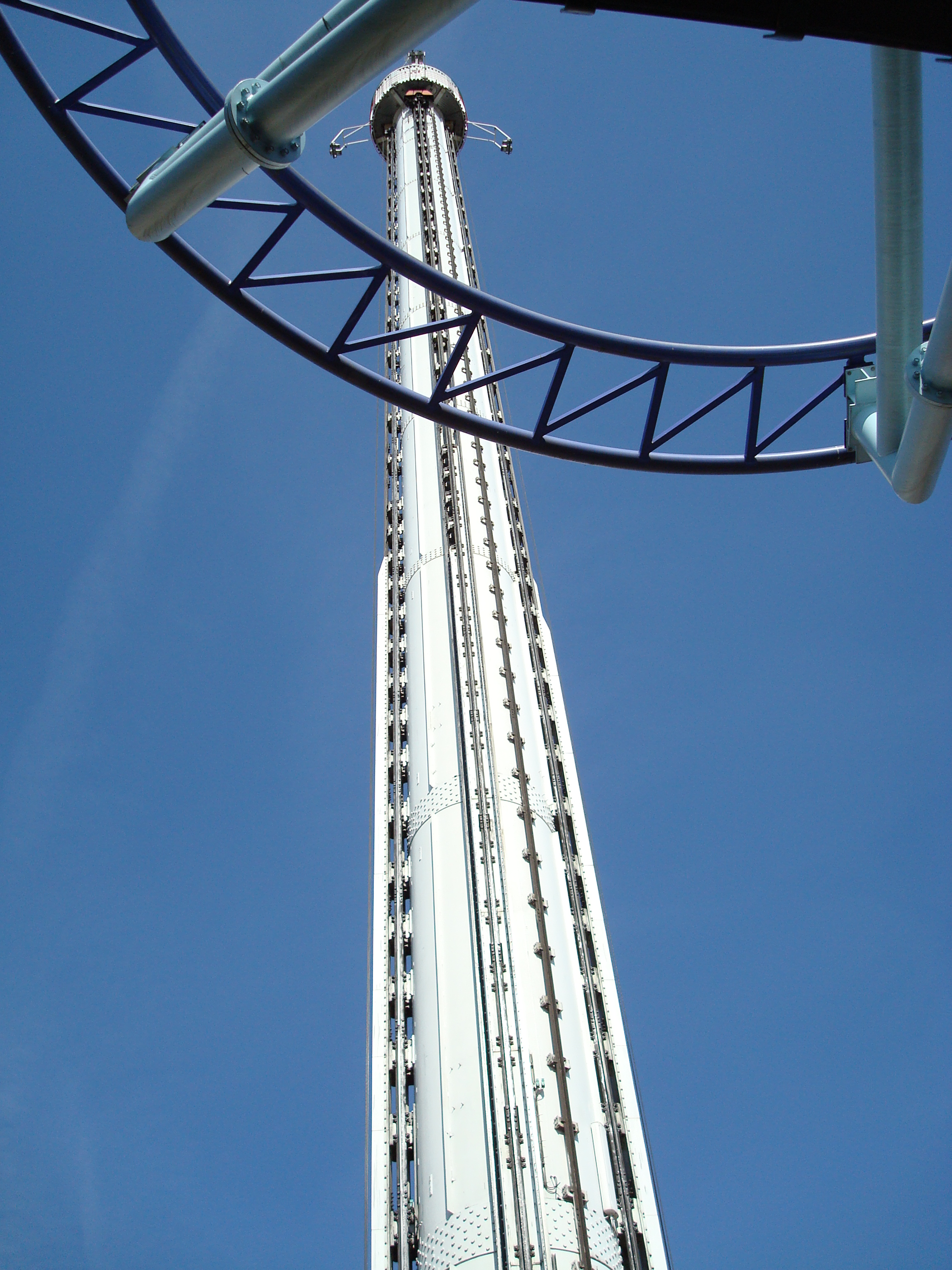
Fritt Fall Power Tower à Gröna Lund
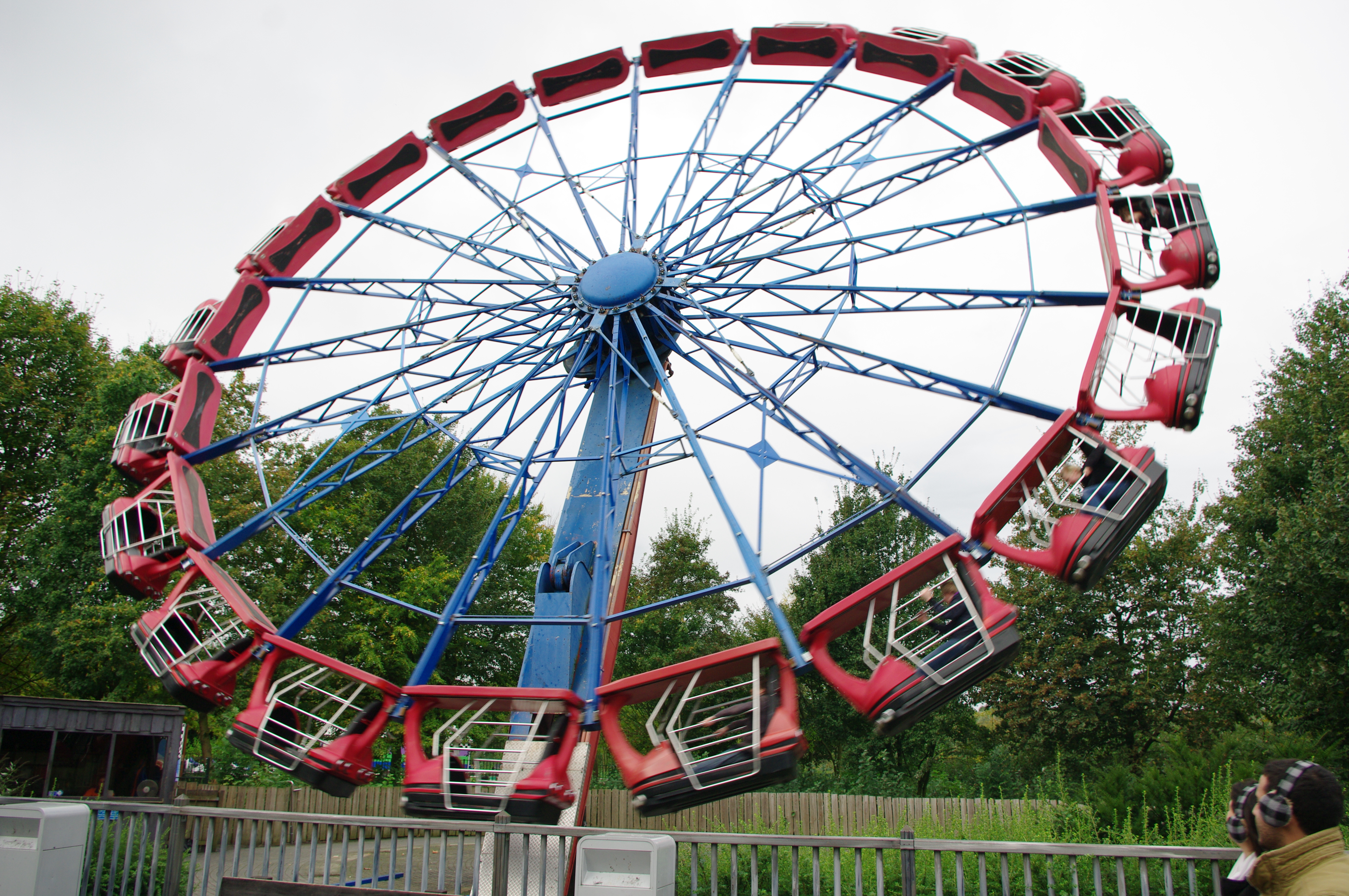
G-Force à Walibi Flevo
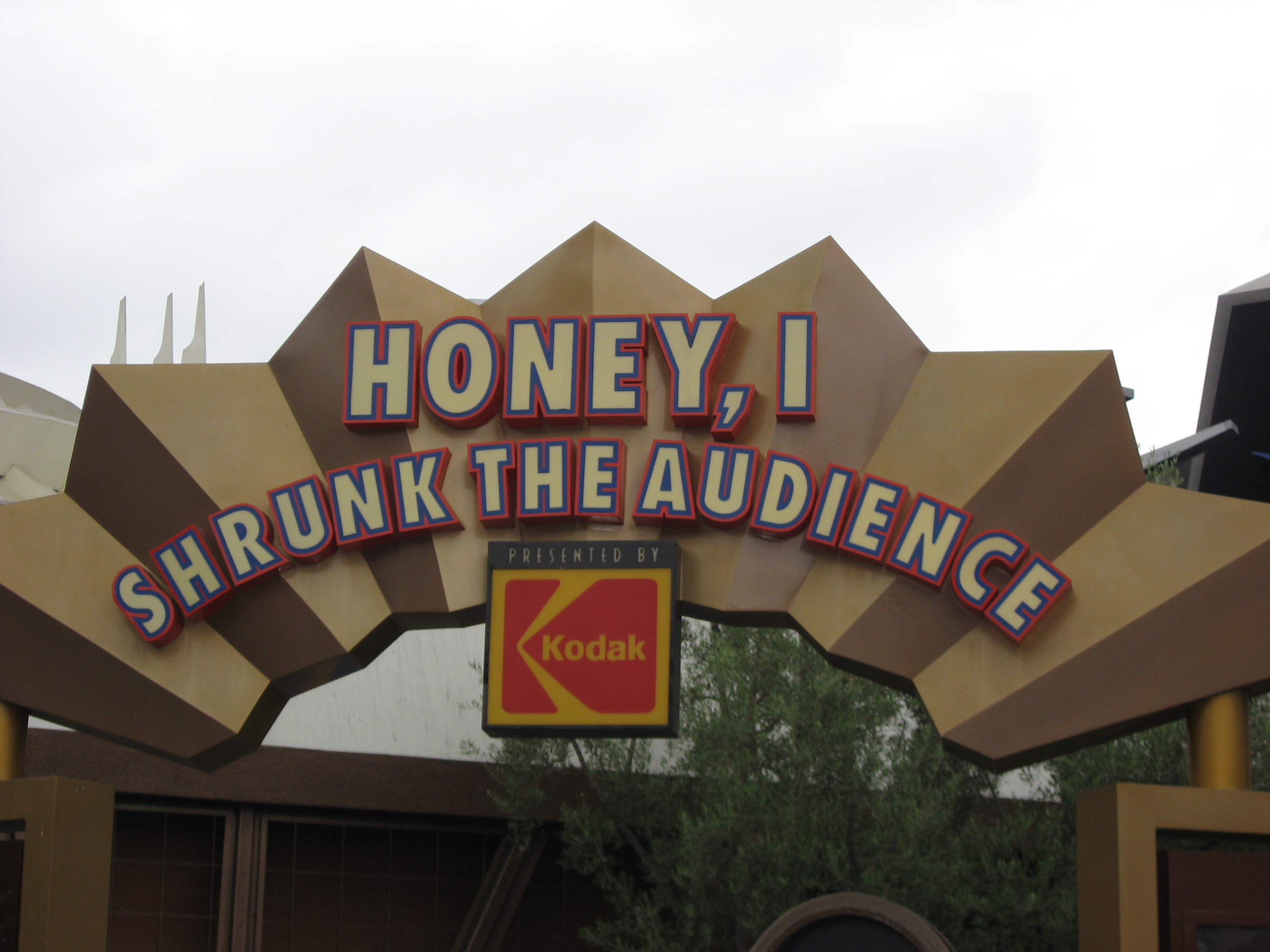
Honey, I Shrunk The Audience à Disneyland
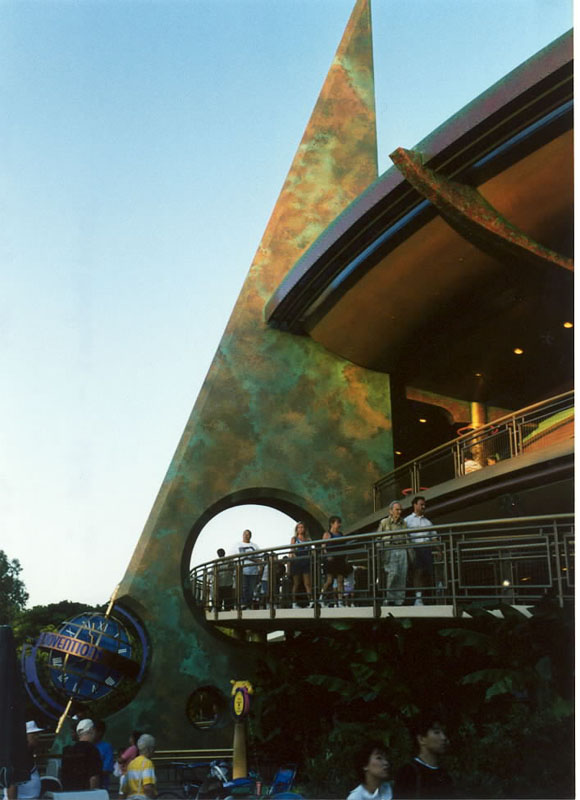
Innoventions à Disneyland
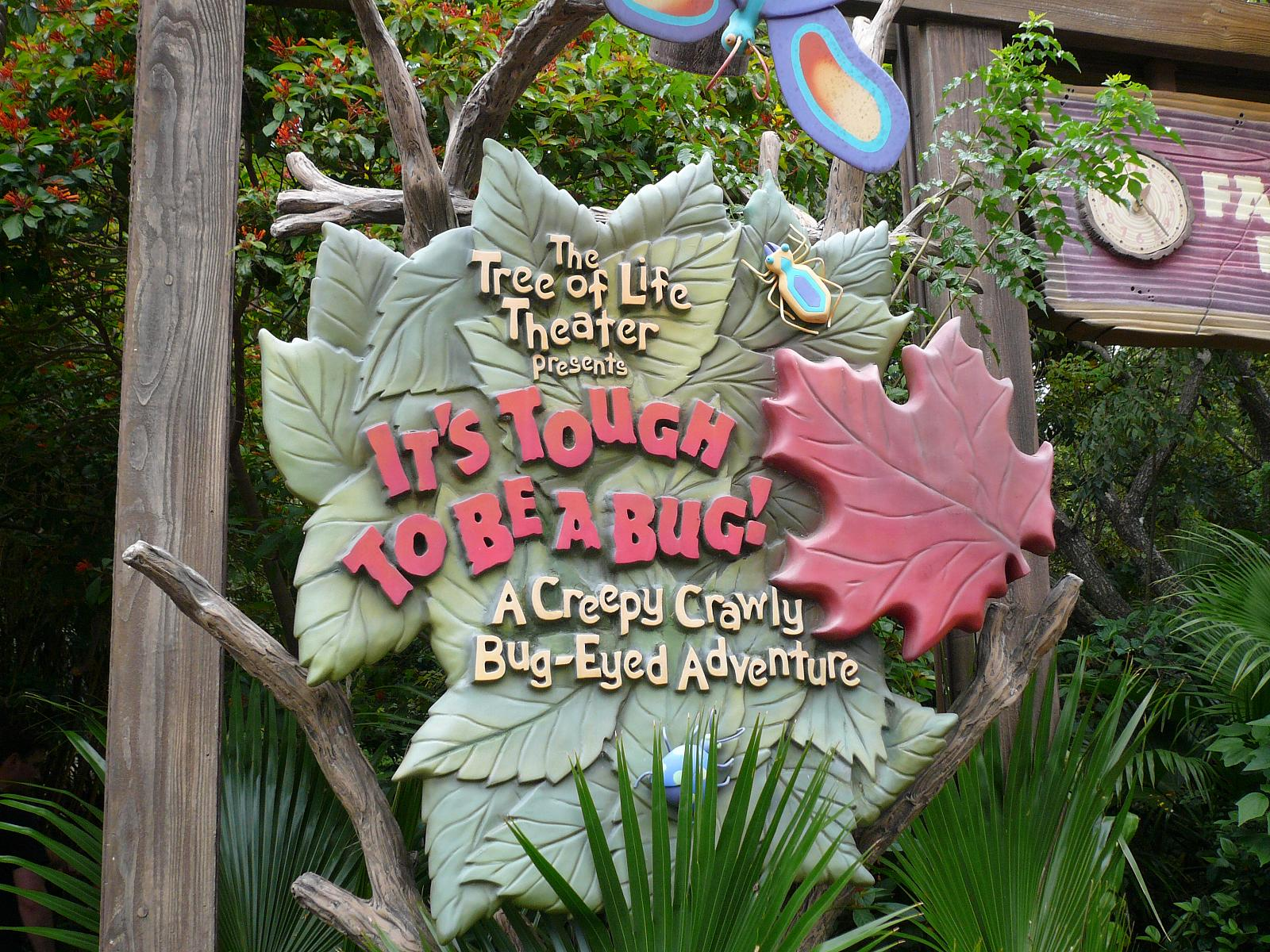
It's Tough to be a Bug! à Disney's Animal Kingdom
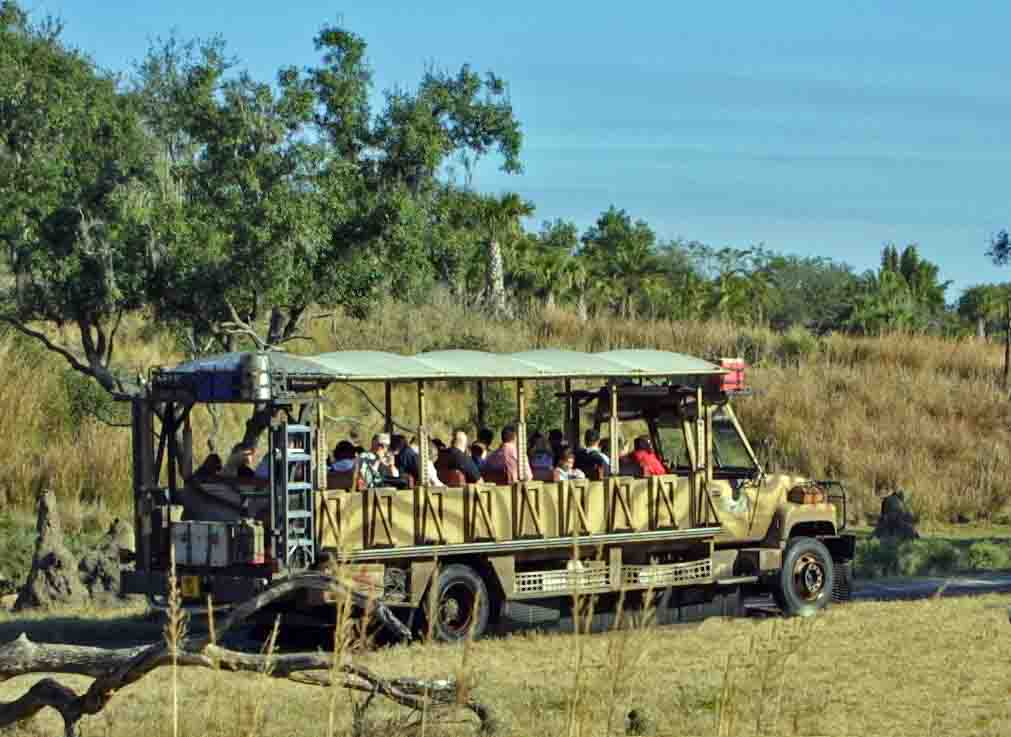
Kilimanjaro Safaris à Disney's Animal Kingdom
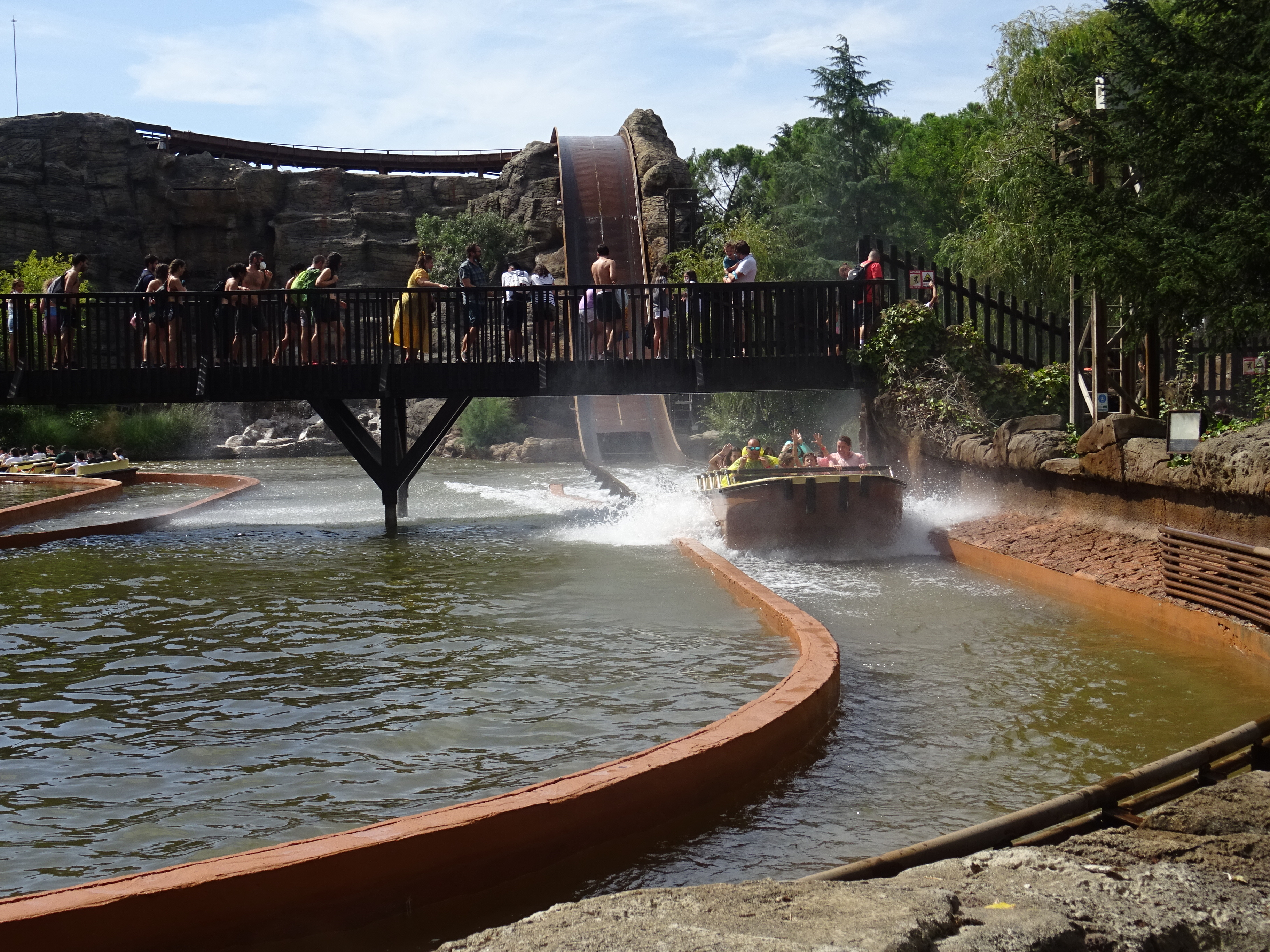
Los Fiordos au Parque de Atracciones de Madrid
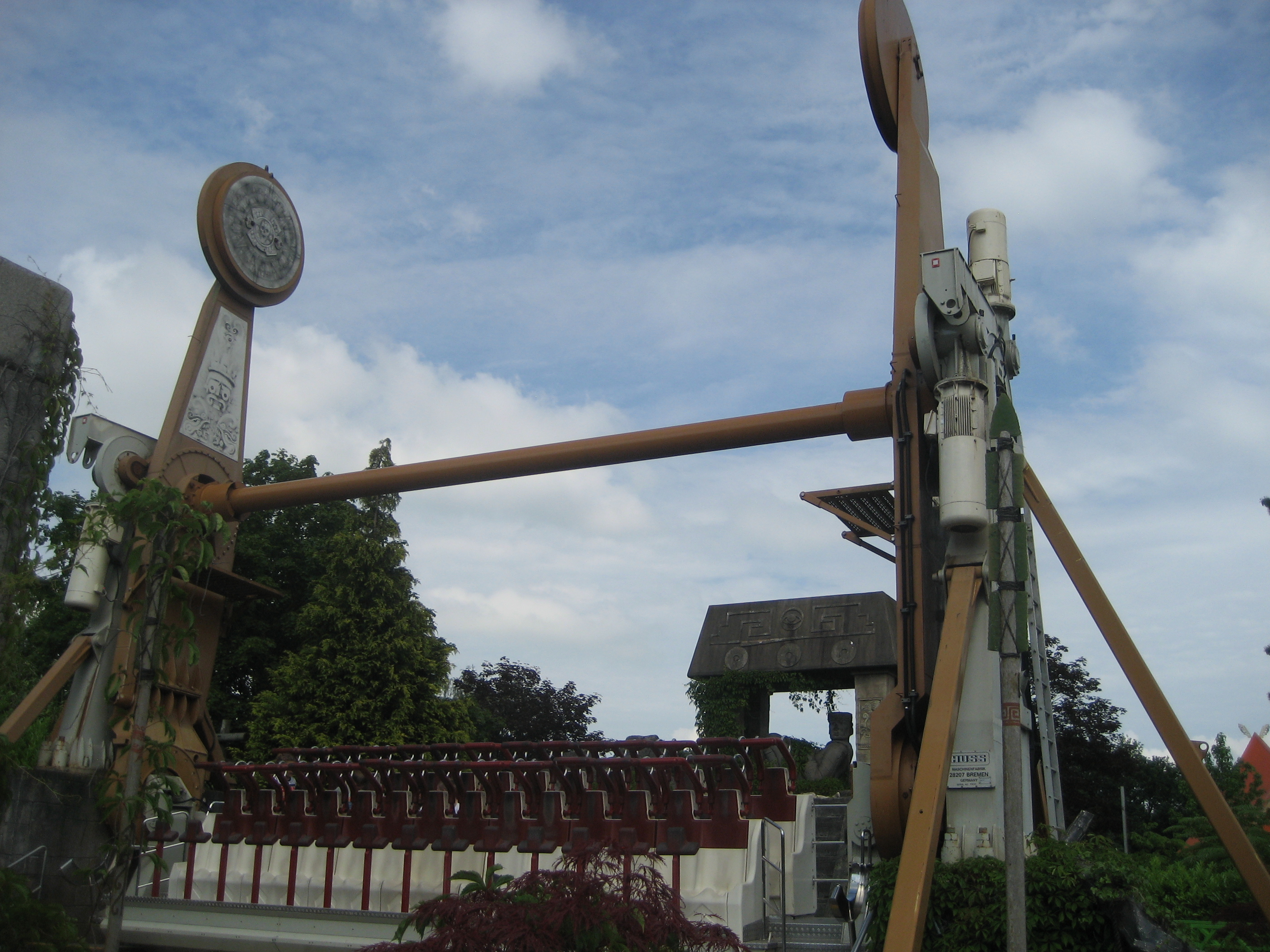
Montezuma's Revenge à Avonturenpark Hellendoorn
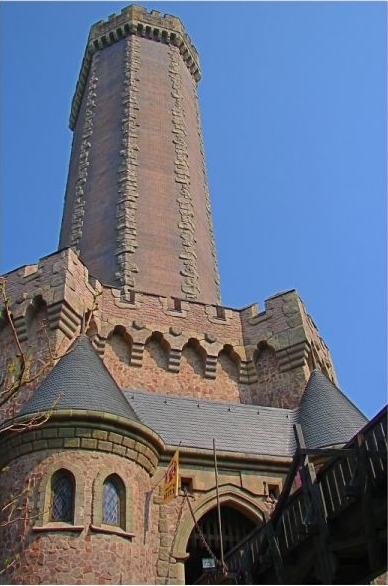
Mystery Castle à Phantasialand
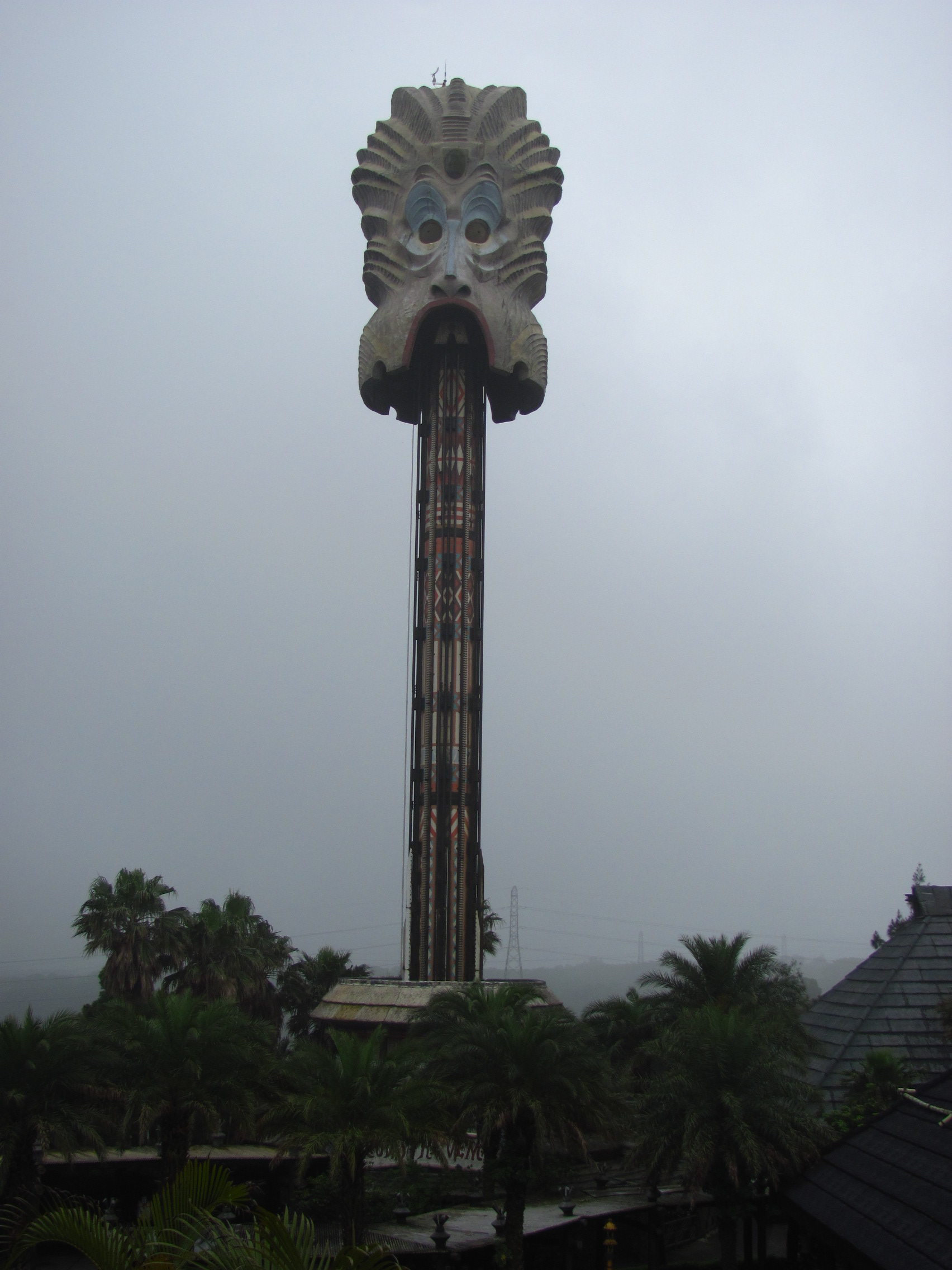
Pagoda's Revenge à Leofoo Village Theme Park
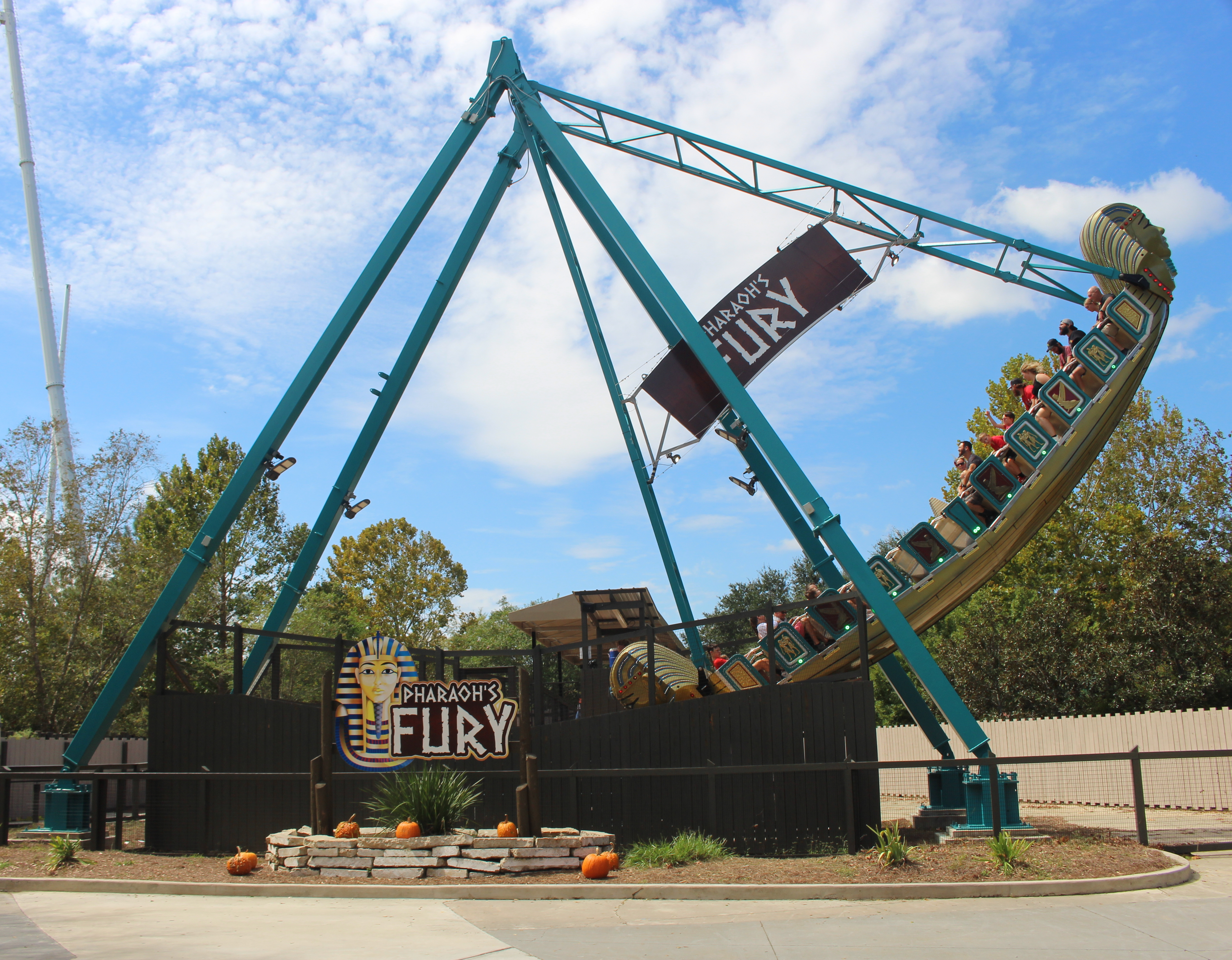
Pharaoh's Fury à Wild Adventures
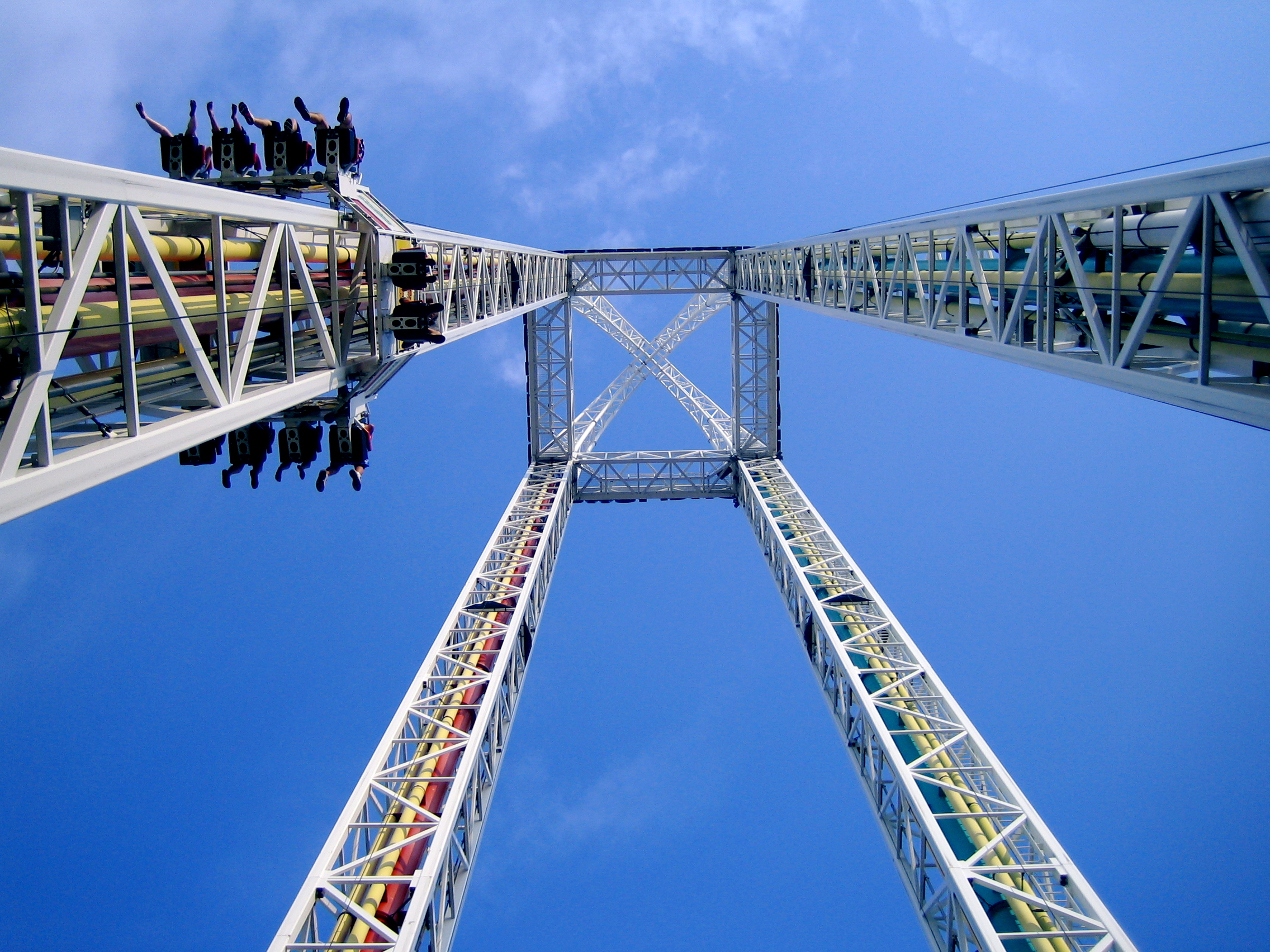
Power Tower à Cedar Point
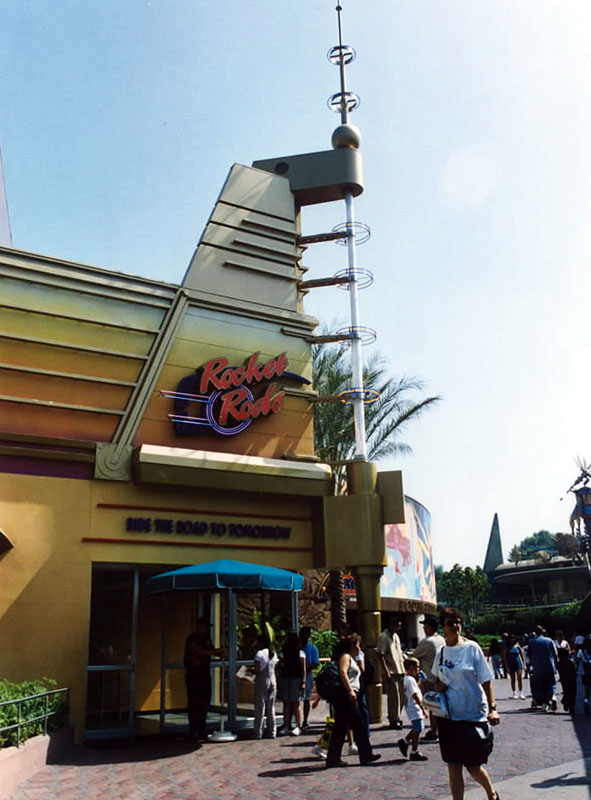
Entrée de Rocket Rods à Disneyland
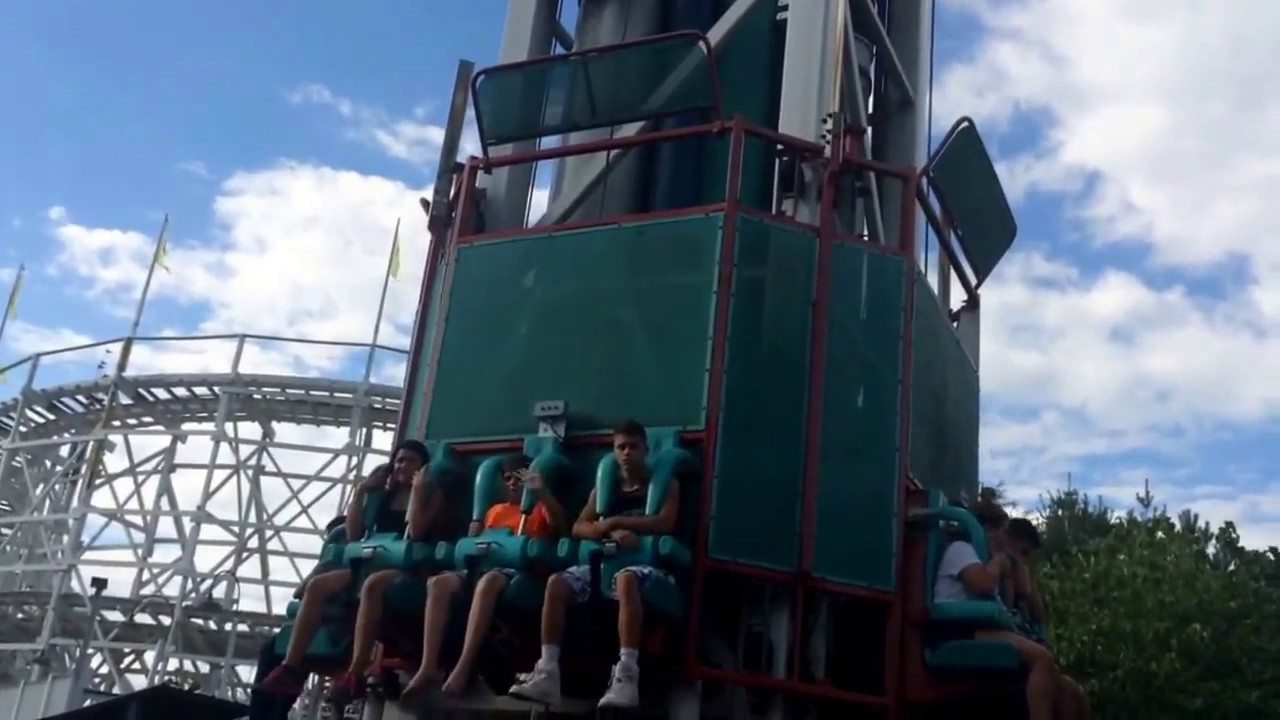
Scream à Six Flags New England
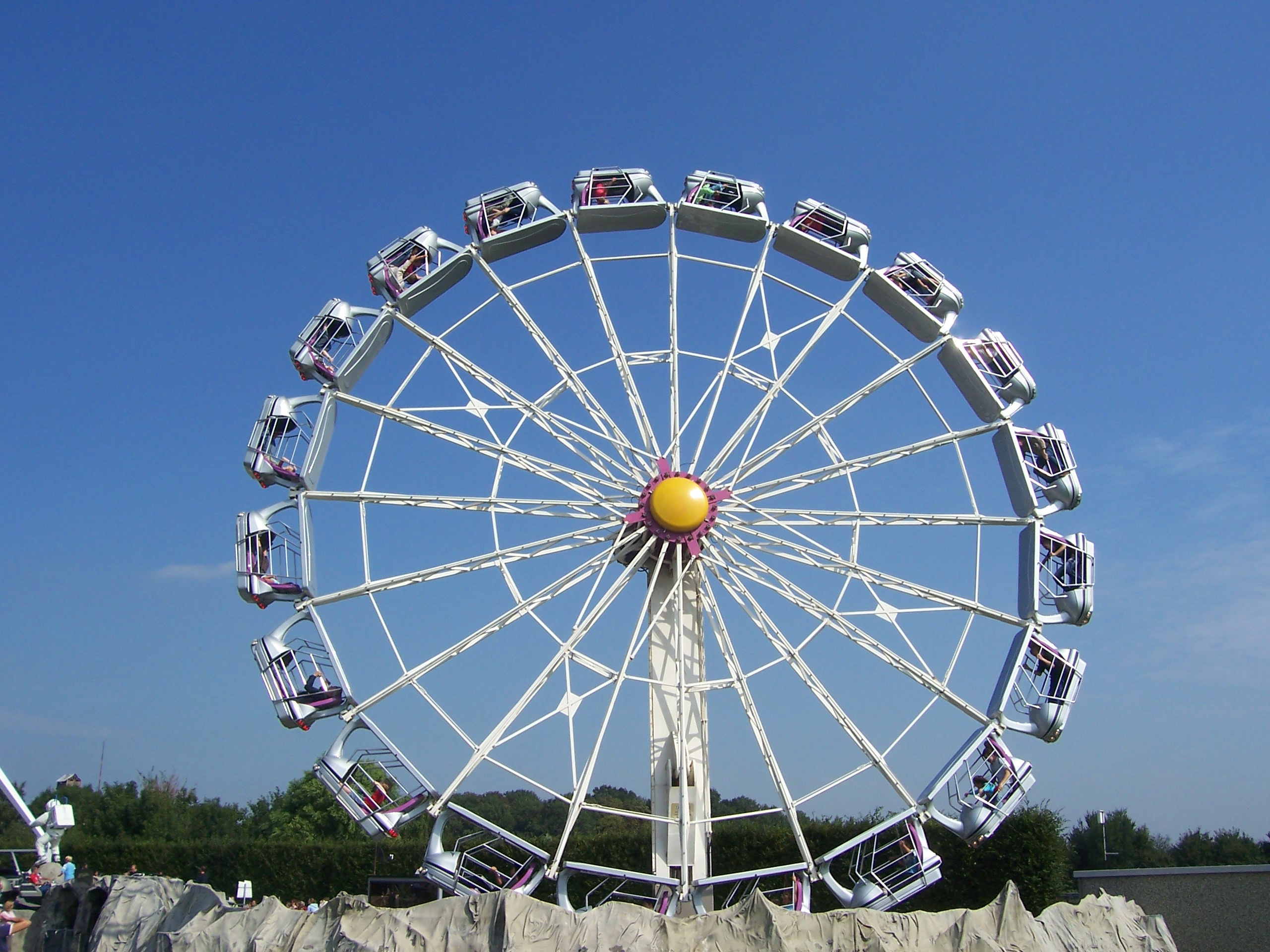
Space Loop à Drievliet
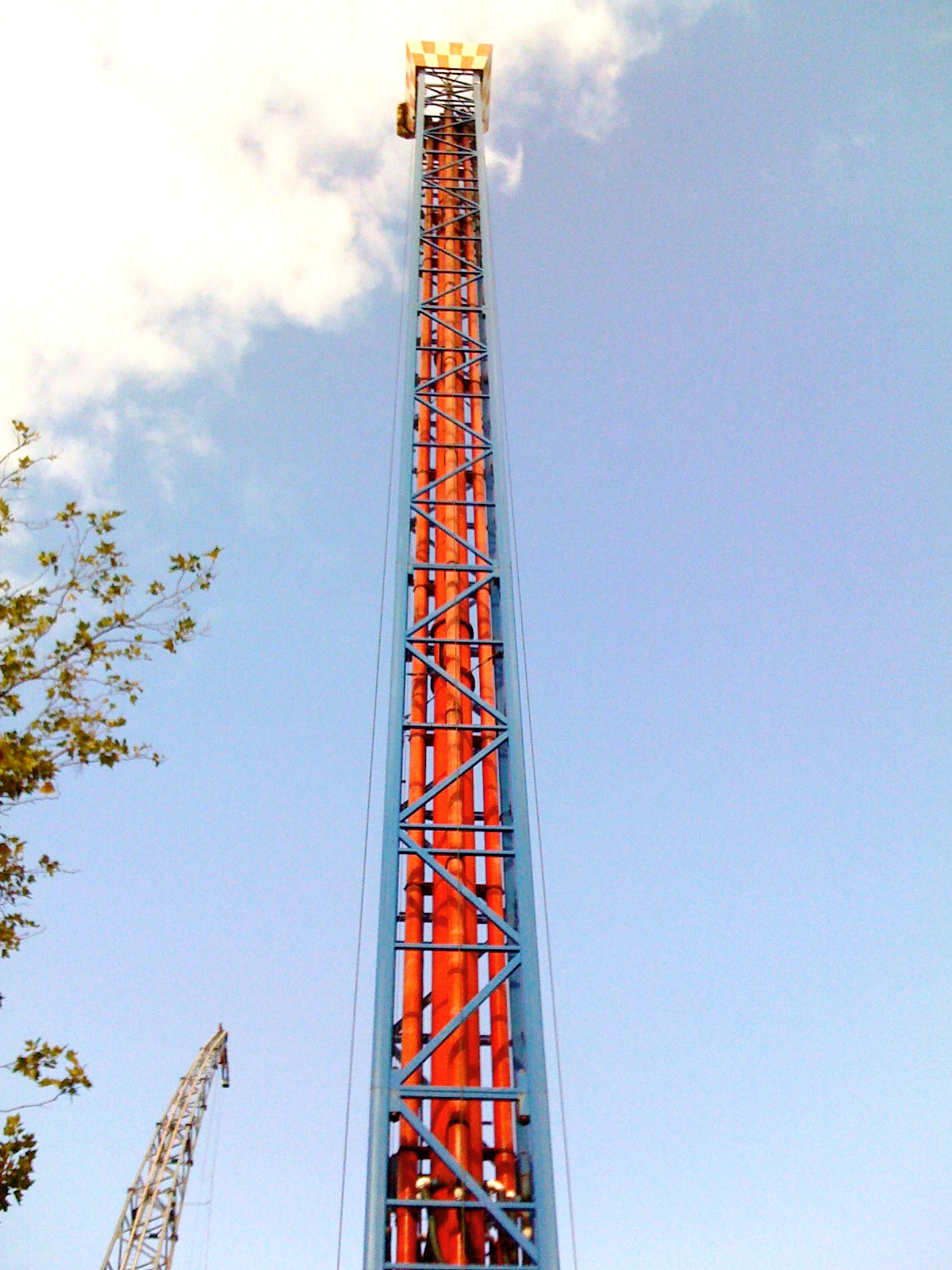
Space Shot à Walibi Flevo
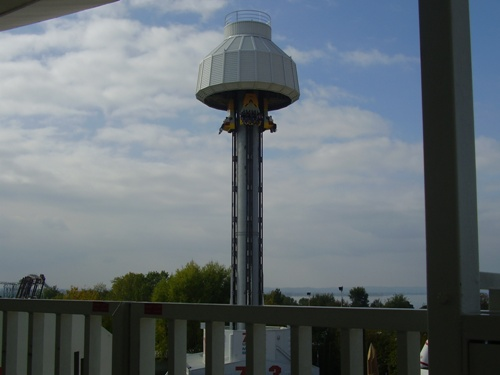
Space Vertigo à Gardaland
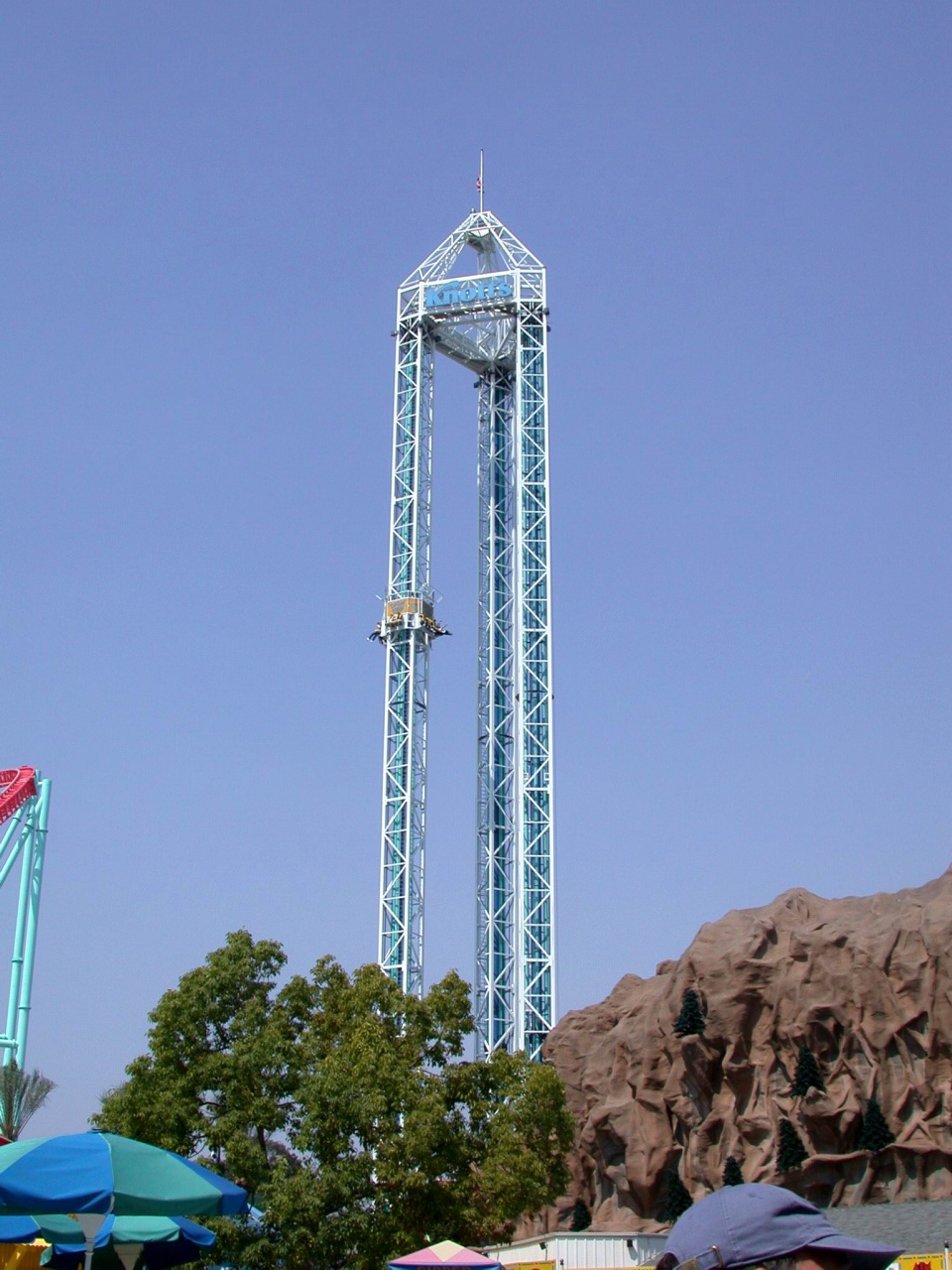
Supreme Scream à Knott's Berry Farm
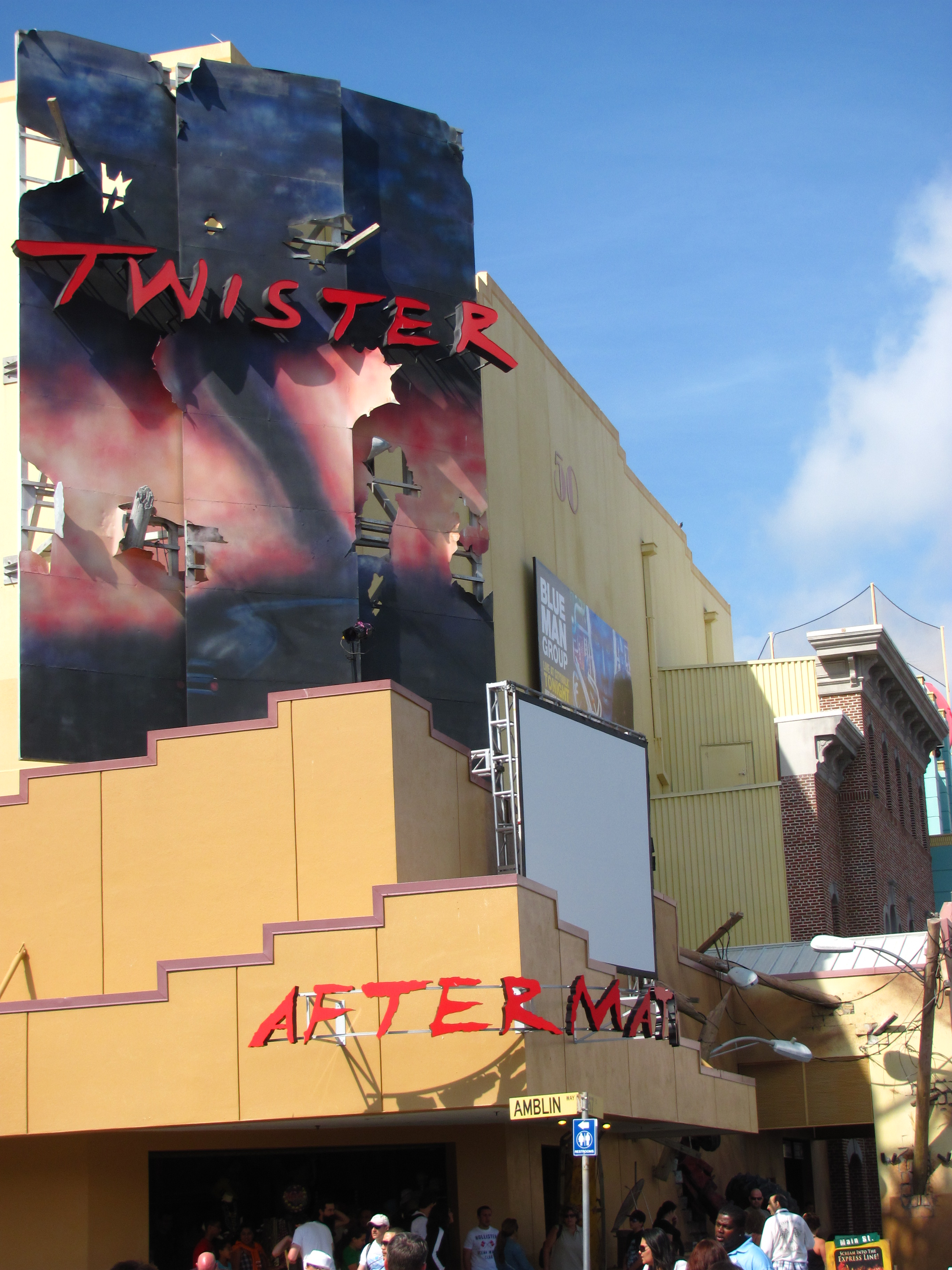
Twister… Ride it Out à Universal Studios Florida
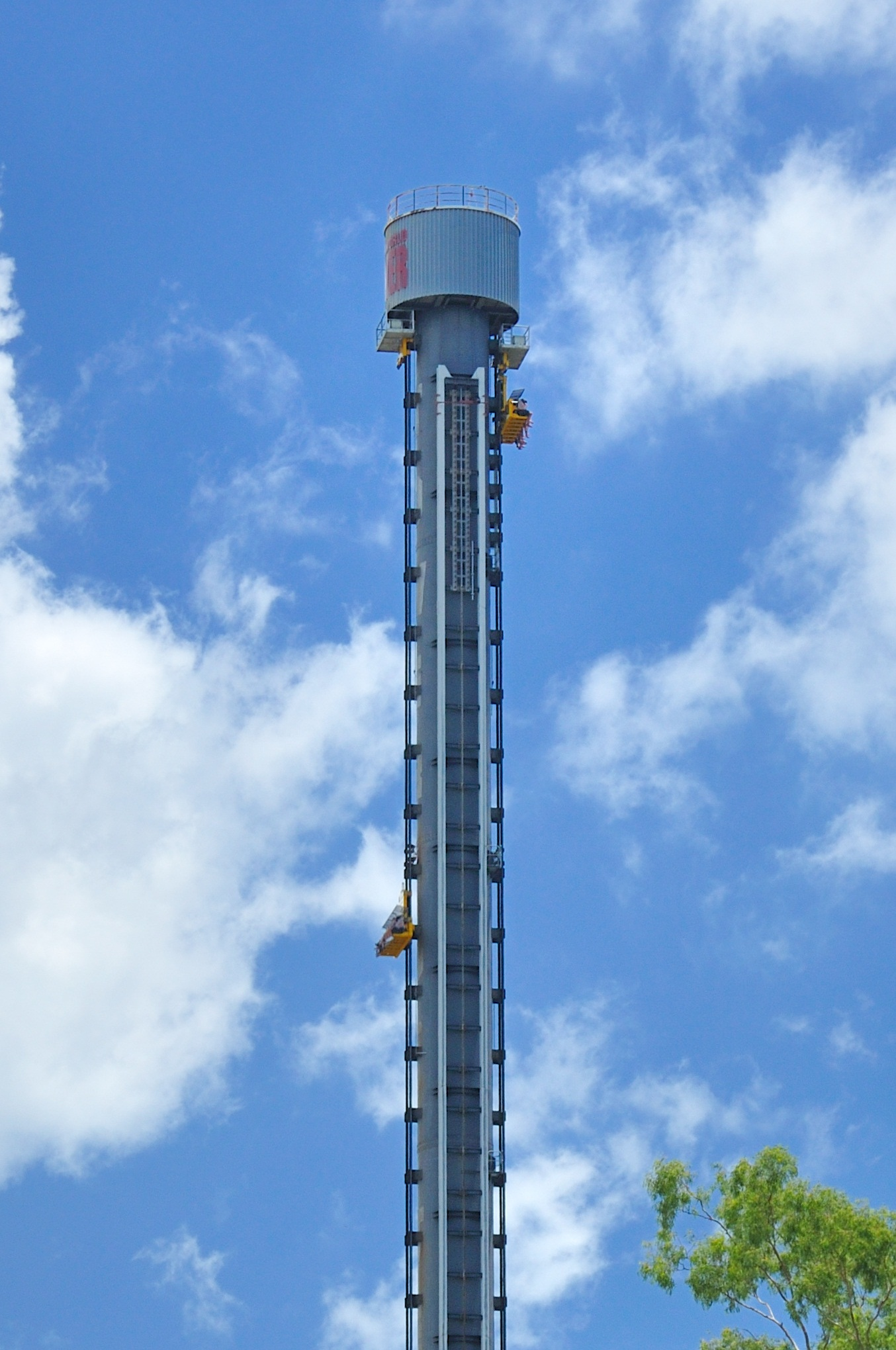
The Giant Drop à Dreamworld
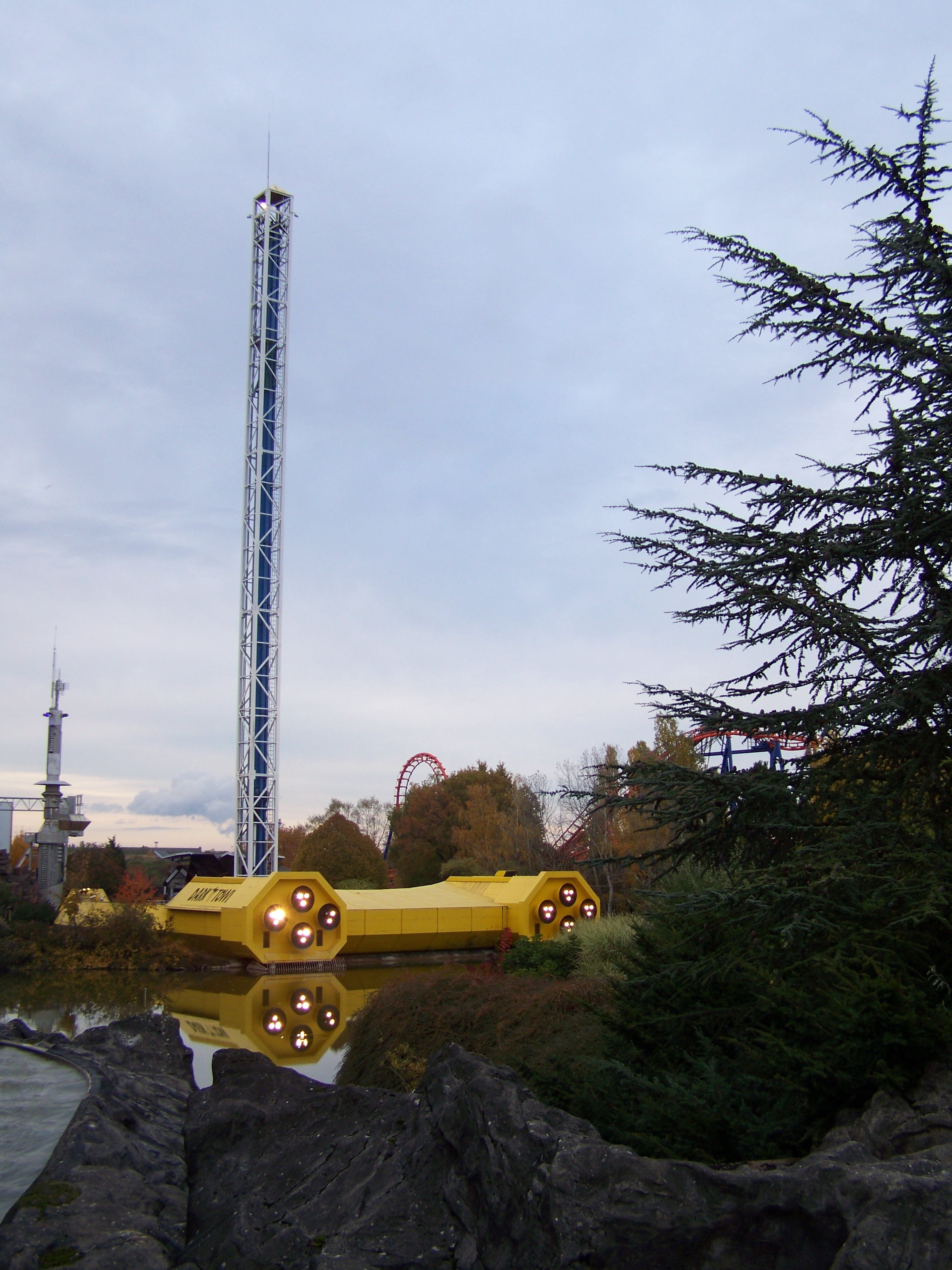
La Vengeance de Gargamel à Walibi Schtroumpf
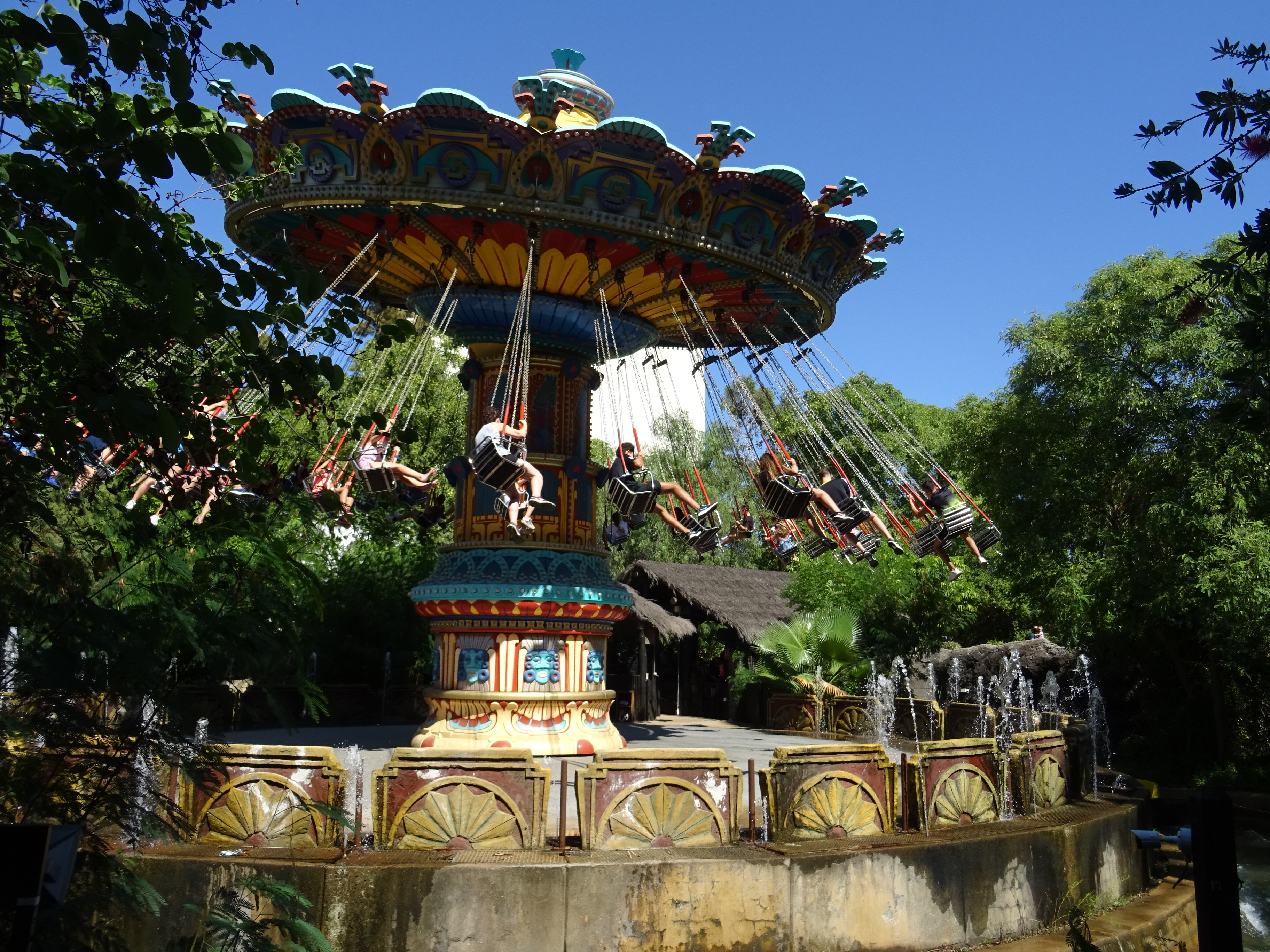
Vuelo del Halcón à Isla Mágica
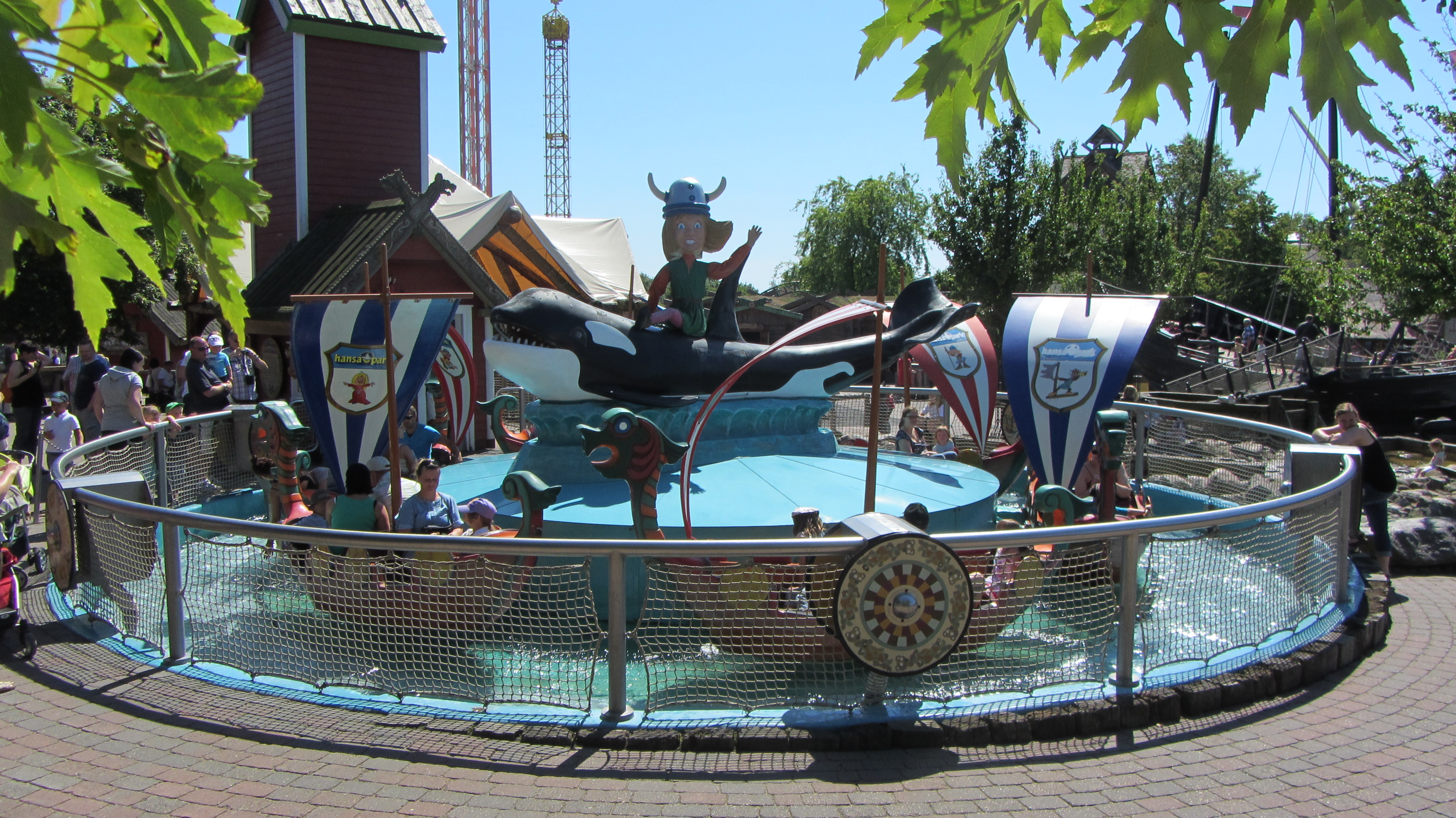
Wikinger-Bootsfahrt à Hansa-Park
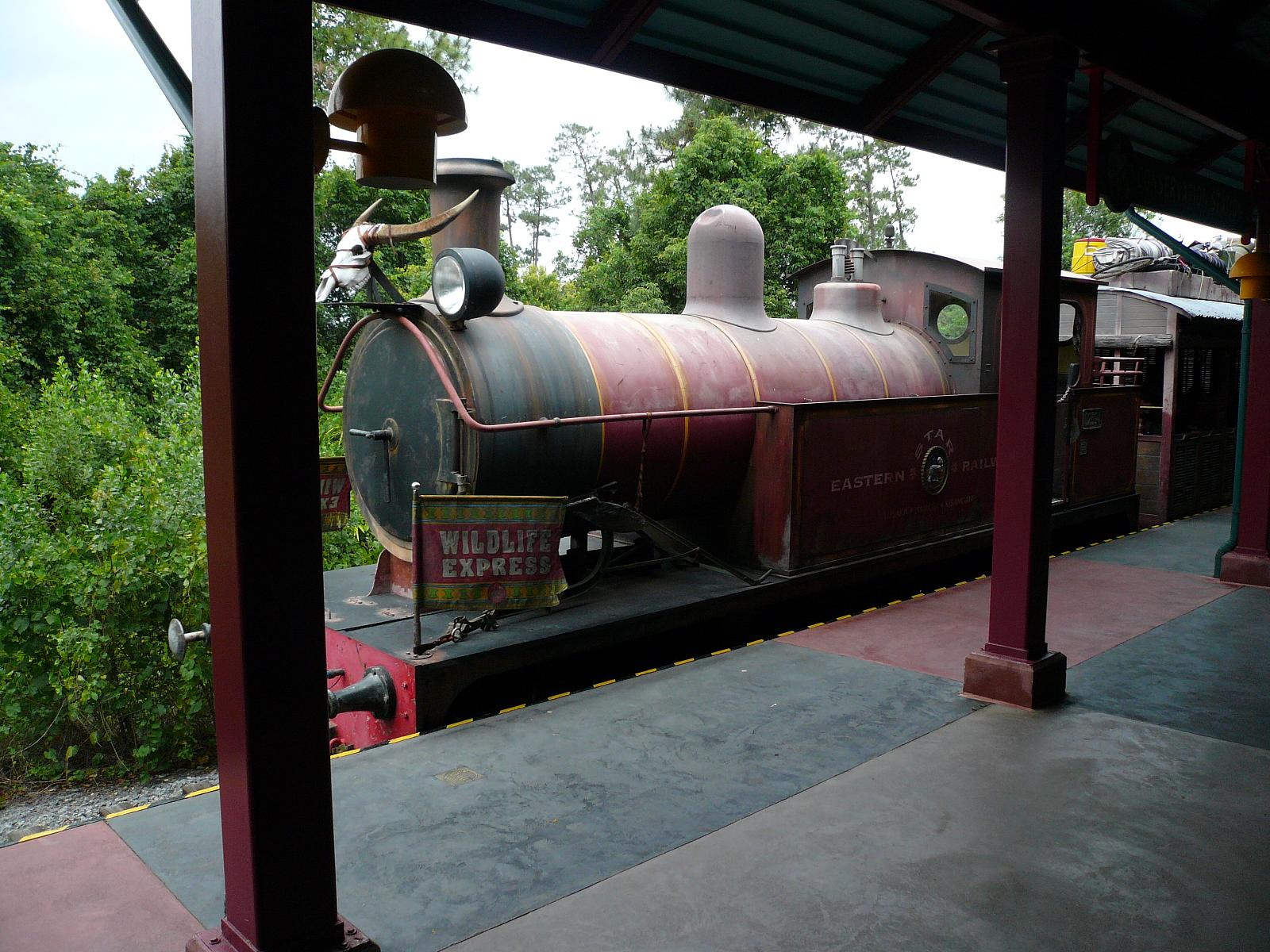
Wildlife Express Train à Disney's Animal Kingdom
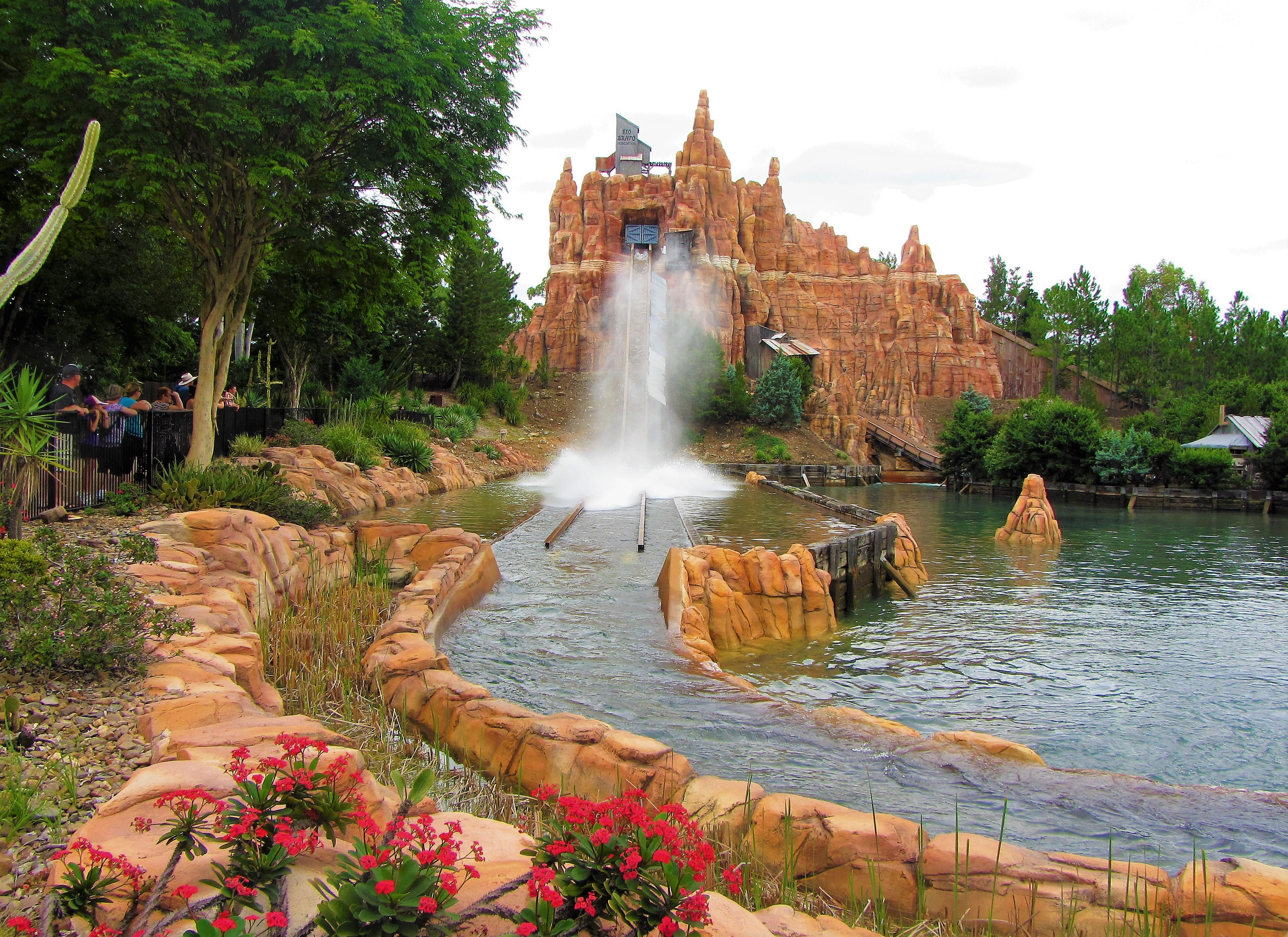
Wild Wild West à Warner Bros. Movie World Australia

#### Nouveau thème
| Nom                 | Type / Modèle                      | Constructeur      | Parc          | Pays       | Anciennement    |
| ------------------- | ---------------------------------- | ----------------- | ------------- | ---------- | --------------- |
| Den of Lost Thieves | Parcours scénique interactif       | Sally Corporation | Indiana Beach | États-Unis | Mystery Mansion |
| Jolly-Jumper Ranch  | Chevaux Galopants                  | Metallbau Emmeln  | Walibi Wavre  | Belgique   | Pampa Poneys    |
| Tunga               | Croisière scénique / Tow boat ride | Intamin           | Gardaland     | Italie     | Safari Africano |